# 紐約地鐵歷史
這篇歷史條目是紐約地鐵的擴增。

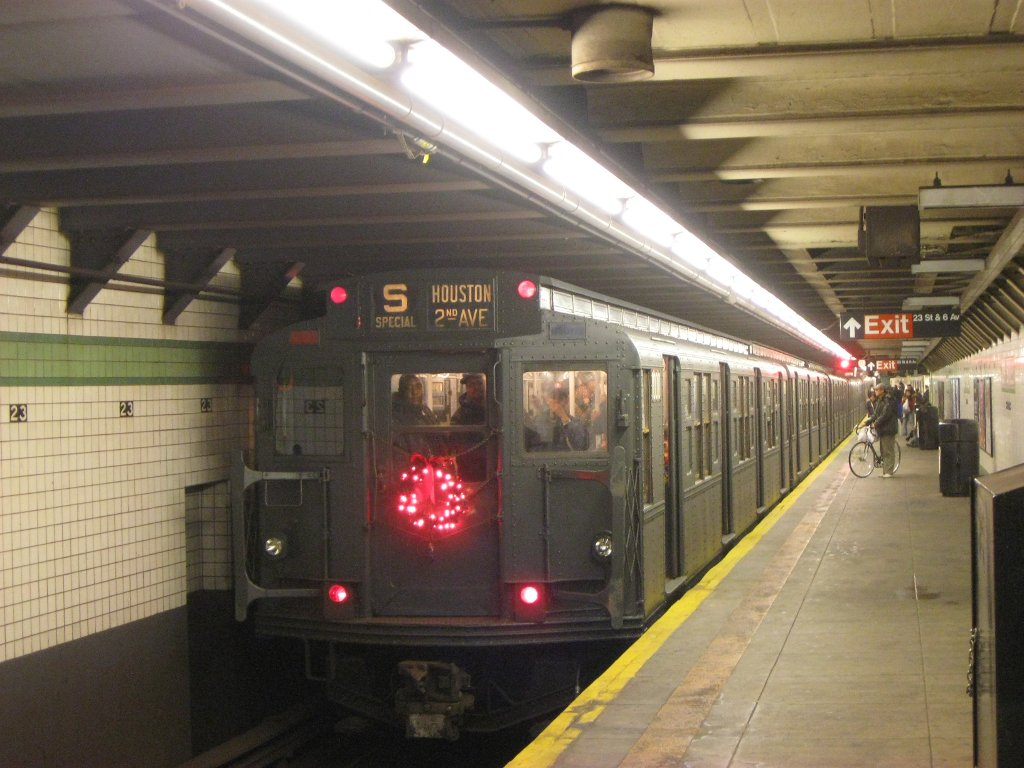
停靠于23街车站的纽约地铁R6型列车（2009年节日特别列车）

纽约地铁是美國紐約市的城市轨道交通系統，其线网覆盖纽约布朗克斯、布鲁克林区、曼哈顿和皇后区四个行政区，由大都会运输署（Metropolitan Transportation Authority, MTA）的下属机构纽约市公共运输局（NYCTA）运营。2016年纽约地铁系统日均客流量达566万，居美国首位及全球第七位。
纽约地铁系统中的第一条地下线路于1904年10月27日开通，但纽约的第一条城市轨道线路IRT第九大道线在近35年前即开通。第一条地下线路通车时，纽约的城市轨道线路都由布鲁克林捷运公司（Brooklyn Rapid Transit Company, BRT，后来的布鲁克林-曼哈顿运输公司（BMT）和跨区捷运公司（IRT）)两家私有运输企业拥有。当前纽约地铁系统中绝大多线路均在“双合约”时期通车，由政府兴建，并承包给私有公司运营。1932年，由独立地铁系统（IND）运营的第一条市营地铁线路通车。IND系统旨在与私有地铁竞争，并在线网整合中关闭部分高架铁路。但由于市政府提供的资金有限，早期IND系统的线路大多集中在市中心地带，而票价也是当时常见票价五美分的两倍。
1940年，IRT和BMT两个系统被政府收购，部分高架铁路停运。IND和BMT两个系统以兴建接驳线的方式整合为B系统，IRT系统由于列车规格较小，其线路无法行驶B系统的列车，因而独立出来成为A系统。
1953年，由市政府主管的公营机构纽约市公共运输局成立，并接管纽约市的地铁、巴士、路面电车服务。NYCTA在1968年被并入大都会运输署（MTA）。MTA接管纽约地铁后，纽约市政府陷入财政危机，MTA被迫关闭部分维护成本较高的高架铁路。由于维护资金紧张，地铁设施变得破旧，涂鸦和犯罪随处可见。为保证收支平衡，纽约地铁只得缩减服务，并搁置部分维护项目。直至1980年代，政府投入180亿美元修葺地铁设施后，情况才有所好转。
九一一袭击事件后，位于曼哈顿下城的多个地铁车站被迫关闭，位于世界贸易中心地下的IRT百老汇-第七大道线钱伯斯街车站至雷克托街车站段受到极大影响，其中位于世贸中心正下方的科特兰街车站及地铁隧道结构坍塌需要重建，钱伯斯街车站以南的列车服务暂停。受灰尘清理工作影响，世贸中心周边的10个车站也临时关闭，其中7个在2002年3月重新开放，其余车站（除科特兰街车站）于2002年9月15日重新开放，钱伯斯街车站以南的列车服务恢复运行。
进入21世纪，纽约地铁多条线路开工建设，包括7号线延伸段（2015年9月开通）和第二大道线（一期工程于2017年1月1日通车）。但由于投资不足，地铁系统在2017年陷入运输危机。

## 起源

### 蒸汽火车线路

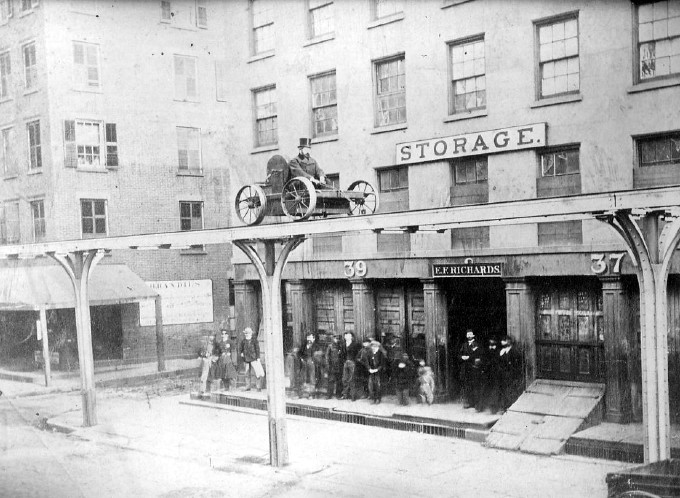
1867年查尔斯·哈维展示其公司建造的高架铁路

纽约的地下铁路最早可追溯至1844年开通的大西洋大道隧道。当时该隧道为长岛铁路的一段地下部分，但是没有设置车站。该隧道于1844年5月开建，同年12月启用，主要为布鲁克林及牙买加铁路（现为长岛铁路的大西洋支线）提供直达线路至南码头。这条在科布尔希尔地底运行的铁路在1861年关闭，并在1982年向游客开放，但在2010年再次关闭。
而纽约实质上的地铁（城市轨道交通系统）起源于数条前往康尼岛的铁路及曼哈顿、布鲁克林的高架铁路。当时纽约县（包括曼哈顿和布朗克斯的部分地区）、金斯县（包括布鲁克林和威廉斯堡）及皇后县为三个相互独立的行政区，区内的主干道有高架蒸汽火车铁路行经，各铁路公司间互相竞争。第一条高架铁路为1867-1870年间由查尔斯·哈维（Charles Harvey）建造的，行经格林威治街及第九大道的高架铁路（后来的IRT第九大道线，现IND第八大道线），后来又有数条高架铁路开通。这些铁路最终都被跨区捷运公司（ IRT）并入。
在金斯县，不少公司建造了高架铁路，包括BMT莱辛顿大道线、BMT默特尔大道线、BMT第三大道线、BMT第五大道线、BMT福尔顿街线和BMT百老汇线等，最终都被布鲁克林捷运公司（Brooklyn Rapid Transit, BRT）和布鲁克林-曼哈顿运输公司（Brooklyn–Manhattan Transit Corporation, BMT）收购，并被拆除或重建。金斯县南部也出现了一些蒸汽火车线路，除曼哈顿沙滩支线外，均被BMT收购。

### 比驰气动运输
比驰气动运输是纽约地下大众运输系统的第一次尝试。1869年，阿尔弗雷德·伊利·比驰及其公司开始在纽约百老汇地底建设气动铁路。比驰自费35万美元来建设这段地下铁路。这段铁路于1870年建成，铁路沿百老汇从沃伦街至穆雷街，仅用58天便修建完成，全长312英尺（95），直径8英尺（2.4）。该铁路启用首两周，共有11,000次乘坐，启用的第一年共载客400,000人次。

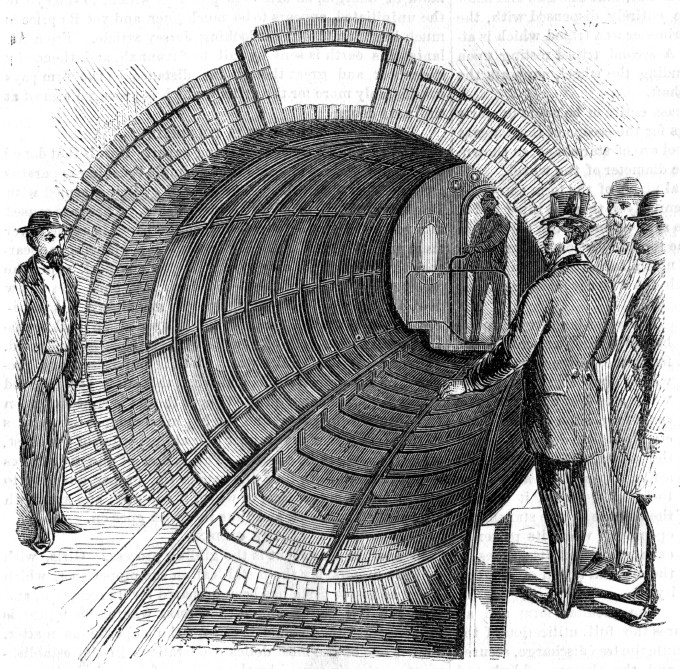
比驰气动运输

尽管该铁路得到大众的初步认可，政府却不再批准铁路继续建设。直至1873年比驰得到政府批准后，由于经营不善，铁路停止服务。最后，由于1873年股市恐慌，投资者撤回对该地下铁路项目的支持，而该系统是否适合建成一个庞大的网络也尚未明确。该项目停止后，比驰气动铁路的隧道入口被封闭，车站结构与罗杰斯·皮特大楼融为一体。1898年，整栋大楼被火灾焚毁。1912年，建设BMT百老汇大道线的施工队掘出该铁路的剩余结构。现今，该铁路的结构已不复存在，原址位于百老汇地下的市政府车站。

## 地铁系统的起步及高速发展

### 早期线路

#### 跨区捷运公司（IRT）

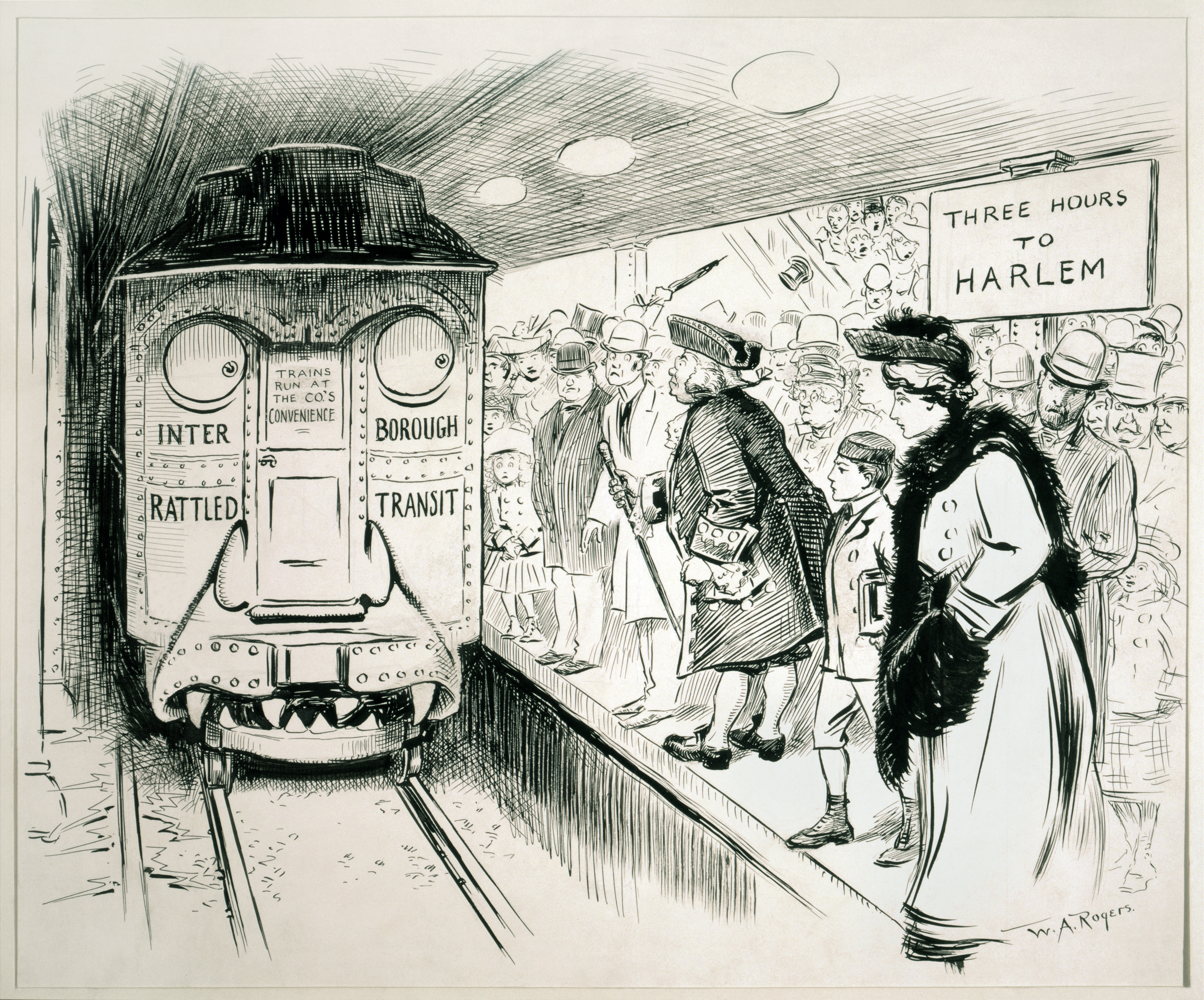
1905年讽刺IRT地铁服务的时评漫画（IRT被标记为“Interborough Rattled Transit”（嘎嘎作响的跨区运输））

1898年，里奇蒙县、金斯县、纽约县，以及皇后区、威斯特徹斯特县的部分地区被合并为大纽约市。随着城市规模扩大，纽约市开始规划未来的城市轨道交通系统，并以地下铁路为系统的核心。然而，当时没有私人企业愿意巨额投资建设地下铁路。
1894年5月22日，《快速铁路运输法》（英語：Rapid Transit Act）开始生效，快速铁路运输委员会（Board of Rapid Transit Railroad Commissioners）成立，纽约地铁系统的规划自此开始。该法律规定，委员会将在业主和当地部门的同意下建造铁路系统，或是将铁路系统建设和经营权特许批准给私人企业。早期，纽约市有两条路线被列入规划，一条是行经拉斐特街（当时被称为榆树街，Elm St.）地底，前往联合广场的线路，另一条是造价更高，行经下百老汇地底的线路，而后者被首先采纳，但在1896年，由于沿线业主抗议，该计划被延迟，而行经拉菲特街的线路则被采用。这一新计划在1897年1月14日被正式采纳，由一条自纽约市政厅向北至金斯布里奇的铁路，及位于莱诺克斯大道地底，前往布朗克斯公园的支线，自市政厅至103街交汇处的一段将建有4条轨道。该走线是受反对行经百老汇（34街以南的一段）的意见影响而定下的。1899年末，各种法律纠纷终于得到了解决。
此后，纽约市政府决定发行地铁建设债券，自行建造地铁，并与当时经营高架铁路的跨区捷运公司（IRT）签署合约，由IRT经营部分地铁线路，IRT将分得一部分利润，并将票价固定在5美分。

#### 布鲁克林捷运公司（BRT）
自1899年，布鲁克林捷运公司（BRT）和布鲁克林-曼哈顿运输公司（BMT）开始在纽约市营运铁路系统，初期营运高架铁路，此后也开始经营地下铁路系统。
1896年1月18日，布鲁克林捷运公司成立，并在二月初收购了破产的长岛电车公司，并收购布鲁克林高地铁路及布鲁克林城市铁路的承租商，随后又在1898年7月1日收购布鲁克林-皇后县-城郊铁路。
BRT亦收购了大量地面铁路系统，其中最早的是1863年10月9日开通的布鲁克林-巴斯-康尼岛铁路（现BMT西侧线），自第五大道、36街交汇处至巴斯海滩。该铁路在康尼岛溪（Coney Island Creek）入海口附近的一段是纽约地铁系统现存的历史最悠久的铁路（现属于BMT西侧线）。
1899年1月30日，布鲁克林联合高架铁路公司（Brooklyn Union Elevated Railroad Company）成立，并在同年2月17日收购了破产的布鲁克林高架铁路公司。同年3月25日，BRT收购联合高架铁路，并在4月1日外包给布鲁克林高地铁路公司经营。此后于1899年7月6日，BRT又通过法院拍卖购得金斯县高架铁路公司。1893年至1900年间，BRT将旗下的铁路改造为电气化铁路，其中布鲁克林大桥上的一段铁路被改造为地面纜車。

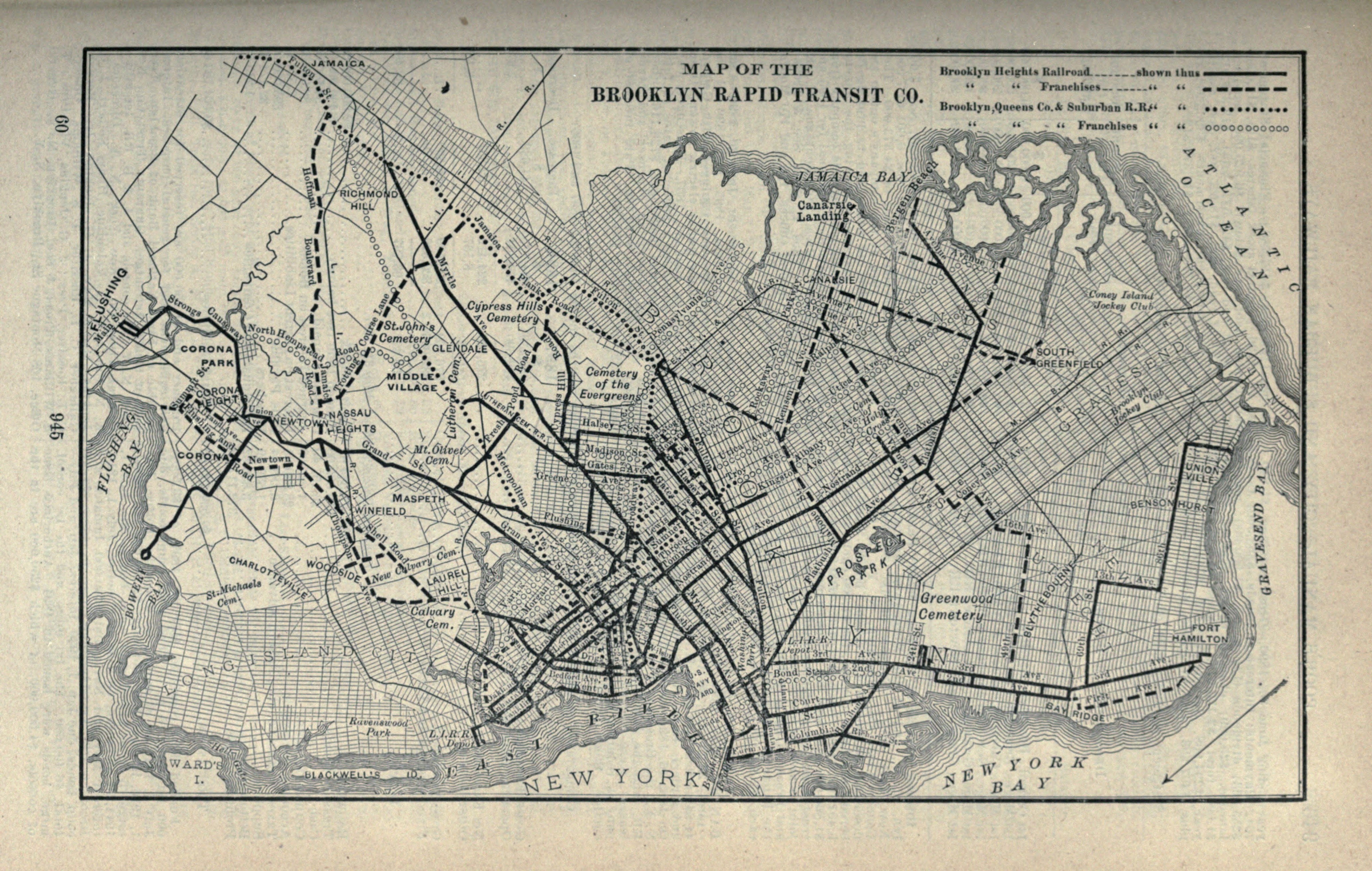
1897年BRT的线路图

至1900年，BRT已收购布鲁克林几乎所有的城市轨道交通系统，包括路面电车及重型铁路，仅有康尼岛及布鲁克林铁路和梵·布伦特街及伊利盆地铁路未被收购，而前者在1913或1914年也被收购。BRT收购的铁路系统有：
- 海滩铁路：1897年11月收购，[45]外包给布鲁克林高地铁路公司经营；
- 海景铁路（康尼岛高架铁路）：1897年11月收购，[45]外包给布鲁克林高地铁路公司经营；
- 纳苏电气化铁路（英语：Nassau Electric Railroad）（大西洋大道铁路（英语：Atlantic Avenue Railroad）、布鲁克林-巴斯-西侧铁路（英语：Brooklyn, Bath and West End Railroad）、康尼岛及格雷夫森德铁路（Coney Island and Gravesend Railway）及南布鲁克林铁路（英语：South Brooklyn Railway）的承租商）：1898年11月收购[46]并于1899年4月外包给布鲁克林高地铁路公司经营；[47]
- 布鲁克林高架铁路公司（英语：Brooklyn Elevated Railroad）：1899年3月收购，[48]并在同年4月外包给布鲁克林高地铁路公司经营；[47]
- 布鲁克林及布莱顿海滩铁路（英语：Brooklyn and Brighton Beach Railroad）：1899年3月收购；[49]
- 金斯县高架铁路（英语：Kings County Elevated Railroad）（富尔顿街线）：1899年11月收购，[44][50]并于1900年5月24日并入布鲁克林联合高架铁路系统；[51]
- 展望公园及康尼岛铁路（英语：Prospect Park and Coney Island Railroad）（卡尔弗线）：1899年1月18日外包给布鲁克林高地铁路公司经营。[52]

1918年，BRT破产，但随后在1923年6月，BRT重组为布鲁克林-曼哈顿运输公司（BMT），并再收购纽约统一铁路公司和纽约都市铁路公司。

### 地铁建设合约

#### IRT的早期地铁经营合约

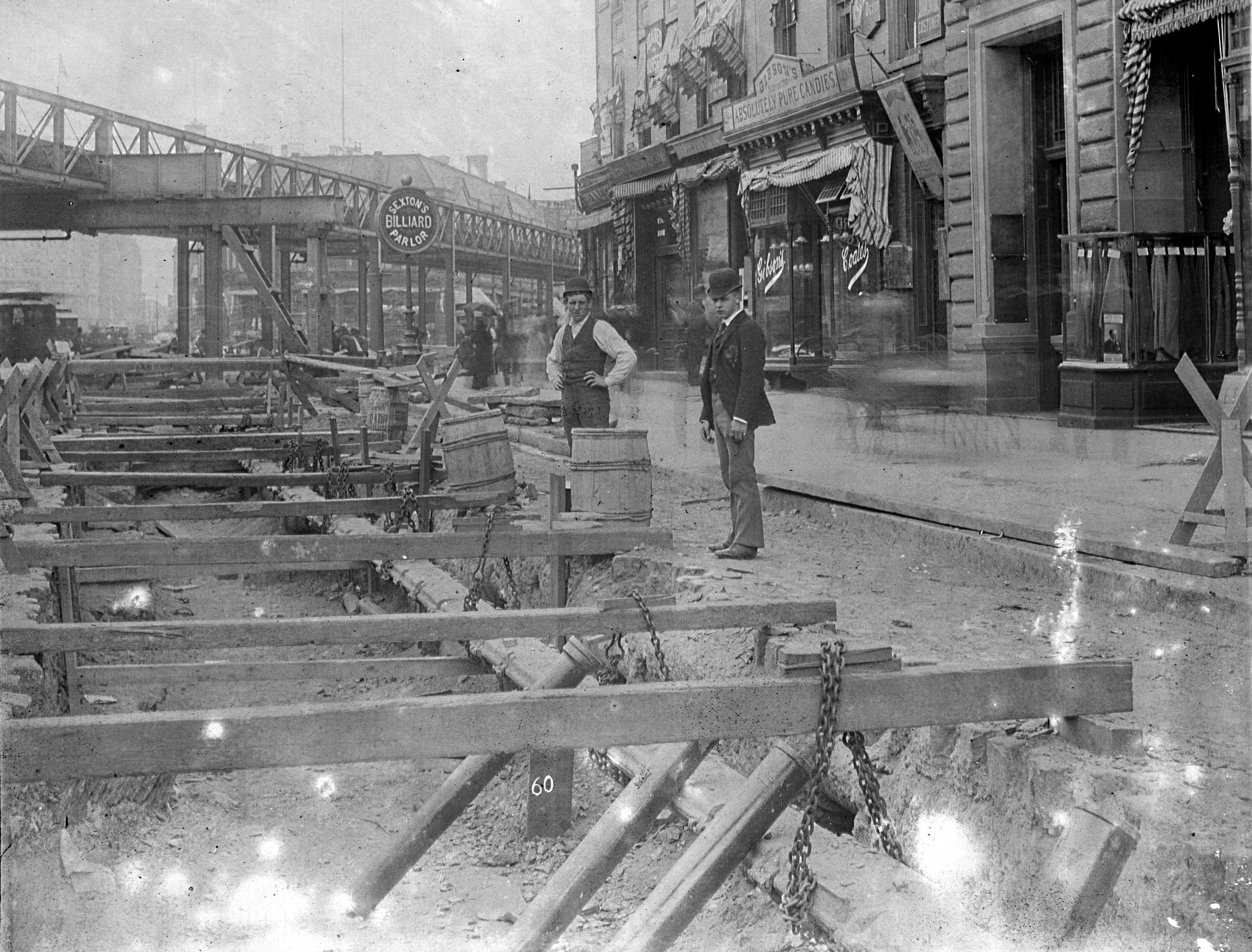
位于包厘街的地铁施工工地，摄于1901年

1900年2月21日，由约翰·B·麦克唐纳（John B. McDonald）建立，由奥古斯特·贝尔蒙特资助的捷运建设公司（Rapid Transit Construction Company）与纽约市签订合约（此后被称为“一号合约”），捷运建设公司将建造地铁线路并获得50年的经营权。同年3月24日，地铁线路在纽约市政厅前破土动工。1901年1月24日，将线路自市政厅延长至布鲁克林长岛铁路夫拉特布什大道总站（现亚特兰大总站）的计划被采纳，纽约市再与捷运建设公司签订“二号合约”，公司获得35年经营权，并在1902年11月8日在州街（State Street）开工建设。

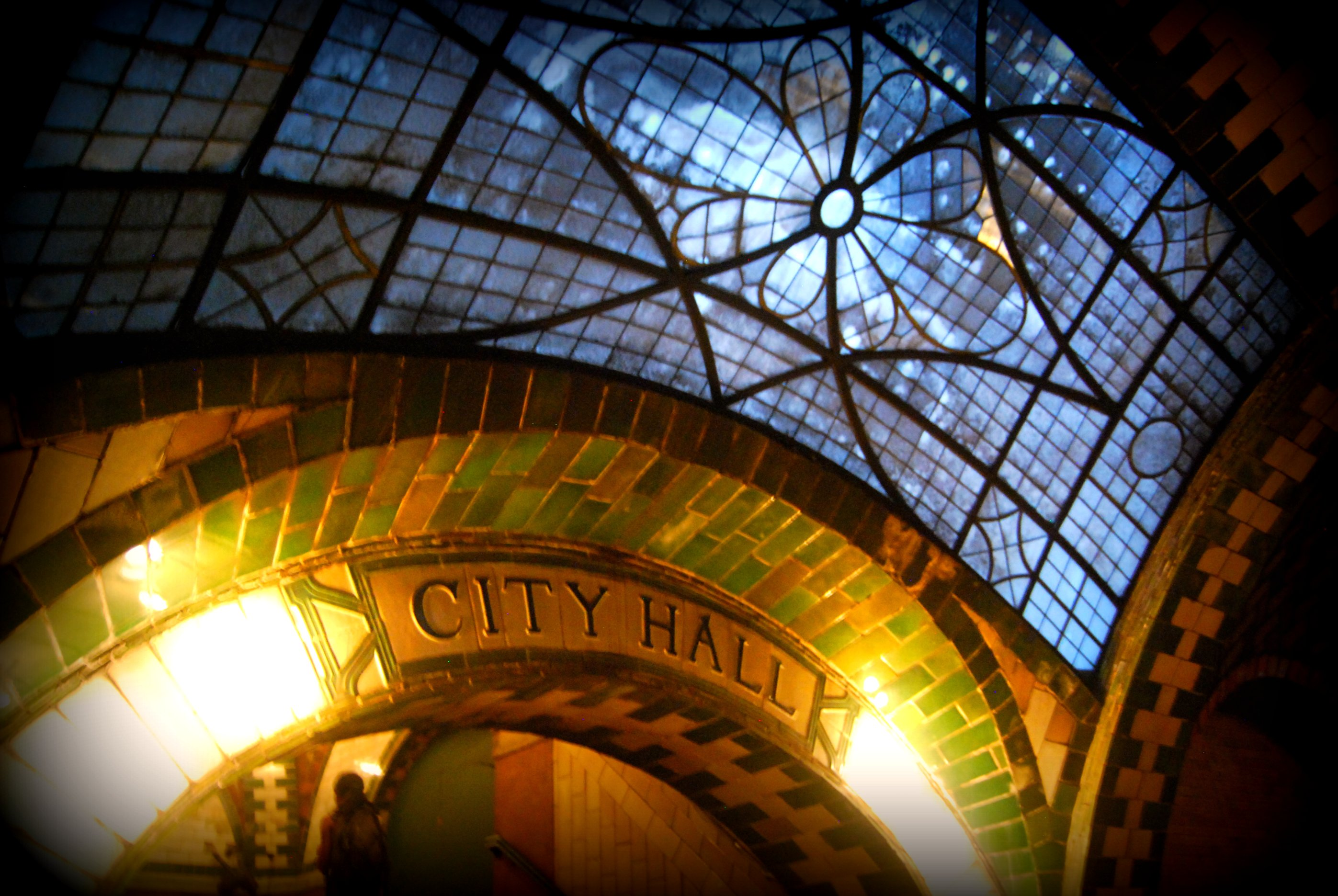
市政厅车站的拱顶（该站于1945年关闭）

1902年4月，贝尔蒙特将公司重组为跨区捷运公司（IRT）作为地铁新线的运营公司，此后IRT于1903年4月1日承包经营曼哈顿铁路的4条高架铁路。1904年10月27日，起于市政厅车站，终于145街车站的首条地铁线路西侧线正式通车。这是纽约市的第一条正式运营的地铁线路。
1904年11月12日，西侧线延长至157街车站。1906年3月12日，西侧线向北延长至临时总站221街车站及百老汇。通车后有直达列车驶经该段延长线，来往157街车站及221街车站。1907年1月14日，随着列车经百老汇桥（Broadway Bridge）跨过哈林轮运河（Harlem Ship Canal）抵达225街车站，“一号合约”中的早期地铁线路全部完工，而原先的221街车站则被拆除。1907年1月27日，西侧线再次延伸至230街的临时总站。1906年，将“一号合约”的地铁系统向北延长至242街的建议被提出，该段延长线在1908年8月1日通车（原有规划是在230街向东延伸至贝利大道（Bailey Avenue）的纽约中央铁路金斯布里奇站）。230街车站的临时结构被拆除，并移至242街车站。此后，该线路上的191街车站和207街车站也启用。191街车站由于电梯施工而押后至1911年1月14日启用，207街车站于1906年完工，但由于乘客量少，至1907年方才启用。
1904年11月23日，IRT莱诺克斯大道线145街车站至110街车站段开通，而该线南端设有轨道与已建成的西侧线轨道相连，整条线路成为相对于西侧线而言的“东侧线”。1904年11月26日，IRT白原路线首段（杰克森大道车站至东180街车站）通车。最初，该线路的服务由高架铁路IRT第二大道线及IRT第三大道线的列车提供，而从第三大道、149街交汇处至韦斯特切斯特大道（Westchester Ave）、鹰大道（Eagle Ave）的连接线则将地铁和高架铁路联通。1905年7月10日，当连接IRT莱诺克斯大道线及IRT白原路线的连接线启用后，两条地铁线路贯通运营。1907年10月1日，IRT第二大道线开行至自由人街车站的慢车服务，途经新开通的连接线。
1905年1月16日，原有的西侧线向南延伸至福尔顿街车站，之后于1905年6月12日延长至华尔街车站，又于1905年7月10日延长至滾球綠地車站及南码头车站。为了完成“二号合约”中的规划网络，地铁线路须经隧道横过东河，抵达布鲁克林。该隧道于1908年1月9日启用，为杰拉雷曼街隧道，是连接曼哈顿和布鲁克林的第一条水下地铁隧道，将地铁线路从滾球綠地車站延伸至布鲁克林区公所车站。1908年5月1日，当地铁从区公所车站延伸至大西洋大道车站（长岛铁路夫拉特布什大道总站附近）后，“二号合约”的规划线网全部完工。IRT的地铁线网扩张至布鲁克林后，不少布鲁克林居民选择乘坐地铁进入曼哈顿，而BRT的高架铁路、路面电车客流量下降。 

#### 电气化

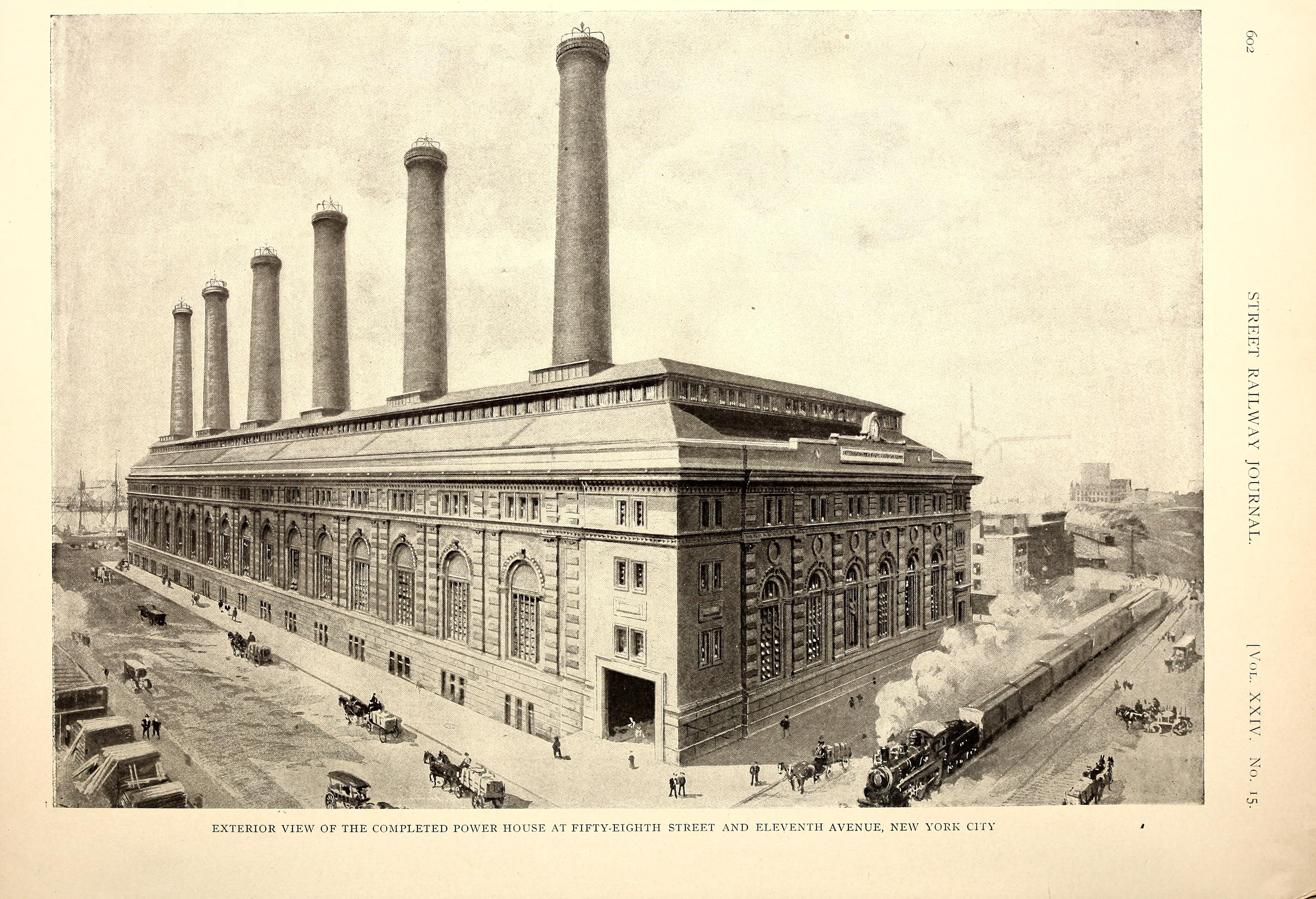
IRT的总变电所（1904年）

在纽约地铁系统扩张的同时，托马斯·爱迪生和乔治·威斯汀豪斯之间正展开着商业斗争（即电流战争），两人各自开发了直流电和交流电输电系统。此后交流电成为主要输电方式，但纽约地铁的电气化铁路采用直流电输电系统。目前纽约地铁列车使用第三轨600V直流电供电（A系统使用第三轨625V直流供电）。

#### 三区地铁系统规划

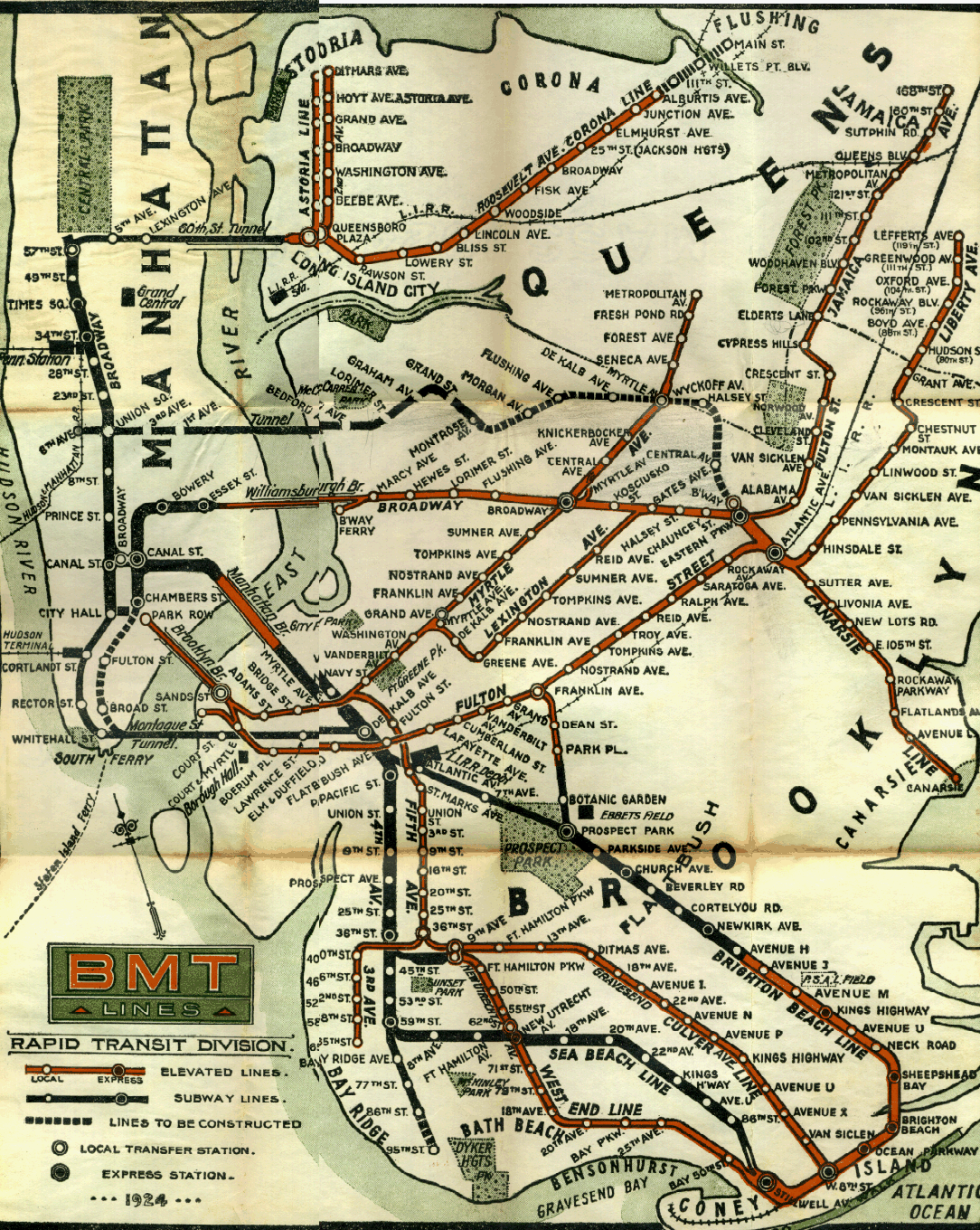
1924年BMT的线路网

在纽约市的法定债务上限提高后，1908年前又有更多地铁线路规划被提出。“三区地铁系统规划”包含三条新地铁线路：
- 一条IRT地铁线路：自曼哈顿南码头-白厅街车站至布朗克斯的佩勒姆湾公园车站及伍德罗恩车站的线路（包括已建成的IRT莱辛顿大道线）。
- BRT纳苏街环线（英语：BMT Brooklyn Loops），现BMT纳苏街线，途经布鲁克林大桥、曼哈顿大桥、威廉斯堡大桥，以循环线方式运行。纳苏街线连接曼哈顿大桥和威廉姆斯堡大桥的铁轨在此后建成。该线原计划连接布鲁克林大桥，但未有实现。然而1967年后，由于克里斯蒂街连线（英语：Chrystie Street Connection）开建，纳苏街线与曼哈顿大桥的连接线被切断。
- 一条行经第四大道（英语：Fourth Avenue (Brooklyn)）地底的线路，延伸至湾脊区-95街车站及康尼岛-斯提威尔大道车站。该线即为现今的BMT第四大道线和BMT海滩线。

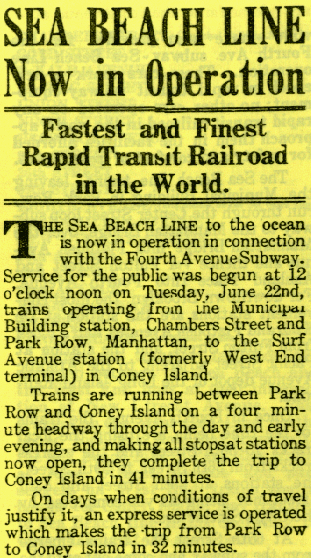
BMT海滩线宣传手册

由于BRT不愿使用IRT的窄轨标准，其计划线路的轨道轨距较IRT的宽，但为了方便在“双合约”（The Dual Contracts）的地铁整体规划下各线可以贯通运营，列车轨距必须相同。1915年6月22日，海滩线通车，通车时间推迟了数年。但BRT首段属于三区地铁系统规划的路线早在1908年9月16日即开通，起于埃塞克斯街车站，横过威廉斯堡大桥，抵达布鲁克林，使用窄轨列车。
在第四大道线开通前，曾有电车服务横跨曼哈顿大桥，但没有与纽约地铁的任何轨道连接，该服务收费三美分，故被称为曼哈顿大桥五美分线。该线由曼哈顿大桥五美分线公司和布鲁克林及北河铁路两家路面电车公司经营。1915年，当BRT的地铁轨道延伸至曼哈顿大桥后，该电车服务移至大桥下层，直至1929年结束运营。

#### 双合约
BRT的铁路网络甚少延伸至曼哈顿。为与IRT竞争，BRT希望将自身的地铁系统延伸至曼哈顿，而为与BRT竞争，IRT又希望将地铁系统延伸至布鲁克林。这最终使得纽约市政府同意同时向两家企业批出未来的地铁线路经营权。
1913年，纽约市政府和IRT、BRT正式签订地铁经营“双合约”，包括“三号合约”（与IRT的经营合约）和“四号合约”（与BRT的经营合约）。合约的签订大大促进了纽约地铁的建设，现今的纽约地铁系统中大部分线路都是在双合约中批出的，该合约不仅包含了新线路，也包括不少连接两个地铁系统的连接线。在此期间修建的阿斯托利亚线和法拉盛线曾由两家公司合营。在三号、四号合约的条款下，纽约市政府将修建新的地铁线路和高架铁路线路，并翻新、延长旧有线路，并外包给私人企业经营，经营成本将由市政府和私人企业共同承担，市政府通过发行债券来筹资，企业则提供经营地铁所需的资金、设备。

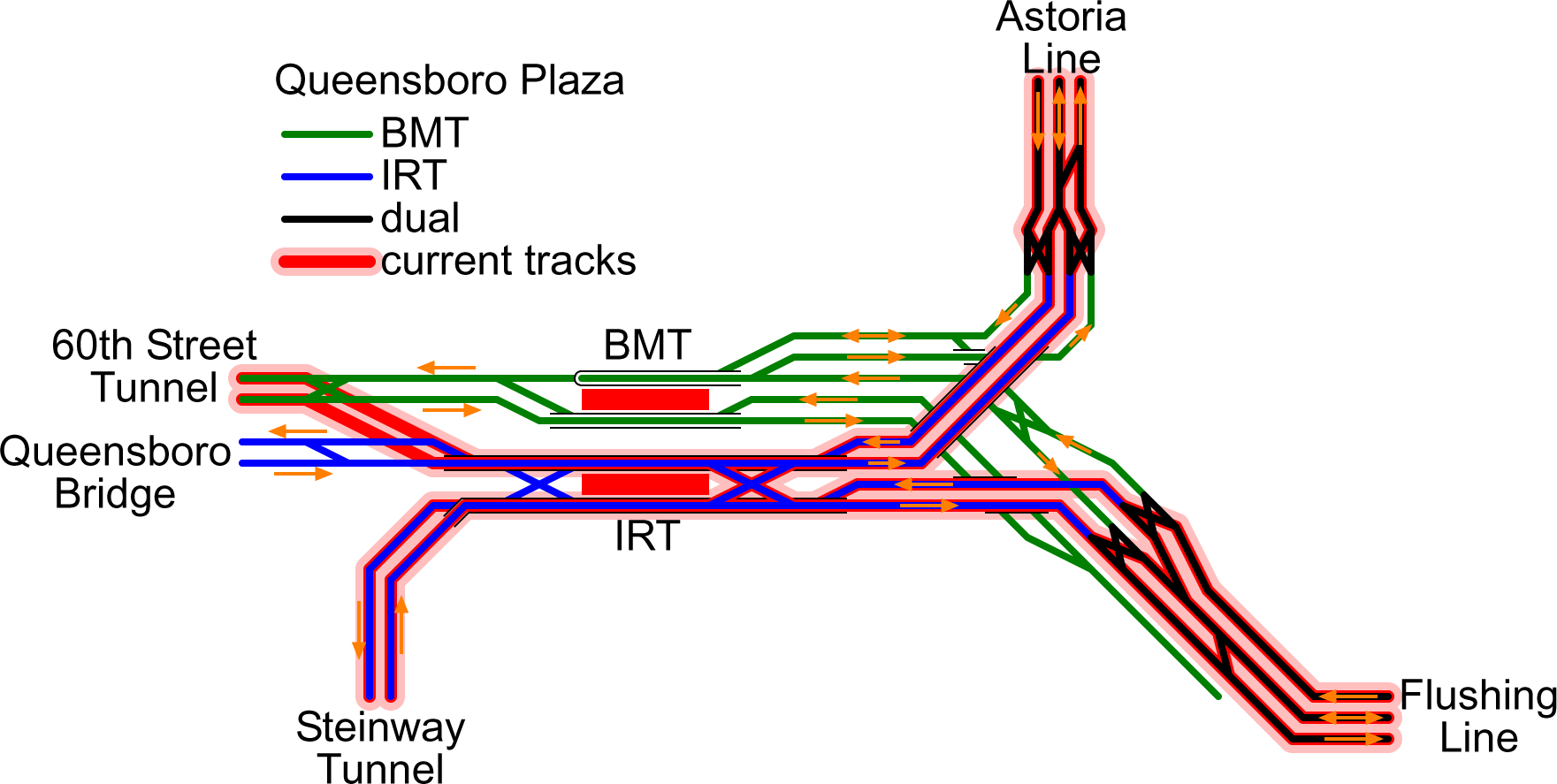
皇后区广场车站的轨道示意图。由于两个地铁系统有不同的列车宽度标准，设置不同的收费区，因此该站的轨道相当复杂。

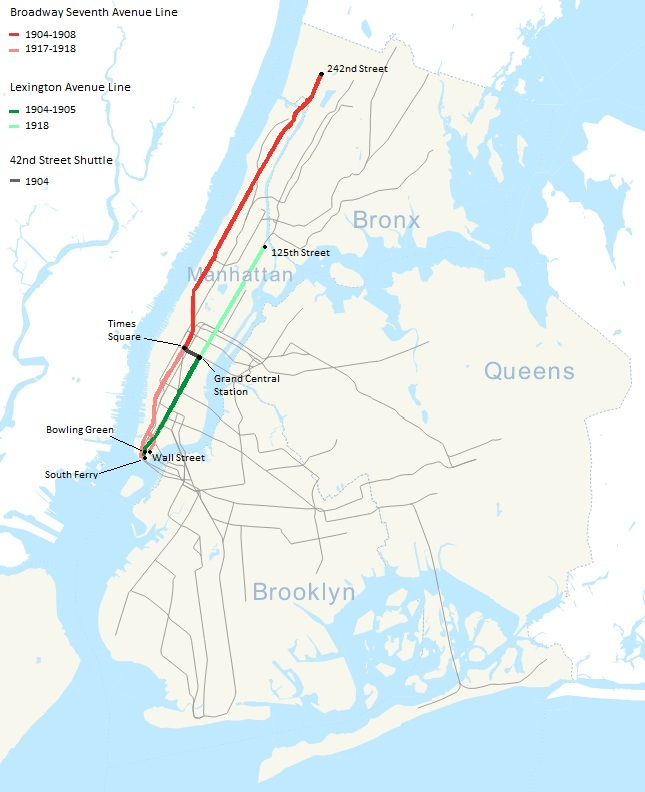
1918年的“H”字形地铁系统

按照“双合约”规划的要求，两个系统需要合营两条线路，分别是阿斯托利亚线和可乐娜线（现IRT法拉盛线）。两条线路由两家企业合营（可乐娜线皇后区广场至可乐娜的一段为合营部分），起点位于皇后区广场车站。IRT通过施坦威隧道（1907年建成）和IRT第二大道线的一段延长线连接皇后区广场车站，BRT则新建60街隧道连接该站。法理上可乐娜线由IRT拥有，但BRT（及其继承者BMT）获得了该线路的永久使用权，因此该线实际上属于BRT系统。
尽管可乐娜线属于BRT系统，但该线和阿斯托利亚线都按照IRT的技术规格建设，而IRT和BRT原有系统的轨距不同，因此乘坐IRT线路的乘客可以直达曼哈顿，而乘坐BRT的乘客需在皇后区广场车站转车，这也使得地铁线路延伸至1939年纽约世界博览会后，IRT可以开行直达快车，而BRT则不能。该运作模式一直持续到1949年。根据“双合约”的规定：两家企业将票价限制在5美分以下；市政府有权将线路经营权收回；市政府分得一部分经营利润。这些规定，加上一战后的通货膨胀，使得两家企业陷入财务困难，市政府最终于1948年收回线路的经营权
“双合约”的线路建成后，IRT系统的列车服务大幅调整。IRT原有的西侧线在大中央-42街车站向西转入42街，抵达时报广场-42街／港務局客运总站车站后再向北转入百老汇。“双合约”的线路建成后，西侧线被切成三段：
- 南段在大中央-42街车站继续向北，进入莱辛顿大道，并沿着新建的轨道向北延伸（即IRT莱辛顿大道线），并设有连接线与新建的IRT佩勒姆线、IRT杰罗姆大道线相连，同时也修建了新的连接线与原有的IRT白原路线相连；
- 北段则在时报广场-42街／港務局客运总站车站继续向南延伸，进入第七大道、瓦里克街（英语：Varick Street）和西百老汇（即IRT百老汇-第七大道线），该线在钱伯斯街车站分成两条支线，一条沿格林尼治街抵达南码头-白厅街车站，另一条（布鲁克林支线）沿贝克曼街（Beeckman Street）、威廉街（英语：William Street (Manhattan)）向东延伸，下穿东河，进入布鲁克林，再沿克拉克街（Clark Street）、福尔顿街（Fulton Street）延伸，到达法庭街-区公所车站；
- 大中央-42街车站至时报广场-42街／港務局客运总站车站的一段单独成为42街接驳线。

“双合约”的线路建成后，IRT位于曼哈顿的地铁系统由原先的“Z”字形改为“H”字形。
1917年6月3日，IRT百老汇-第七大道线时报广场-42街／港務局客运总站车站至34街-宾州车站段通车，直达34街-宾州车站的列车开通，并有沿42街、34街行驶的直达列车开通。这一小段在百老汇-第七大道线的剩余部分建成前便开通，以疏导宾夕法尼亚车站的客流。此时车站仅启用靠北的一部分，启用时石膏堆、铁轨等建材都尚未移走。1918年7月1日，百老汇-第七大道线34街至南码头段，以及布鲁克林支线（仅开通至华尔街）开通，直达列车服务延伸至南码头-白厅街车站，并有列车在钱伯斯街车站和华尔街车站间行驶。1918年7月17日，IRT莱辛顿大道线大中央-42街车站至125街车站段开通，但在1918年8月1日前，仅有列车在42街和167街车站间行驶。最终，行经莱辛顿大道线全线的列车开通后，由莱辛顿大道线、百老汇-第七大道线、42街接驳线组成的“H”字形地铁线网形成。“H”字形线网的建成使IRT系统的载客能力增加一倍。此后在1919年4月15日，布鲁克林支线剩余部分开通，并延伸至大西洋大道-巴克莱中心车站。
“双合约”地铁系统规划直接引起了纽约市区的扩张，不少市民搬至新地铁线路沿线居住。“双合约”线路的完工大大减轻了纽约市中心的交通拥挤情况，并降低了人口过于集中地区（如曼哈顿59街以南的部分）的人口数目。纽约市民可以搬至房价与市区持平，但环境更宽松的地区生活，与此同时仍可以方便地前往市区。

### 独立地铁系统
纽约前任市长约翰·F·海兰大力推崇由市政府经营地铁线路。最初，海兰打算通过拒绝提高地铁票价、拒绝建设新线路和维修厂等方式，试图令两家公司破产，继而收回线路经营权。这些行为，加上1918年的马尔波恩街地铁事故，使得IRT和BRT两家企业陷入财政危机。1918年，BRT破产，但又立即重组为布鲁克林-曼哈顿运输公司（BMT）；IRT虽然陷入财政危机，但仍在1928年建成IRT法拉盛线。
此外，随着纽约市人口大规模增长，“双合约”地铁线路已无法应付如此大的客流。为缓解城区客流压力，同时达到全市地铁线路由政府统一经营的目标，纽约市政府以“私人地铁公司搜刮纳税人的钱”为理由，开始规划独立于IRT和BMT以外的第三个地铁系统，该系统将由政府自行建造、营运。这一系统被称为“市营独立地铁”（Independent City-Owned Subway, ICOS），或是“独立地铁系统”（Independent Subway System, ISS）或“市营独立捷运铁路”（Independent City-Owned Rapid Transit Railroad），在第一条线路IND第八大道线开通后，“第八大道地铁”也用于特指该系统。1940年，市政府收购BMT和IRT两家企业后，该系统被统一命名为“独立地铁系统”（简称IND）。
IND的早期线路包括主线IND第八大道线、IND第六大道线，以及支线IND汇集线、IND卡尔弗线和IND皇后大道线。这些线路除了史密斯街-第九街车站至第四大道/第九街车站段为高架铁路以外，其他路段均为地下铁路。

#### 线路
独立地铁系统的第一条线路即将完成时，市政府原打算在开通初期引进私人企业参与经营，但并没有企业能接受苛刻的合同条款。市政府于是决定自行经营新线路。独立地铁系统的第一条线路是第八大道线（207街车站至哈德逊总站），于1932年9月10日午夜全线通车，通车当日没有举办庆典仪式。
1936年1月1日，独立地铁系统的第二条主线IND第六大道线（西四街车站至东百老汇车站）开通运营。IND第六大道、第七大道线于西四街车站换乘。IND第六大道线兴建时，沿线的路面电车停运，部分电车在地铁通车后恢复运行，其余则被取消。此外，为了将IND第六大道地铁线上方的IRT第六大道线高架铁路拆卸，并节省支撑高架铁路结构的费用，市政府花费1250万美元买下了这条高架铁路，并于1938年12月5日终止其运营，拆卸下来的钢材被卖到日本。为服务高架铁路停运后受影响的乘客，IRT第九大道线的列车班次增加。
1933年8月19日，IND皇后大道线首段（罗斯福大道车站至50街车站）通车运营。该段地铁通车后，开行E线慢车服务（罗斯福大道车站至哈德逊总站），并有GG线直达列车开行，来往皇后广场车站和IND跨城线的纳苏大道车站。1936年12月31日，IND皇后大道线东延线（至克犹花园-联合公路车站）开通。1937年4月24日，皇后大道线延长至169街车站总站，E线快车服务延长至71大道-大陆大道车站，GG线慢车服务也延长至该站，但只限繁忙时段。快车服务的班次间隔为3～5分钟。1939年8月28日，23街-埃利大道车站启用。随着IND皇后大道线延伸至牙买加社区，不少使用BMT牙买加线和长岛铁路进入曼哈顿的乘客改为乘坐IND皇后大道线。
1937年7月1日，IND系统的第三条主线IND跨城线纳苏大道车站至卑尔根街车站段通车。两年后，1940年12月15日，驶经IND第六大道线全线的慢车服务开通，经过该线的核心区域曼哈顿。
与此同时，自1919年起，兴建IND第二大道线的呼声逐渐增多，当时纽约公共服务委员会正展开对未来地铁新线路的研究，但受到大萧条的冲击，地铁线网扩张的建设费用不断上升，因此IND第二大道线没有和其他三条IND线路一并建设。该线的首期建设被搁置，市政府也无法提供更多资金。此后于1930年提出的规划将原来的第二大道线规划缩短，只兴建34街至125街的一段，并在34街设岔道横过市区，计划于1948年完工，但工程在1931年延期。1939年，第二大道线的工程无限期暂停，该线开始处于“规划中”状态。该线于IND的1939年线网扩张计划中再次出现，第二大道线计划向北延伸进布朗克斯，并向南延伸至布鲁克林，至IND福尔顿街线的法庭街车站。1972年，第二大道线再次开工，但由于纽约市的财政危机而再次于1975年停工，此后该线于2007年再次开建。

### 线网扩张计划
自1904年纽约市第一条地铁线路开通后，不少政府官员和规划机构都提出不少线网扩张计划，其中一个由IND提出，被称为“第二系统”，该规划方案计划修建新地铁线路，并取代旧有的地铁线路和地面铁路。即便该方案中的大部分线路从未实际开建，但有部分线路因能缓解已有线路的拥挤情况而被推崇，其中一条是第二大道线。建造新线路的计划最早开始于1910年代。
1922年8月28日，纽约时任市长约翰·F·海兰提出了自己的地铁线路规划，这一规划的线网在当时并不算大，包括接管将近100英里的现有地铁线路，并新建超过100英里的新地铁线路。规划方案中提到，新线路将于1925年12月31日前全部完成，乘客将能以统一价格乘地铁畅行全市。该方案是为了与IRT和BMT竞争而提出的。
1926年，市政府开始计划建设一条前往新泽西州的环形地铁线路。
1929年，“第二系统”规划方案被纳入IND系统的规划之中，1939年线网整合计划被提出后，“第二系统”规划覆盖了三个已有的地铁系统。但“第二系统”的线路中，最终只有极少数线路开建。“第二系统”规划了22条线路，全长约100英里（160），大部分线路位于皇后区。这些线路包括IND第二大道线（原计划延伸至布朗克斯）和沃斯街线（原计划连接洛克威），沃斯街线最终没有开建，第二大道线的首段（72街车站至96街车站）在时隔88年后于2017年1月1日开通。“第二系统”也要求新线路的大部分路段位于地下，要求所有站台长度达到670英尺（200），并要求所有交汇处实现立体交汇，这些要求使得地铁建设预算翻了两倍，最终导致“第二系统”规划被搁置。

## 线网整合

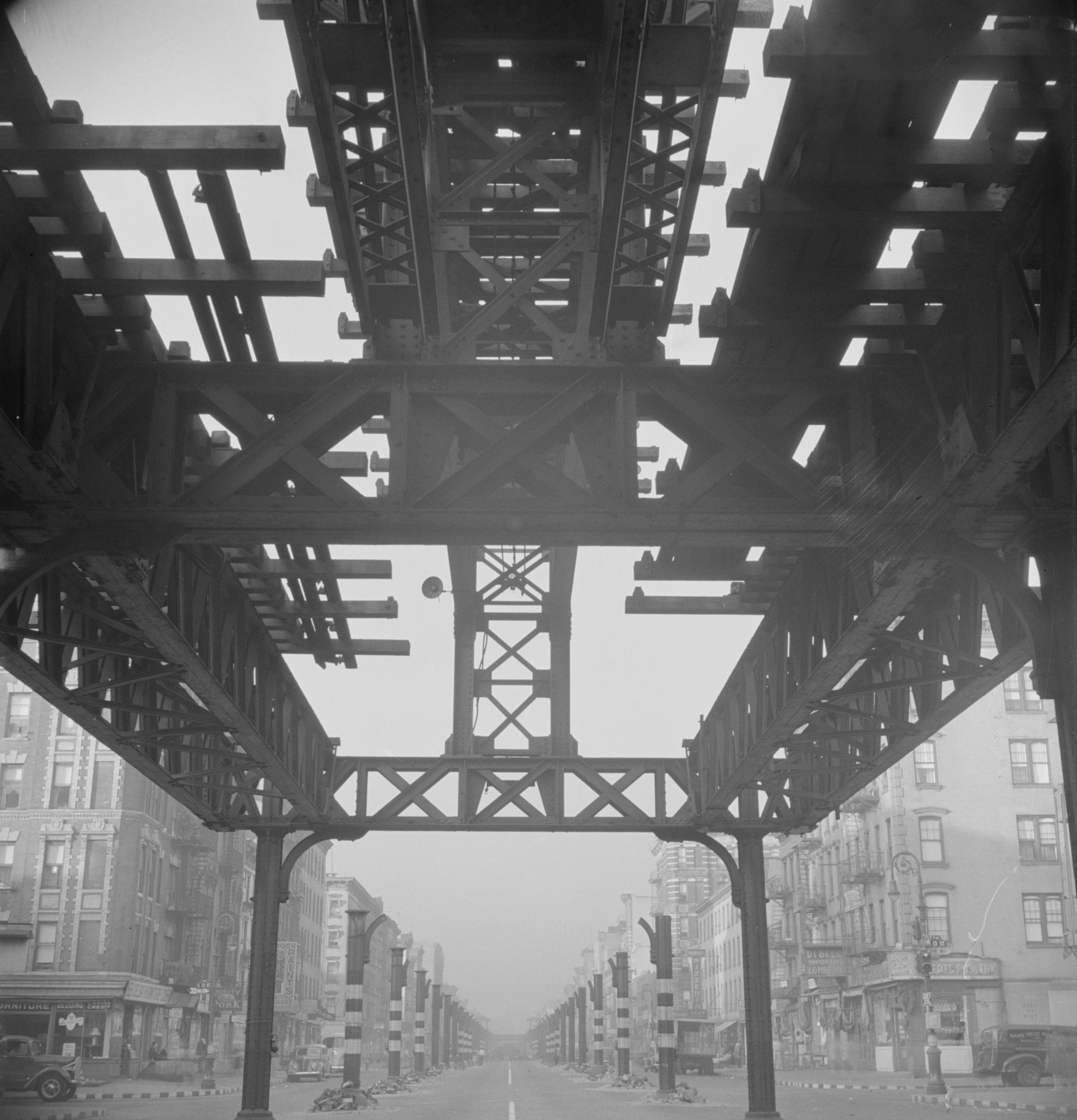
IRT第二大道线在线网整合后不久被拆除

1940年6月，BMT和IRT的下属线路被纽约市政府接管，并由交通运输局营运（该局也负责经营IND系统）。1953年交通运输局重组为纽约市公共运输局。机构重组后，纽约市大规模建设地铁的时期结束。与此同时，市政府开始拆除被认为“多余”的线路，多条旧有的高架铁路被关闭，包括IRT第九大道线、IRT第二大道线的大部分路段、BMT第五大道线、BMT第三大道线，以及BMT富尔顿街线的大部分路段。

### 各系统的差异
虽然纽约地铁线网整合已完成，但三个系统仍有区别。IRT系统（现被称为A系统）的线路以数字作为列车服务的名称，BMT和IND系统（现被称为B系统）的线路以英文字母作为列车服务的名称。A系统线路的列车较B系统的窄18英寸（46），每节车厢较B系统的短9英尺（2.7）。因此在投入同等资金时，若按照A系统线路的标准进行建设，列车载客量将偏低，于是自二战后至2007年纽约地铁新建线路都位于B系统。。必要时，A系统的列车可以在B系统的轨道上行驶，但由于靠站时月台空隙过大，因此都不载客。这一情况源于线网整合前IRT和BRT的列车规格不一致。

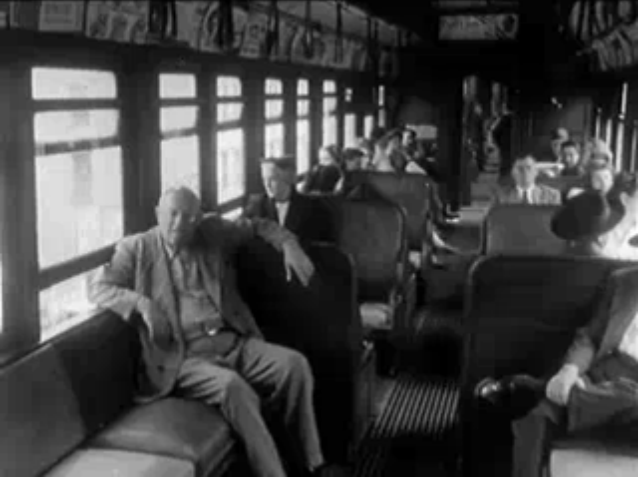
IRT第三大道线列车内部（摄于1950年代，此时该线路尚未拆除）

IRT在建设早期地铁线路（“双合约”时期以前）时，以此为契机更改高架铁路线路的技术规格。鉴于IRT既有的高架铁路列车车厢长47英尺（14），IRT地铁列车车厢长度被规定为51.3英尺（15.6），两种铁路的列车宽度均不超过9英尺（2.7），因此IRT线路的限宽和转弯半径较IND和BMT的小，导致IND和BMT的列车无法在这些线路上行驶。不过IRT后来的新建线路均增大了限宽和转弯半径，足以让IND和BMT的列车行驶。因此A系统（原IRT的线路）不少线路只要稍作改造都可以允许B系统（原BMT和IND的线路）的列车行驶，并借此提高载客量。但事实上，由于A系统不少限宽和转弯半径较小的线路都处于中心地区，采取以上的方式将使列车无法连贯运行。A系统中只有小部分线路采取这种方式进行改造，并被合并到B系统中，比如BMT阿斯托利亚线（该线原先由IRT和BMT联营，BMT派出的列车为特别设计的列车），此外也有计划建造连接线将第二大道线与IRT佩勒姆线连接。

### 整合后的扩张及机构重组
线网整合完成后，纽约部分高架铁路被关闭，包括IRT第二大道线（1942年关闭）和BMT的布鲁克林大桥铁路（1944年关闭）。二战后的通货膨胀导致1947年纽约地铁加价至10美分，六年后纽约地铁再次加价至15美分。线网整合后，由于各个系统之间的营运协调工作进展缓慢，公众要求地铁营运机构重组的呼声增多，当时曾有人建议由紐約港務局负责地铁营运。1953年6月15日，纽约市公共运输局成立，并成为纽约地铁的运营方。
此时纽约地铁不少列车及设施已相当陈旧，最旧的列车自1904年便开始服务，纽约市公共运输局在1948年至1965年间引进2,860节地铁车厢，并投放至A系统的线路上，列车批次编号从R12至R36WF，这批列车几乎取代了A系统在二战前引进的所有列车。另有2,760节地铁车厢被投放至B系统的线路上，列车批次编号从R10至R42。此外，纽约地铁各站站台进行改造，站台长度增加一倍，部分弯度过大的站台装上了月台伸缩踏板。在此期间，原属BMT系统的线路更换了信号系统。1965年开始，R36ML型列车开始安装双向无线电通讯设备，成为纽约地铁首批装上该设备的列车，相关设备于同年5月启用（在IRT莱辛顿大道线上）。1967年7月19日，首列装有空调的列车投入服务（列车批次为R38）。

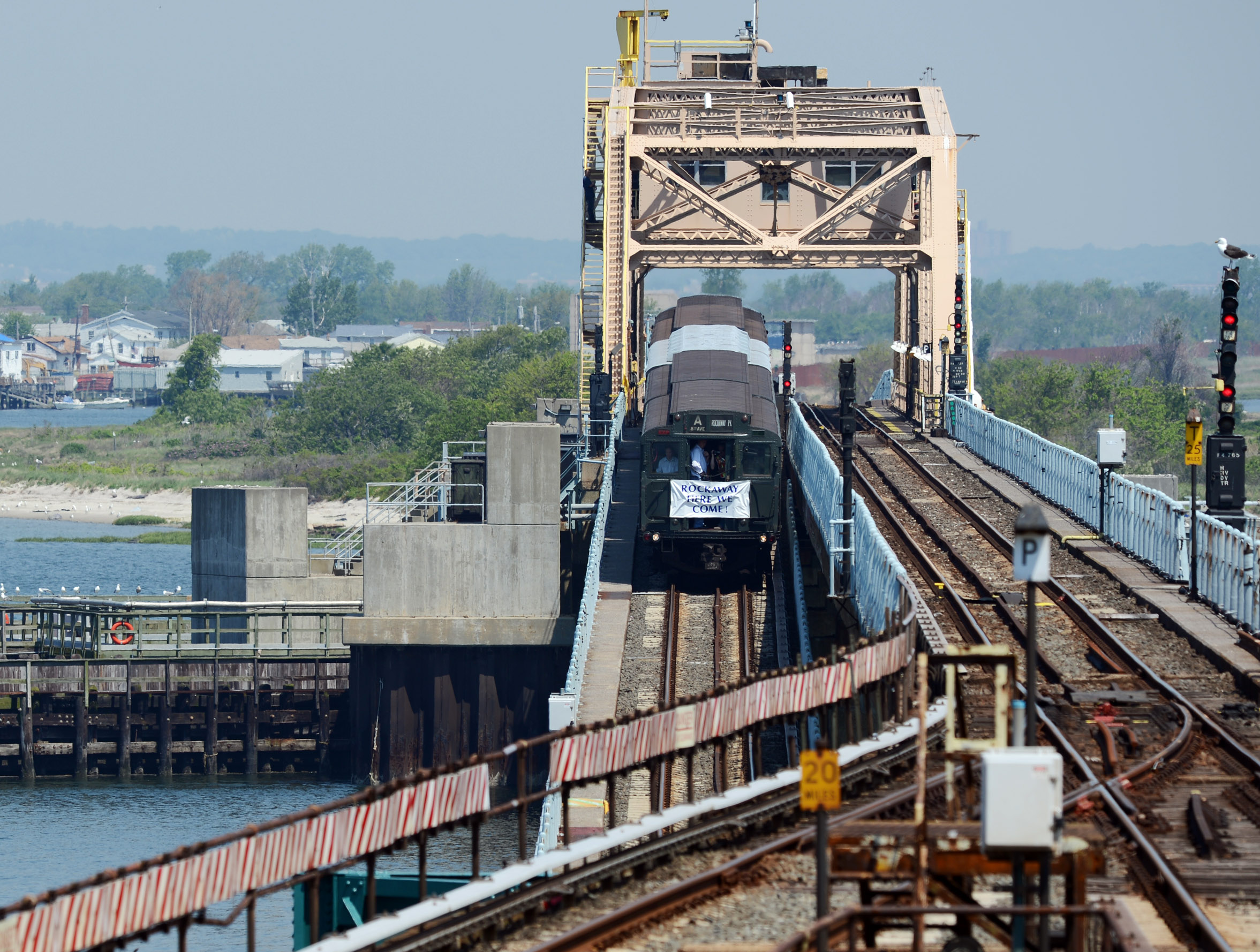
一列A线列车行驶在IND洛克威线上，该线在1956年开通，是纽约地铁在20世纪中期开通的两条主要线路之一

在此期间，纽约地铁仅有2条新线开通：1941年开通的IRT代里大道线和1956年开通的IND洛克威线。，此外IND洛克威线在1958年延长至远洛克威-莫特大道车站。这两条新线都是在现有铁路的基础上经改造而得，其中IRT代里大道线原先是1937年关闭的电气化通勤铁路纽约-威斯特徹斯特-波士顿铁路纽约段。IND洛克威线原先属于长岛铁路，在1952年被纽约市公共运输局收购，该线跨越牙买加湾，经宽水道车站，在洛克威半岛分出两条支线。IND洛克威线曾被单独视作一个地铁系统。
169街车站曾是IND皇后大道线的总站，但F线列车折返要绕道帕森斯林荫路车站，并不方便。此外169街车站没有列车车库。为解决该问题，纽约市计划建设一条连接牙买加-179街车站的延线。牙买加-179街车站设两个岛式站台，多个出入口，以及一个可停放四列十节车厢列车的车库，便于开行前往该站的快慢车服务。该延线于1946年开工，原计划1949年完成，但受大萧条和二战影响至1950年12月11日才通车，纽约地铁E线、F线的列车服务延伸至该站。

## 衰落

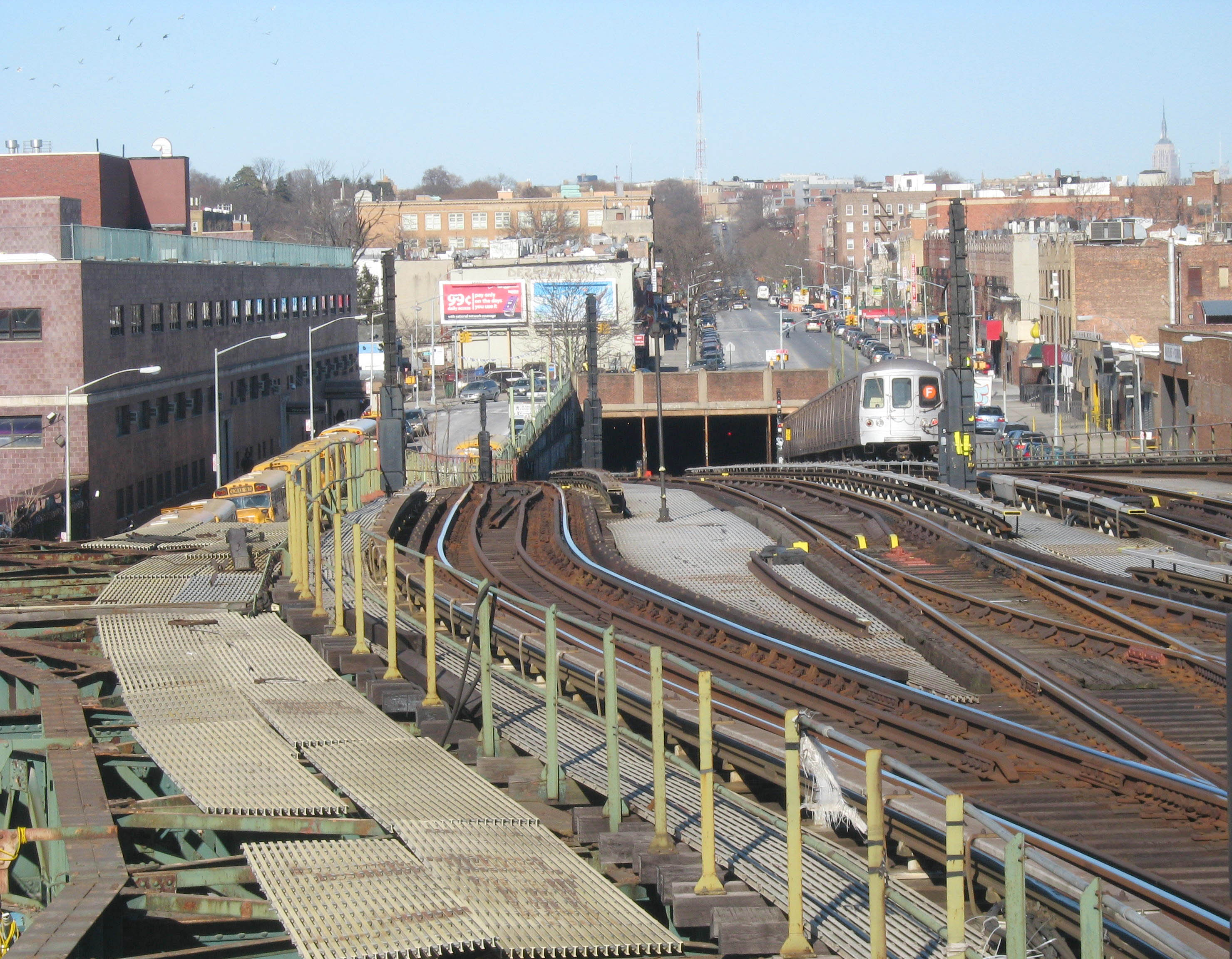
1954年启用的卡尔弗连接线（IND卡尔弗线的一部分）

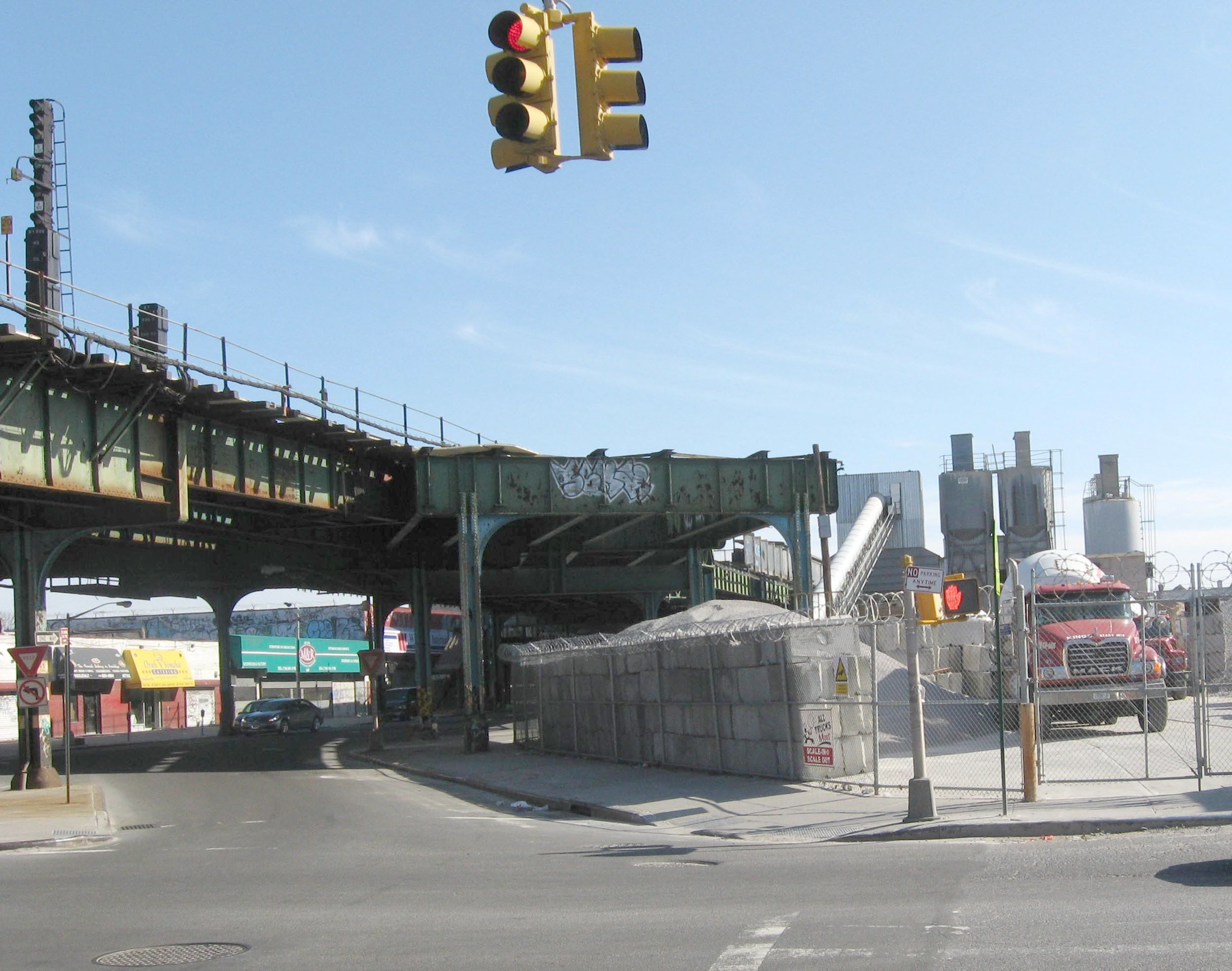
卡尔弗连接线启用后，旧IND卡尔弗线的部分路段被拆除。图中为该路段的剩余结构。

二战结束后，IND系统的规划线路已全部完工，但不少既有线路的设施已开始老化。1951年，政府发行5亿美元债券用于建设第二大道线，但债券折出的资金却主要用在建造连接线上，包括1954年启用的卡尔弗连接线（将IND卡尔弗线沿迪特马斯大道和麦克唐纳大道延伸）、1955年开通的60街隧道连接线（将IND系统延伸至康尼岛，将BMT百老汇线和IND皇后大道线贯通）、1967年开通的克里斯提街连接线（将BMT线路经曼哈顿大桥与IND第六大道线贯通）
1955年1月，纽约与新泽西港務局和三區橋隧局筹集12.5亿美元用于运输系统的建设，但时任纽约市政府总规划师罗伯·摩斯不批准纽约大部分大众运输系统的建设，:930–933而是增加在高速公路和市政道路建设上的投入。:939–958美国记者罗伯特·卡罗在《权力掮客》一书中提到，对大众运输系统的重视度不足将导致地铁的衰落。:933
此后，纽约市政府陷入财政危机，多条高架铁路关闭，包括IRT第三大道线（曼哈顿段在1955年关闭，布朗克斯段在1973年关闭）、BMT莱辛顿大道线（1950年关闭）、BMT福尔顿街线大部分路段（1956年关闭）、BMT默特尔大道线的布鲁克林市区段（1969年关闭）、BMT卡尔弗接驳线（1975年关闭）和BMT牙买加线位于皇后区的一段（1977年关闭）。此后有计划兴建射手大道线并延伸至皇后区以取代被拆除的BMT牙买加线皇后区段，但射手大道线在1989年通车时并未延伸至皇后区。

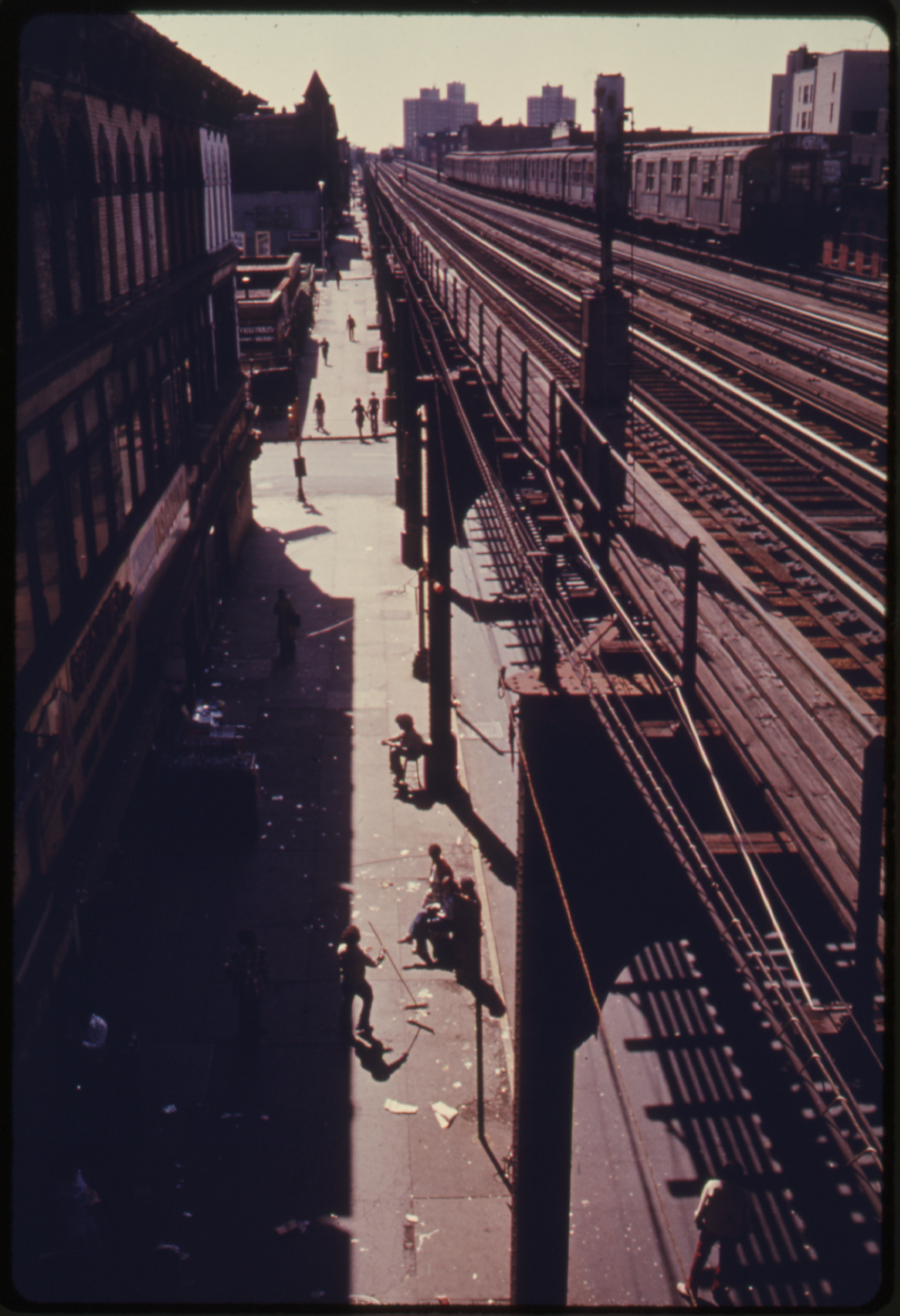
BMT默特尔大道线位于布鲁克林的大部分路段都已拆除，该图显示出剩余的一段（摄于1974年）

此外，既有线路的维护工程也一再拖延。至1970年代，纽约地铁犯罪猖獗，抢劫、偷窃、枪击、凶杀案件更为常见，列车车厢内外遍布涂鸦，频繁被破坏，加上纽约市警察局人手不足，市民出行大多不乘坐地铁，地铁客流量连年下降。由于养护不善，列车故障频发，时常晚点，即使在繁忙时段也有近三分之一的列车无法使用。用于维修的列车零件经常丢失，或是因维修人员不足而无法及时更换。1968年，纽约地铁的养护人员加入美国运输工人工会，工人工作二十年即可退休，经验丰富的养护人员中近三分之一流失。
直至1980年代，政府投入180亿美元用于纽约地铁的翻新工作。1985年至1991年间，超过3000节车厢被翻新并装上空调，旧列车的舒适度、运行稳定性增强后，购置新列车的计划被推迟，而运输局也只购置了1350列新车厢，替换纽约地铁中车龄最高的一批列车。此外地铁车辆段周围也增加警卫和围栏，防止有人在车厢上涂鸦或破坏列车。与此同时，运输局投入大量资金修复地铁沿线设施，十年间几乎整个地铁系统的铁轨都得到翻新，原先因腐蚀而破旧不堪的威廉姆斯大桥和曼哈顿大桥也得到翻修。地铁车站刷上新油漆，换上新的照明设施和指示牌，安保措施加强。运输局也改善了之前被忽视的服务，包括更新员工服，以及训练员工调校列车路线牌等。部分列车服务也顺应乘客需求进行调整。为改善地铁治安，铁路警察和“守护天使组织”的成员开始在夜间巡查地铁列车。至90年代，地铁犯罪频率大幅下降。

### 20世纪50年代末至60年代初
1956年，时任运输局局长查尔斯·帕特森计划拆除42街接驳线列车上的座椅，以提高载客量。
50年代，1号线繁忙时段的列车服务调整。96街车站以北原先设有一个转辙器，从IRT莱诺克斯大道线驶来的慢车需在此转至慢车轨道，而从百老汇支线驶来的快车需在此转入快车轨道，使列车运行受阻。这一转辙器在1959年2月6日拆除，所有从百老汇驶来的列车均为慢车，所有从莱诺克斯大道线驶来的列车均为快车，这样便没有变轨的需要。所有3号线列车即日起全部在96街车站以南以快车形式运行，1号线列车则在242街车站和南码头车站之间运行，并冠以“高速慢车”（Hi-Speed Locals）的名称，行驶该线的列车为新引进列车R21型和R22型，运行时间与旧有的快车服务相近。
1962年11月15号，为减轻大中央-42街车站的客流压力，莱辛顿大道／59街车站开通快车服务，该站开通快车服务后，乘客可在IRT莱辛顿大道线快车和前往皇后区的BMT列车之间换乘。不过该站开通快车服务前就已经是莱辛顿大道线上最繁忙的车站。该站的快车站台在1959年8月10日开工建设。

### 行动计划

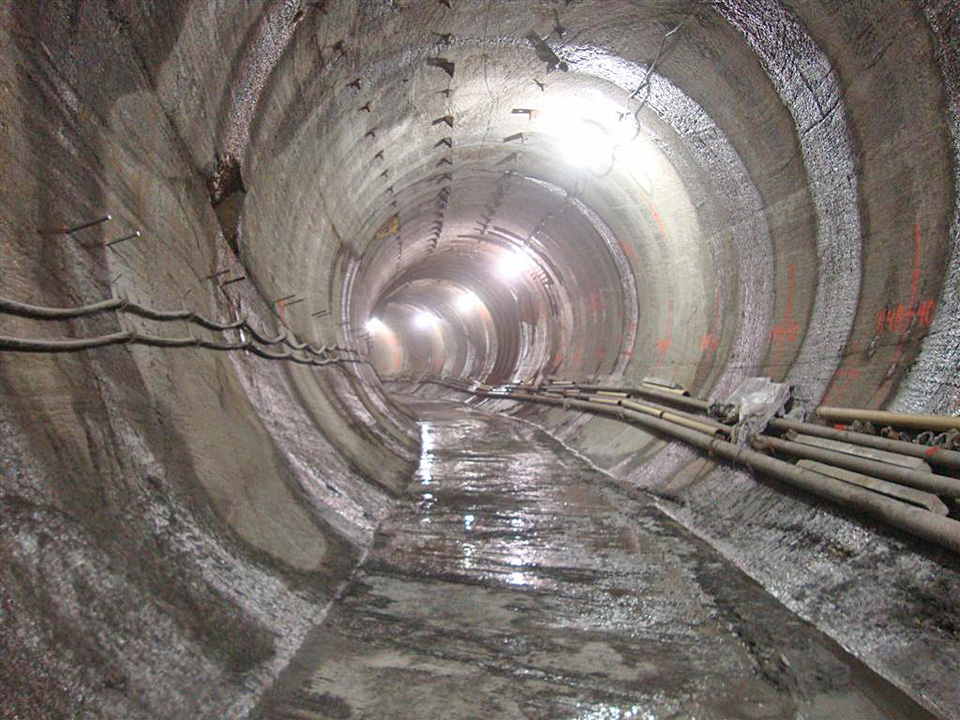
第二大道线的地铁隧道

60年代中叶，纽约市政府拨款60亿美元予大都会运输署，用于建设时任市长约翰•林德赛提出的新线路。其中约12.3亿用于建设三条隧道，以及开挖用于建设第二大道线和63街线的坑洞。但在1975年，纽约市政府破产，这些工程旋即停止，此后联邦政府垫付建设费用至1985年，但这些工程仍未能完工。这一“行动计划”分两期进行资助：
- 第一期：花费16亿美元，在60年代全部建成。[129]
- 第二期：花费13亿美元，主要包括既有线路和第一期建成线路的延伸工程。[129]

以下是“行动计划”第一期的新线路和相关开支：
- 新建63街线及其连接IND第六大道线和BMT百老汇线的连接线；
- 在IND皇后大道线71大道车站和21街-皇后桥车站之间新建一条“超级特快线路”；
- 新建一条从IND皇后大道线伍德哈文林荫路车站通往凯辛娜大道的新双轨铁路；
- 新建一条从IND皇后大道线布里亚伍德车站通往皇后区东南部的双轨线路（途经长岛铁路亚特兰蒂支线（英语：LIRR Atlantic Branch））；
- 新建第二大道线（34街至布朗克斯）及其连接63街隧道的连接线，其中63街至138街的一段为双轨铁路；
  - 为配合第二大道线的新列车服务，IRT佩勒姆线亨斯角大道车站以北的一段和IRT代里大道线将按照IND系统的标准进行改造。第二大道线至代里大道车站的一段实际为已关闭的紐約、威斯徹斯特及波士頓鐵路（英语：New York, Westchester and Boston Railway）的轨道，至佩勒姆湾公园车站的一段实际为IRT佩勒姆线的轨道。多个IRT系统的车站将实施同台换乘。东180街车站和149街-大广场车站的两个道岔将进行翻新；
- 为承担IRT东公园道线的两条支线延伸后带来的运作压力，富兰克林大道／植物园车站以东的罗吉斯道岔将进行重建。IRT诺斯特兰大道线将沿夫拉特布什大道（英语：Flatbush Avenue）向U大道/金斯广场（英语：Kings Plaza）延伸，或沿诺斯特兰大道（英语：Nostrand Avenue）向伍里斯大道（Voorhies Avenue）延伸。IRT新地段线将向南延伸至夫拉特兰大道（Flatlands Avenue），该段将在地面运行；
- 购置约500列空调地铁列车，用于新线路的运营；
- 扩建地铁车辆段和修理厂，用于服务新线路并停放新列车；
- 翻新史泰登岛铁路设备，并为其分配新列车；
- 在48街和第三大道交汇处新建“城市交通中心”，并设置换乘通道前往大中央-42街车站和大中央总站。

以下是第二期的项目：
- 完成建设第二大道线34街以南的一段，沿沃特街（Water Street）和白厅街（Whitehall Street）延伸至金融区，格兰街车站将实施同台换乘；
- 在57街、48街、42街和33街新建隧道；
- 将牙买加东面的地铁线路延伸至霍利斯（英语：Hollis, Queens），拆除BMT牙买加线（121街车站以东的一段）；
- 将长岛高速公路线（Long Island Expressway Line）延伸至春田大道；
- 将IRT第三大道线（英语：IRT Third Avenue Line）布朗克斯段替换为地铁，新建一条在长岛铁路新哈文线（英语：New Haven Line）旁沿公园大道行进的地铁线路；
- 将IND佩勒姆线延伸至布朗克斯合作城（英语：Co-op City）；
- 将IND汇集线延伸至白原路；
- 再次购置500列新空调地铁列车；
- 将长岛铁路从亚特兰大总站（英语：Atlantic Terminal）延伸至曼哈顿下城（后称曼哈顿下城-牙买加/JFK机场运输系统计划（英语：Lower Manhattan – Jamaica / JFK Transportation Project））；
- 在布朗克斯149街新建一座铁路车站，位置临近现今的大都会北方铁路扬基-东153街车站（英语：Yankees–East 153rd Street (Metro-North station)）。

此外，运输局也计划将多条既有高架铁路转换为地铁，包括新建射手大道线以替换BMT牙买加线东段，以及拆除IRT第三大道线，将其替换为一条在公园大道与大都会北方铁路轨道平行的新地铁线路。

### 养护不善
由于早期的私有地铁公司互相竞争，为覆盖尽可能多的区域，各公司会开行行经地点重叠的列车服务。40年代起，由于不少高架铁路被拆除，而当局又未能筹集足够资金新建替代的地铁线路，纽约地铁的服务路线实际上在不断减少。纽约地铁的衰落起于20世纪60年代，并一直持续到80年代末。

#### 涂鸦

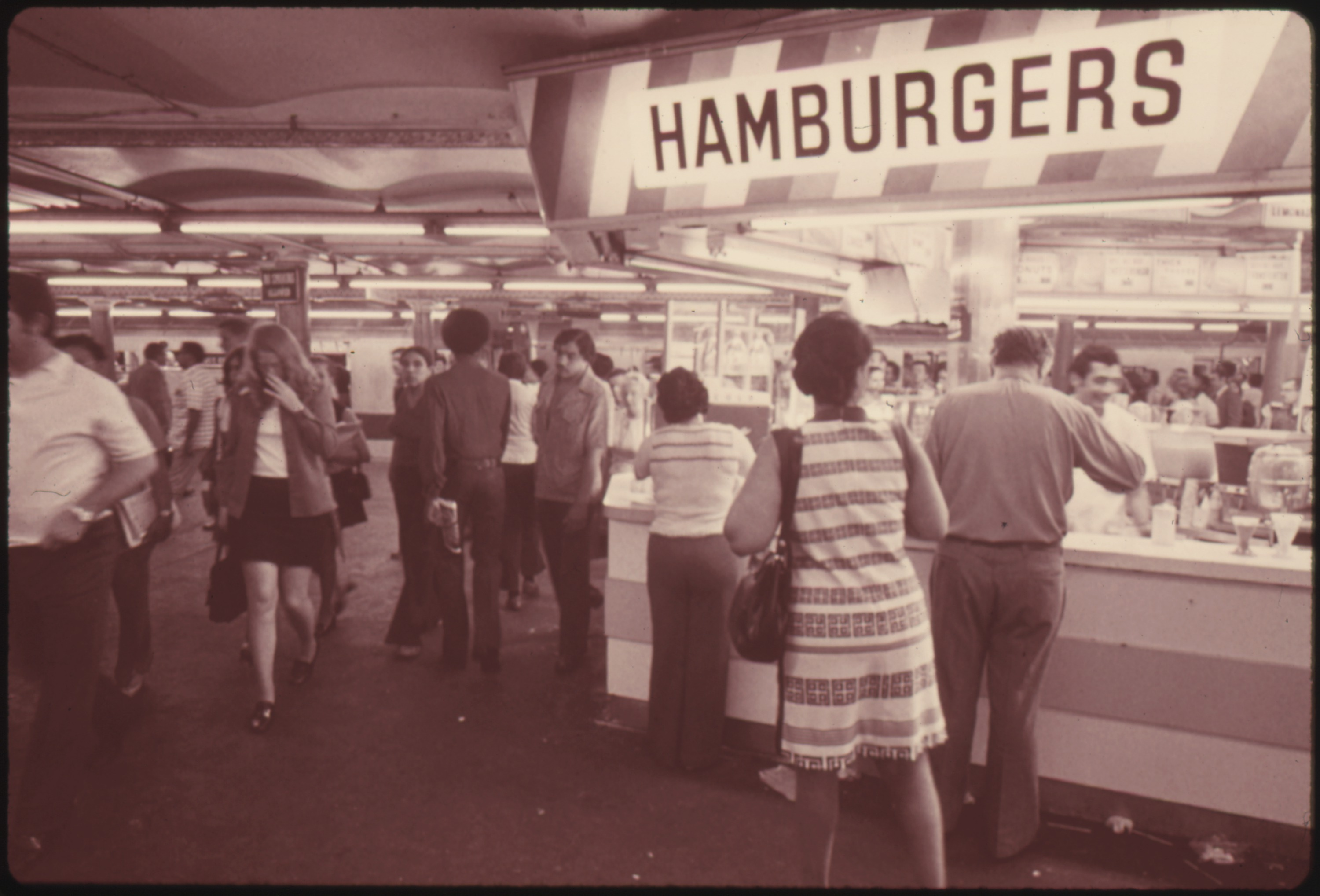
地铁车站内的快餐销售点，一直经营至80年代

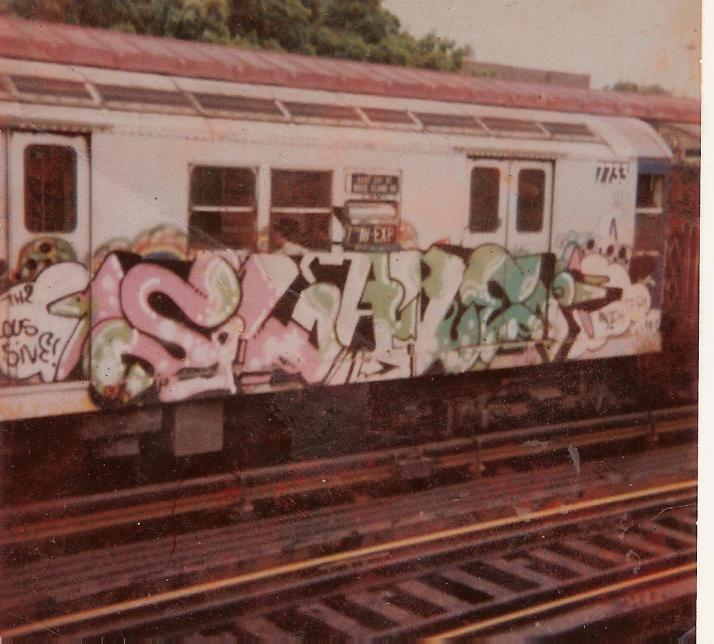
一列被涂鸦的地铁列车，摄于1979年

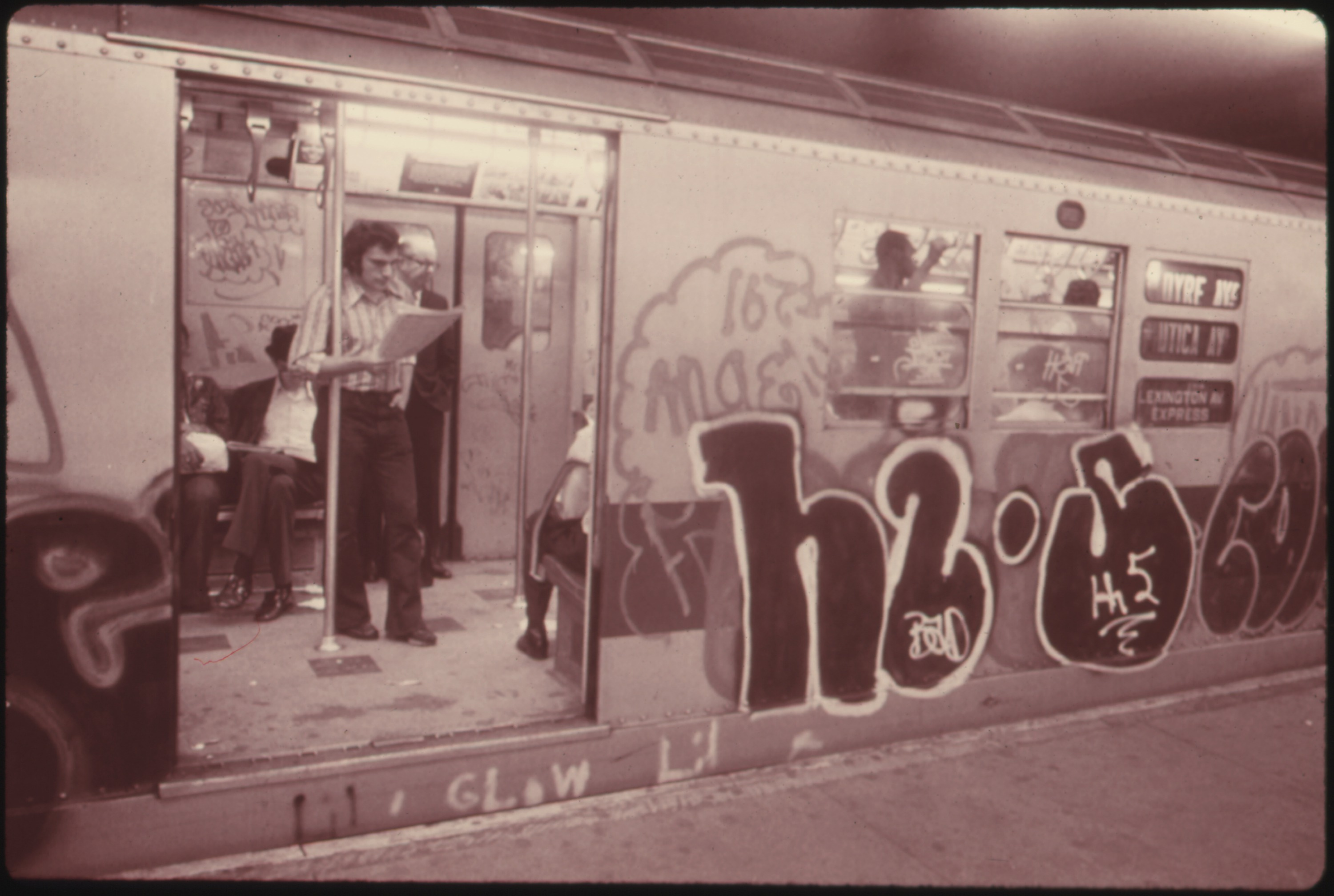
IRT莱辛顿大道线列车上的涂鸦（1973年）

1973年，涂鸦在纽约市流行，同年底，几乎所有地铁列车上都有涂鸦，这一现象与纽约市政府地铁维护资金紧张，无法及时去除涂鸦及养护列车有关。纽约市长约翰•林德赛在1972年即宣布开始打击地铁涂鸦行动，然而市政府无法立即筹集到足够资源解决涂鸦问题。大都会运输署曾尝试用酸溶液清洗列车上的涂鸦，但这导致每年地铁列车养护费用增加至130万美元，列车清洗计划于1973年冬季停止。次年9月，当局再次开始用酸溶液清洗车厢，但这一清洗方法弊大于利。
随着各种刑事案件与涂鸦之间逐渐产生联系，各界人士要求政府加大清除涂鸦的力度，这一呼声在1982年发表的破窗效应理论流行后越来越大。80年代，随着警方巡查和安保措施加强，以及设备清洗次数的增加，纽约地铁涂鸦现象逐渐减少。
80年代末，列车清洗工作进一步加强，涂鸦现象在地铁列车上消失，从此涂鸦只能在拆车厂的废弃列车上见到。1989年5月12日，纽约地铁所有列车实现“零涂鸦”。随着涂鸦人群的减小，与涂鸦群体有关的刑事案件数量减少。

#### 客流量及班次
1977年10月，在第三大道和48街交汇处建设城市交通中心的计划被搁置。至1978年12月，政府共耗资6300万美元用于建设第二大道线，但项目在1975年12月停工时，仅有三段隧道建成。
1975年6月，纽约地铁客流量跌至1918年的水平，此后1976年6月30日至1977年6月30日之间，地铁年客流量下跌2500万，八年时间内，地铁客流量下滑了3.27亿。据估计，若情况持续下去，至2002年将没有人乘坐地铁。
由于客流量的下滑，繁忙时段运行的列车车厢数量减少，从1974年的5,557列跌至1978年的4,900列。1977年1月，为减少维护费用并提高运营安全，非繁忙时段的地铁列车车厢也减少。同时地铁班次变疏落，1974年A线、D线、N线、RR线列车班次为4分钟一班，1978年为5分钟一班。
1975年5月27日，为减少运营成本，运输局宣布94个地铁行程将于当年9月终止，这些行程占A系统的4%。7号线的快车服务在早上9:30至下午3:30之间停运，乘客只能选择班次加密的慢车。同月，运输局计划取消A线在非繁忙时段的快车服务。
1975年12月17日，运输局宣布自1976年1月18日起，繁忙时段列车服务将缩减4.4%，这一措施使得繁忙时段列车班次减少279班，莱辛顿大道线的服务大幅缩减，繁忙时段的南向列车减少7班。1976年1月至7月间共实施了三次服务缩减，共减少营运成本1260万美元。 多条地铁服务路线在三次服务缩减中被调整甚至取消。1月19日，运输局计划取消F线在布鲁克林的快车服务，并将GG线缩短至史密斯-第九街车站。4月，运输局计划将所有在繁忙时段以137街-市立学院车站为终点站的1号线列车服务延长至范科特兰公园-242街车站，而在中午运行的1号线列车也缩短为5节车厢。7月，运输局计划取消EE线并将N线沿IND皇后大道线延伸至大陆大道以替代EE线。往曼哈顿的N线列车继续以快车方式运行，而相反方向的列车则改为慢车，繁忙时段N线列车终点站视情况在白厅街和康尼岛之间切换。7月，运输局计划将CC线延伸至洛克威公园，以取代缩短至哈德逊总站的E线。7月，运输局计划取消K线。
这些措施最终在8月30日实施，当日共有215班车取消。1967年纽约地铁日均载客量为8,200人次，至1976年8月30日仅有6,337人次。
1976年12月14日，运输局再次计划缩减服务，计划在1977年1月实施，包括取消滾球綠地-南码头接驳线、富兰克林大道接驳线和AA线（其中A线的深夜服务将取代AA线）的部分班次，将GG线的深夜服务缩短至皇后广场，将B线和N线部分班次改为只在36街和康尼岛间运行。此外，运输局也计划将所有非繁忙时段的10节车厢列车缩短为八节、六节或四节。

#### 设施

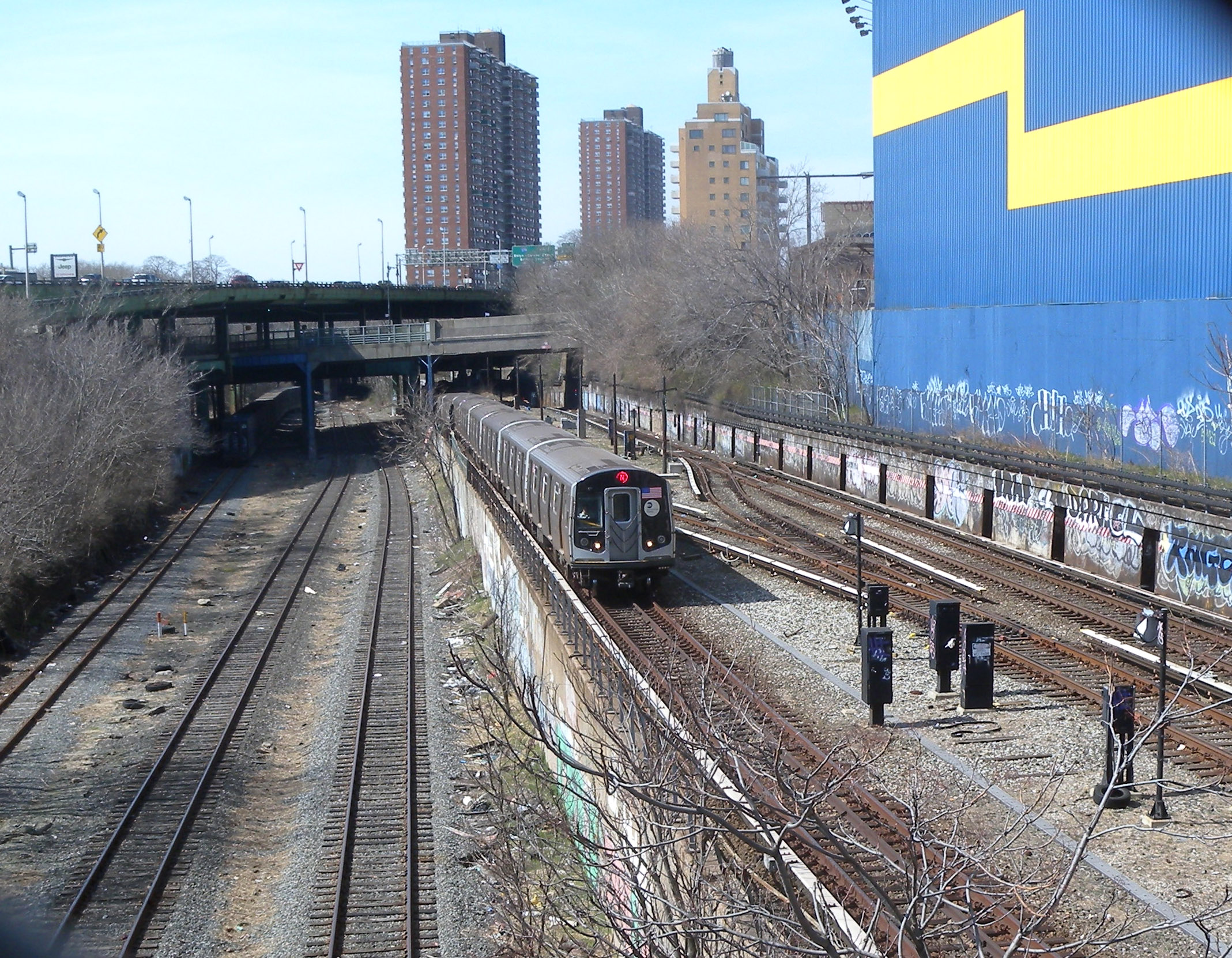
该段BMT海滩线只有一条快车轨道，另一条在80年代因列车服务削减而拆除。

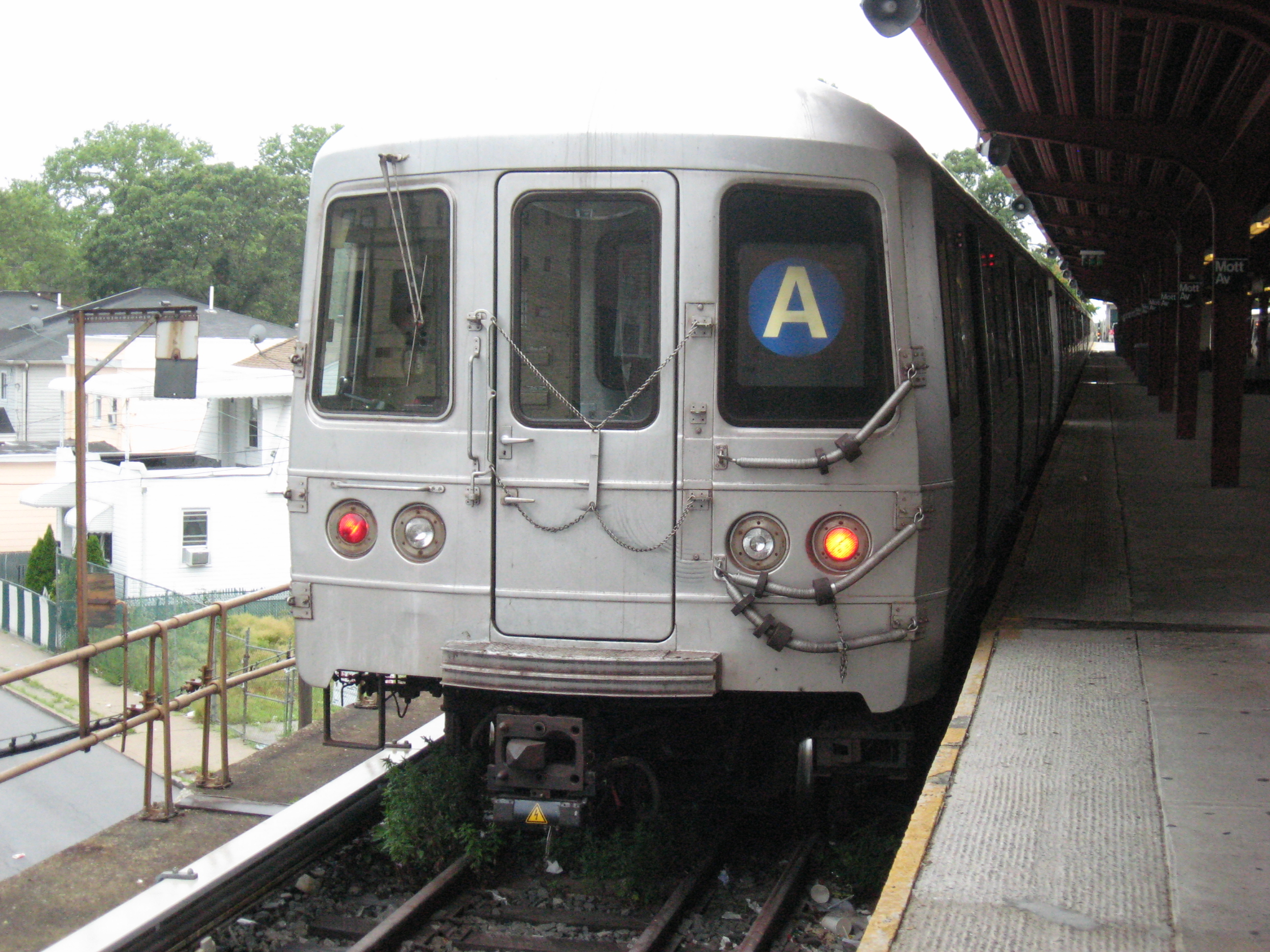
在1976年，由于设施养护不善，即使是款式最新的纽约地铁R46型列车也频繁抛锚。

自40年代起，纽约地铁养护工作被逐渐忽视，而低廉的票价也使地铁养护工作进一步减少。1970年5月20日，杰克逊高地-罗斯福大道／74街车站发生列车事故，两人死亡，这是自1928年时报广场脱轨事故以来纽约地铁最严重的一次事故。事故过后，杂志《纽约》发表长文，揭露纽约地铁设施养护情况恶劣，文章指出，尽管纽约地铁近7200节列车每六周或每运行7,500英里（12,100）检查一次，但高峰期运行的十车厢列车允许存在四至五个损坏的发动机；1970年，纽约地铁准点率达85.8%，而该年4月与设备破旧有关的列车延误达1142次。但即使养护不善的情况被媒体揭露，纽约地铁仍普遍存在照明、风扇、指示牌损坏和车门、车轮、刹车故障的情况，列车脱钩也屡见不鲜，IRT系统的车站中近三分之一没有消防用水。此外自1969年初至1970年中，5655名地铁职工离职或退休。
70年代末，为避免设备养护不善而导致脱轨，纽约地铁不少路段须限速运行。高峰期列车数目持续下降，从1976年的5557节，至1977年的5025节，最终至
1978年5月的4900节。由于设施养护不善，新引进的R46型列车大多磨损严重，运输局不得不在1979年把200节已退役的R16型列车重新投入运营，而R46列车只能在高峰期行驶。
1983年，纽约地铁准点率低于50%，列车故障频发。1981年，325班列车车次取消。每年平均发生2500次列车火灾事故。
1978年12月，《纽约每日新闻》发表文章，指出纽约地铁状况最恶劣的车站、列车等。从犯罪率和维护状况来看，最糟糕的地下车站为大中央-42街车站，最糟糕的高架车站为中村-大都会大道车站，车况最差的列车为R10型列车，信号机最差的线路是IRT百老汇-第七大道线（此后该线路的信号机在80年代更新），轨道最差的线路是BMT海滩线，该线自1915年开通后，其设备几乎没有更新过。
受财政危机影响，MTA用于翻新隧道、铁轨、转辙器、信号机，以及维持地铁24小时运行的资金极为有限。为延长列车运行年限，非高峰期的班次开始以只有正常编组一半的列车行驶。地铁基建设施的陈旧甚至影响到正在进行的63街线和射手大道线工程，63街线的施工隧道遭受水浸，射手大道线穿过帕森斯林荫路的工程建设也举步维艰。
80年代早期，纽约地铁设备状况极为恶劣，民怨不断。当时在兴建63街线时，MTA计划在约克大道和东63街建造通风管，遭到曼哈顿居民反对，居民宁愿MTA将资金用于维护已有设施，也不要用于建造新设施。MTA也曾在1980年10月计划暂停63街线和射手大道线工程，并将资金用于设备养护上。
地铁系统大多高架路段、曼哈顿大桥和威廉斯堡大桥的结构严重老化，导致80年代纽约地铁多条线路频繁停运：多个列车服务临时改道；曼哈顿大桥四条轨道中的两条在1986至2004年间同时停用并进行重建；威廉斯堡大桥的轨道在1988年4月至6月间临时关闭以进行紧急修复工作。80年代，由于威廉斯堡大桥通行状况恶劣，用于翻新BMT牙买加线（途经该桥）的联邦拨款被押后。威廉斯堡大桥的钢结构被禽鸟粪便腐蚀，超过200条缆索断裂，桥梁的混凝土掉落。
1981年，MTA计划关闭多条客流量小、设施破旧的线路，包括BMT卡纳西线、IND跨城线、IND汇集线或IRT杰罗姆大道线161街-洋基体育场车站以北的部分、BMT牙买加线百老汇交汇车站或塞普路斯山车站以东的部分、IND卡尔弗线的剩余部分、BMT西城线、IRT代里大道线、IND洛克威线的一部分、IRT白原路线的一部分，以及BMT默特尔大道线的剩余部分。而事实上，作为《行动计划》的一部分，BMT牙买加线东段已经停止运作。与此同时也有官员建议地铁在午夜至早上六点间停运，以降低犯罪率。非繁忙时期的列车车次以及非核心区域支线的列车车次大幅减少。
1981年《纽约每日新闻》如是报道纽约地铁营运情况：
- 1981年1月的一个星期二出现三分之一的地铁列车停运的情况。同年一月份的前两周，每天有500班车次取消。在1910年只需10分钟即可坐完的车程，在1981年需要40分钟。
- 1980年内共发生30宗列车脱轨事故，相比之下2014年仅发生一宗。
- 截至1981年1月，纽约地铁A部门的2637节车厢均未进行过修理。大部分列车自1975年来没有进行维护和修理。地铁设施不进行定期检修，仅在事故发生后进行检查。1981年地铁系统平均故障间隔为6639英里，而1977年为13900英里，1970年为24000英里。
- 地铁系统中款式最新的列车R44型（英语：R44 (New York City Subway car)）和R46型（英语：R46 (New York City Subway car)）列车占B部门4178节列车中的四分之一，但这两款列车仍频繁故障。R46型列车故障最为频繁，部分列车破损，R44型列车由于要在即将安装自动驾驶系统的IND第二大道线上运行，而使用了复杂的技术，且频繁出问题。[129]

1986年，MTA和区域规划协会再次计划关闭纽约地铁26英里（42）长的地面部分，以顺应人口迁移，包括IRT杰罗姆大道线、IRT代里大道线、BMT富兰克林大道线、IND跨城线、IND洛克威线，以及BMT默特尔大道线的一部分、BMT牙买加线的一部分。同时也有计划关闭IND卡尔弗线南段、IRT百老汇-第七大道线北段、IRT白原路线北段、BMT海滩线全线。不过这一计划与1981年的计划不同，在这些线路关闭后，还将有37英里（60）的新线路开建。

#### 犯罪
1960年代，时任市长小罗伯特·F·瓦格纳要求增加运输警察人数，从1,219人增加至3,100人。警员开始于犯罪率高的时段（晚上八点至次日清晨四点）在地铁列车和车站上巡逻。该措施成效显著，犯罪率显著下降。
然而，自纽约市政府于1976年陷入财政危机后，地铁每天都有罪案发生，而1977年又有11宗罪案在地铁明挖区段发生，多名运输局职员受伤。1977年12月前两周，在“地铁大扫除”行动中，近两百人因涉嫌在地铁中犯罪而被捕。乘客因害怕罪案发生而不乘坐地铁。1978年最后一周，地铁罪案数字激增，警方提供的地铁罪案数据遭质疑。1979年前两个月，地铁发生六宗杀人案，而前一年全年仅发生九宗。
1979年2月，反犯罪活动者柯蒂斯·斯利瓦成立“守护天使组织”，该组织的成员开始在夜间于抢劫案频发的IRT莱辛顿大道线4号线列车上巡逻，以遏制地铁犯罪。此后该组织的巡逻范围逐渐扩展到纽约市的其他地区。截至1980年2月，“守护天使组织”共有220名成员。
1978年，运输局推出“机场专列”服务以吸引乘客乘坐地铁，该列车服务由运输警察维护秩序。不过相关服务在1990年因低客流量和设备频繁故障而终止。
1979年3月，时任市长郭德华要求纽约市执法部门制定遏制地铁犯罪的方案，同时要求执法部门不再声称地铁比街道安全。两周后，多名运输局高级警官公开要求运输警察总督察桑福德·盖利克辞职，他们声称盖利克已无法控制地铁犯罪。最终于1979年9月11日，盖利克被开除，詹姆斯·B·米汉继任，直接对纽约市警察总监负责。截至1979年9月，纽约地铁系统每周平均发生约250宗重案，位居世界各地大众运输系统之首，有警官在执法过程中放过因生活所迫而盗窃的人。此外由于运输警察和纽约市警察局的无线电使用不同频率，两者之间难以协调。由于巡警巡逻时间表固定，不少重犯摸清了巡警巡逻的时间和地点。由于公众对运输警察信任度低，1979年10月，运输警察增加诱捕和卧底单位。
1979年3月至1980年3月间，地铁每天发生的重案数目从261降至154，但整体犯罪率仍增长70%。
1980年，IRT佩勒姆线的砸窗事件频发，全年造成约两百万美元的损失，其他线路的列车也未能幸免于难。由于被砸窗的列车需暂停运营，导致地铁延误更为频繁，单在1980年8月，便有775次列车延误与故意破坏列车有关。故意破坏列车的现象一直持续至1980年代中期，1985年1月27日至2月2日之间，纽约地铁1号线、6号线、CC线、E线、K线五条线路的列车共更换了1129块玻璃。在地铁及巴士换乘中心，出现非法兜售换乘票的现象。鉴于地铁的高犯罪率，市长郭德华甚至计划在时报广场地铁站成立地铁法庭，以提高审讯地铁罪犯的效率。1982年，有运输官员建议将地铁票价从60美分增加至65美分，以筹集增加晚上八点至次日早晨四点巡逻警力的资金。1985年6月启动的“高能见度行动”又将警察巡逻地铁的时间延长至次日早晨六点，同时确保每列地铁列车中都有一名警官。
1982年1月20日，MTA主席理查德·拉维奇对商界组织“改善纽约协会”（Association for a Better New York）表示，他不敢让自己的孩子在夜间乘坐地铁，甚至自己坐地铁时也胆战心惊。MTA内部开始讨论地铁客流量长期偏低的原因。至1982年10月，由于大众对地铁犯罪的恐惧、地铁服务质量低下以及部分经济因素，纽约地铁客流量已下降至1917年的水平，不到十年的时间，地铁失去约3亿人次的客流，主要原因便是地铁治安状况恶劣。1985年7月，纽约市公民犯罪委员会发布报告，提到地铁治安恶劣导致客流量的下降。此后，“修理破窗”政策实施，该政策计划通过惩治迫于生计而盗窃的人，以遏制重案发生。在该政策下，MTA于1984年启动一项五年计划，计划根除地铁涂鸦问题，并在1985年聘用“破窗理论”提出者之一乔治·L·凯林为该计划的顾问。
1984年12月22日下午，纽约地铁发生枪击案。当天，四名非裔美籍年轻人（巴里·艾伦、特洛伊·坎蒂、达雷尔·卡布伊（均为19岁）和詹姆斯·兰苏尔（18岁））携带螺丝刀，登上一列往市区方向的2号线（百老汇-第七大道线快车）R22型列车，计划前往曼哈顿的电子游戏厅窃取游戏机的钱款。列车抵达曼哈顿14街车站，此时四人位于第七节车厢（列车共十节车厢）。乘客伯恩哈德·格茨进入同一节车厢，并一直走到四名年轻人身旁。据格茨供述，四名年轻人向他索要钱财，之后格茨对四人开枪，导致四人受重伤。格茨在九天后向警方自首，最终格茨被指控试图谋杀、袭击、鲁莽危害他人等多项枪支犯罪。然而一名陪审员认为格茨除了携带无证枪支外，其他罪名均不成立。格茨最终被判处服刑八个月。枪击案引发对种族、犯罪、自我防卫、民众能否依赖警察来确保自身安全的讨论。该事件也被视作促进抵制犯罪运动的因素之一，以及美国全国步枪协会要求放开管制隐藏携带枪支的运动的成功原因之一。
1989年，MTA要求运输警察防范轻微罪行（如逃票）的发生，90年代初期，运输局也在宾夕法尼亚车站和大中央车站实施了类似的政策。1993年，纽约市长鲁迪·朱利安尼和警察总监霍华德·萨菲尔上任后，“破窗理论”得到进一步落实，政府对一切形式的犯罪实行“零容忍”政策。地铁犯罪率下跌，《纽约》杂志社在1995年8月14日出版的杂志封面上刊登“我们所知道的犯罪的终结”（The End of Crime as We Know It）。朱利安尼政府将此归功于“零容忍”政策，候任纽约市警察总监威廉·J·布拉顿和“破窗理论”提出者之一乔治·L·凯灵也认为警察在打击犯罪中起重要作用。不过也有学者质疑“零容忍”政策对犯罪率下跌所起的作用。
1995年4月2日，原先隶属运输局的运输警察局被并入纽约市警察局。

#### “行动计划”的影响

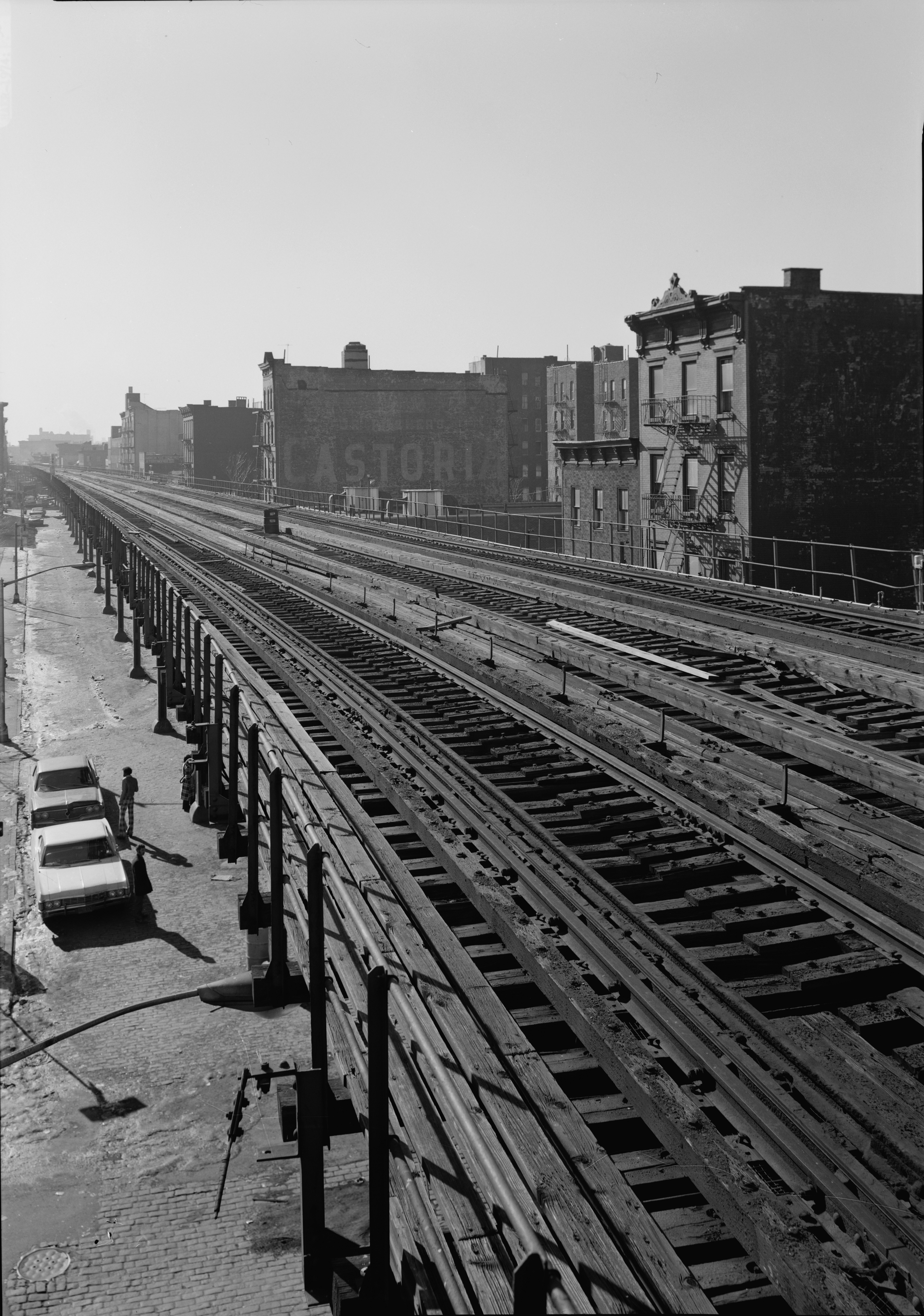
位于布朗克斯的IRT第三大道线在“行动计划”的实施下被拆除

“行动计划”促使大批地铁线路终止运营。IRT第三大道线位于布朗克斯的剩余部分于1973年关闭，并由大都会北方铁路下方新建的地铁线路替代，该线路与第三大道线相隔一个街区。1975年2月28日，E线不再经停42街／港務局客运总站车站的下层月台。1975年5月11日，卡尔弗接驳线（迪特马斯大道车站至第九大道车站）终止运营，该线轨道数曾被削减至一条，停运前行车状况恶劣。1976年8月27日，GG线一端终点站从教堂大道车站移至史密斯-第九街车站，K线和EE线取消。1976年12月15日，GG线的另一个终点站移至皇后广场车站。1977年9月11日至80年代早期之间，BMT牙买加线从168街车站缩短至121街车站，两站之间的服务于1988年由BMT射手大道线替代。

#### 高架桥混凝土脱落
随着“行动计划”的实施，不少高架铁路被拆除，但仍在运行的高架线路因养护不善而结构状况堪忧。一位市民向《纽约邮报》反映称BMT阿斯托利亚线的高架桥在列车驶过时有大批混凝土碎屑掉落，1979年1月，另一位市民险被IRT佩勒姆线高架桥（谢里加大道和城堡山大道之间的一段）上脱落的混凝土块砸死，同年9月份又有多人声称“有东西从（BMT西城线新乌德勒支大道段）高架桥上脱落”，此事使得本森赫斯特一家反噪音组织的律师和州议员马丁·所罗门控告MTA，要求MTA修整相关高架桥。
1976年10月27日，BMT布莱顿线贝弗里路车站以南的一座挡土墙上有松脱的混凝土块掉在南向轨道上，相关轨道需重新铺设，途经的慢车服务需改行往曼哈顿方向的快车轨道，同时在贝弗里路车站和展望公园车站之间也有临时接驳服务提供。1976年11月1日至1977年2月25日之间，近百班列车取消或改道。

#### 逃票
纽约地铁逃票现象导致运输局失去大笔收入。在纽约地铁衰落期，为挽回乘客的信任，运输局采取了两种办法，第一种是修整地铁设施，第二种则是改变乘客眼中的地铁形象。运输局将消除涂鸦和防止逃票视为改变地铁形象的重要手段。
1988年11月，运输局开始记录地铁逃票率。1989年1月运输局成立“逃票工作小组”（Fare Abuse Task Force，FATF）时，逃票率为3.9%，而1990年8月地铁票价上涨15美分后，出现一天之内231937人逃票的情况，逃票率达6.9%。这一混乱情况一直持续到1991年。为打击逃票，FATF在305个逃票率较高的车站中加强监督，便衣警察随机进行小规模排查，逮捕逃票者，站外设有以巴士改装成的“移动票务中心”来快速处理逃票者，工作人员轮班监视出入闸门，并作情况报告。便衣调查员每周在目标车站进行长达六小时（主要在早晨繁忙时段）的记录，记录逃票情况。1992年，逃票率终于出现缓慢下降，1994年，逃票率急跌至约2.7%。
与逃票现象的减少相伴随的，是纽约地铁乃至整个纽约市犯罪率的下跌，有学者认为“破窗理论”的应用是犯罪率下跌的原因之一，而打击逃票则是“破窗理论”中所说的小犯罪。不过也有学者认为，犯罪率的下跌与查处逃票的行动有关，警察在逮捕逃票罪犯时，同时也起到逮捕暴力罪犯的作用，因而有利于治安环境的改善。除了逮捕逃票者以外，90年代早期，运输局也着手改善票务系统和逃票污点记录系统，此后在引进自动票务系统时，也将防止逃票的功能纳入考虑。
经过一系列的研究后，运输局认为人工售票方式效率低下，该收费模式为人工出售地铁代币，并使用电子识别机进行识别。为改善票务系统，运输局开始尝试使用自动票务系统，该系统包括在进站口安装全封闭式的闸机，这种闸机的栏杆从地面一直延伸到天花板。第一个安装这种闸机的车站是110街车站。闸机安装后，该站的逃票率低于“对照组”车站。不过全封闭式的闸机也使地铁环境显得阴暗，也影响车站整体美观，而由于自动票务系统无法主动制止逃票，使用较低的闸门会为逃票者提供机会。
1994年起，纽约地铁开始全面引进自动票务系统。地铁逃票率大幅下降，车站也逐渐地不再设置票务监督人员。

### 复兴

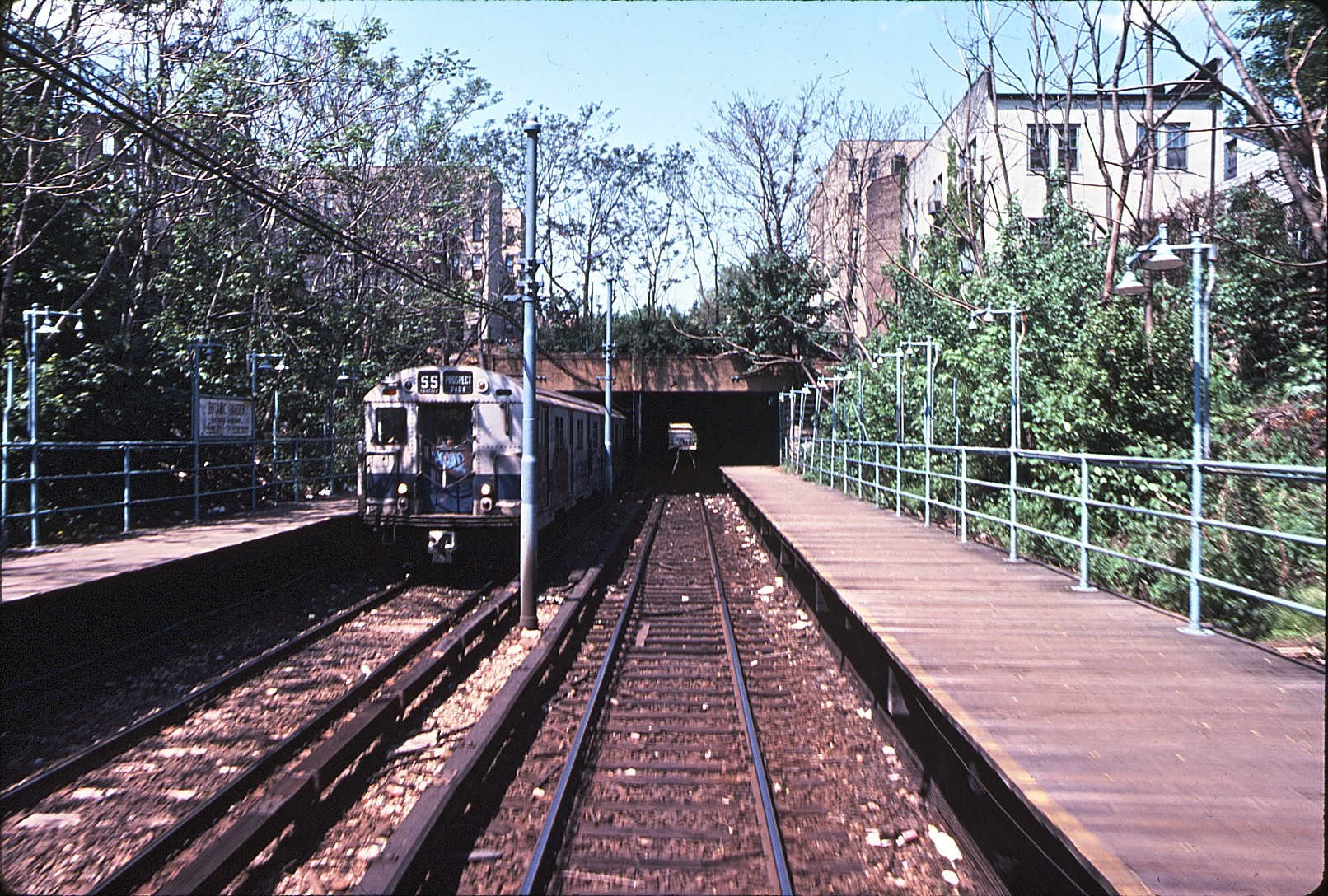
1970年代BMT富兰克林大道线（富兰克林大道／植物园车站）处于逐渐恶化的状态

随着经济复苏，1979年纽约地铁客流量相对于1978年增长4%。
1979年，《纽约每日新闻》刊登系列广告《全新的地铁》，并提到地铁将来的多项改善计划：
- 至1990年A部门所有列车将装上空调；
- 1979年至1984年，纽约地铁将耗资3.04亿美元翻新全部460个车站（最终在1979年至1984年间只有84个车站进行了翻新）；
- 在车站安装闭路电视以保障乘客安全；
- 将63街线延伸至森林小丘-71大道车站，计划于1990年完工。该工程最终未如期完成。

随着城市快速运输法案的实施，纽约州偕同纽约与新泽西港務局在接下来的六年内共向纽约地铁提供17亿美元的资金。
此后，地铁美学顾问菲利斯·瑟夫·瓦格纳宣布启动“地铁换装行动”，计划重新为地铁车站上漆、改善地铁照明、增加站台座位并加快车窗更换速度，同时计划拆除地铁车站内的小卖部，为列车漆上蓝色条带，并模仿亚特兰大地下城兴建地铁地下街，从34街-先驱广场车站一直延伸至47-50街-洛克斐勒中心车站（连接洛克斐勒中心大堂）和大中央-42街车站。地下城最终没有建成，但其他地铁换装计划最终得以实施。
80年代中期，纽约地铁开始翻新车站，对列车进行大修并淘汰旧列车，地铁设施状况自1986年开始有所好转。自1985年，地铁车站开始张贴车站周边街道图。1985年地铁运行中发生的脱轨事故仅有3件，相比之下1983年发生21次，1984年发生15次。1986年内，因轨道需要维修而途经列车不得不减速至十英里的区段从500处减至2处，其中BMT布莱顿线羊群头湾车站至展望公园车站一段的轨道得到二十年来的首次更换。然而不少车站在翻新后，出现站台过低或空隙过大的情况。部分轨道需先移除道砟再更换轨道。已在4号线上运行一年的新R62型列车运行状况良好，平均故障间隔达50,000英里（相比之下其它型号列车为9,000英里），其他列车的故障频率也有所降低，1980年所有列车的平均故障间隔为6,000英里，而1986年9月则达到10,000英里。80年代中期，纽约地铁共引进670节新车厢，850节车厢得到翻新，3,000多节车厢实现“零涂鸦”。此外列车上也开始安装车速表。
MTA也投入资金用于维修地铁设施，列车零件得到定期检查，批次R26至R46的列车均进行了翻新，B部门的所有批次小于R32的列车以及A部门所有批次小于R26的列车均装上空调。地铁系统中状况恶劣的轨道逐渐得到维修，无缝轨道也逐渐增多。80年代后期，纽约地铁平均故障间隔持续增长，达历史新高。但在众多线路中，富兰克林大道接驳线的状况却逐渐变差，因为MTA计划在20世纪末终止该线路的运营。

### 建设计划

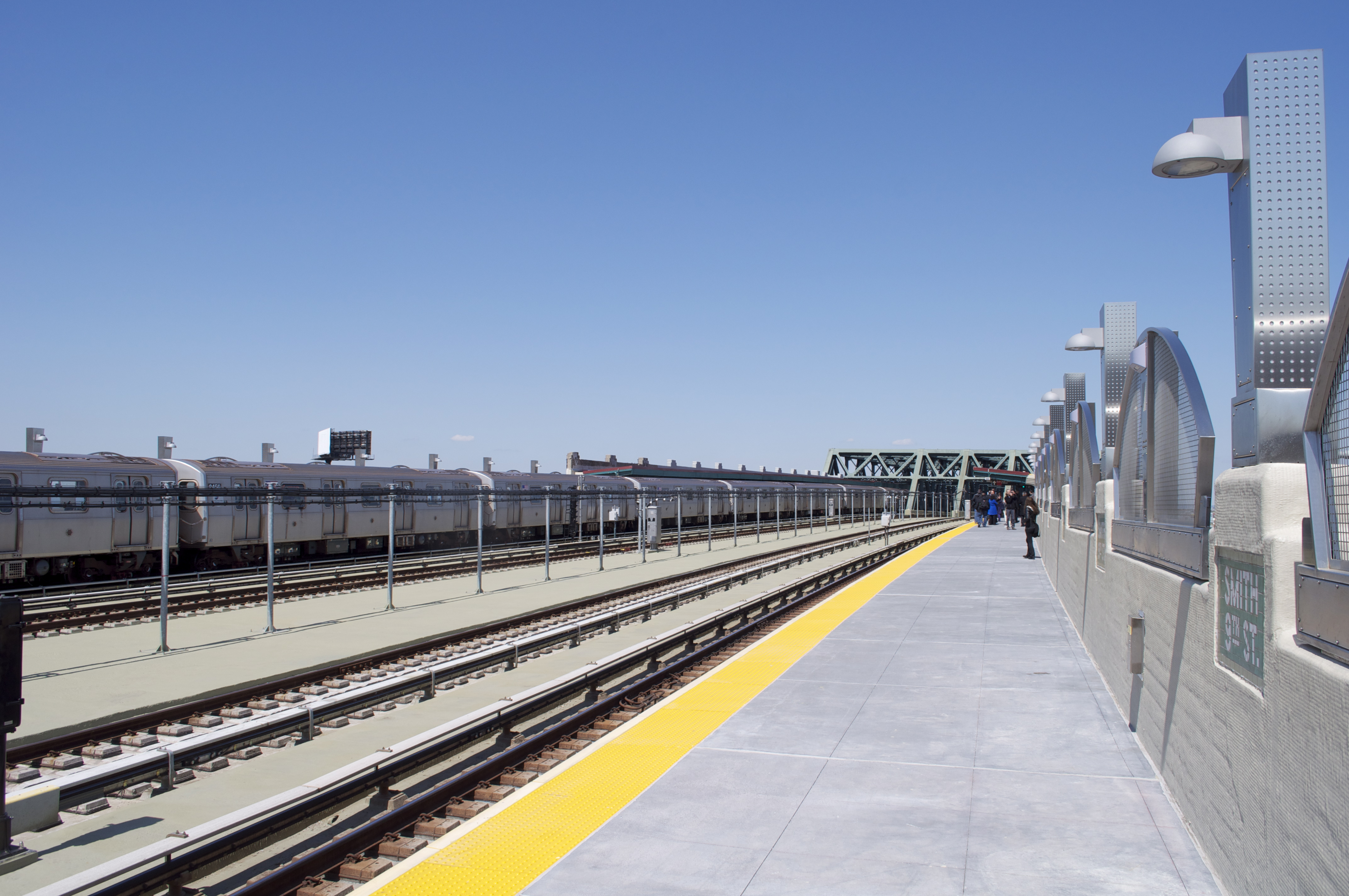
史密斯-第九街车站的自动扶梯得到更换

自70年代早期，多项改善地铁系统的计划被提出。
在1968年“行动计划”进行到一半时，地铁发布状况报告，提到：“几乎所有计划进展均远超五年前的预期，尽管遇到技术问题、法律障碍、管理失败和资金有限的问题，计划仍得到重大进展。”。1973年，多项计划均有所进展，其中六项为行动计划的项目：
- 63街隧道完工，并在1974年初开始安装设备，为新线路的开通做准备。
- 三条线路在建（63街线、第二大道线、射手大道线）。
- 八条新线路开始规划。
- 两条地下自动人员运输系统开始可行性研究。
- 该段时间引进的新列车车头均为银底蓝带设计。
  - 800节新R40型列车（英语：R40 (New York City Subway car)）及R42型列车（英语：R42 (New York City Subway car)）投入服务，1968年，6975节列车中1883节超期服役，占比27%（一般维护较好的列车最长可服役三十年），1973年6826节列车中956节超期服役，占比14%。
  - 1971年12月16日，第一列R44型列车（英语：R44 (New York City Subway car)）（八节车厢）投入服务，开始进行为期一个月的测试，并在1972年4月19日正式投入服务，第一列列车从纽约地铁F线牙买加-179街车站开出。截至1973年，共300节R44型列车投入服务，同时MTA也向普尔曼公司（英语：Pullman Company）订购745节R46型列车（英语：R46 (New York City Subway car)）（此后增加至754节），首批共四节R46列车预计于1975年3月27日运抵，并将在BMT海滩线快车轨道上进行测试。第一列R46列车在1975年7月14日正式服务。
- 滾球綠地車站翻新及扩建计划。该计划在1972年7月19日启动，以缓解该区域新办公楼建成所带来的客流。
- 49街车站开始翻新，预计1974年完成。
- 50街车站翻新，预计1973年末完成。
- 50个BMT系统的车站进行展台扩建工程，以便停靠600英尺长的列车。
- 200个售票点翻新完成，并有300个售票点计划翻新。
- 980套车载无线电系统被安装在部分未安装该系统的列车上。
- 纽约地铁开始尝试在IRT系统的列车上安装空调，并在两节列车上展开为期两年的测试。相关测试于1973年9月5日完成，首两列安装有空调的十车厢IRT列车于1975年6月24日投入服务。

1974年4月，市政府向地铁紧急拨款，以进行以下修复工作：
- 重建BMT海滩线汉密尔顿堡公园道车站和新乌德勒支大道／62街车站之间的一处挡土墙，期间列车需绕道以避免产生震动。
- 重新铺设施坦威隧道（英语：Steinway Tunnel）内的电缆，该电缆在一块混凝土脱落后裸露在外。
- 修复IND洛克威线宽水道车站的一座下沉中的桥墩。

此后政府又发行总值35亿美元的债券（在1973年11月6日降低数额），以资助下列工程：
- 将IRT代里大道线延长至合作城（英语：Co-op City, Bronx）。
- 将IND皇后林荫路线延长至春田大道（英语：Springfield Boulevard）。该延伸计划已规划多年。
- 建造自太平洋大道车站（英语：Atlantic Terminal (LIRR station)）至曼哈顿下城的一条新地铁线路（曼哈顿下城-牙买加/JFK机场运输计划（英语：Lower Manhattan – Jamaica / JFK Transportation Project））。
- 在IND皇后林荫路线旁建造双线轨道至凯辛娜大道和皇后学院（位于长岛高速公路地底）。
- 沿63号路建造支线铁路，从IND皇后林荫路线至IND洛克威线。

纽约地铁直至70年代末期仍有多项计划，大部分最终得以落实。
- 在時報廣場-42街／港務局客運總站車站安装闭路电视系统。
- 在纽科克大道车站以南的BMT布莱顿线车站改善照明设施。
- 在布莱顿海滩车站安装新电梯。
- 在史密斯-第九街车站安装新电梯。
- 改善IRT新地段线东段各站的指示牌。

1978年10月，再有一笔2700万美元的联邦资金投入，使纽约地铁能够进行以下工程：
- 修整IND卡尔弗线上十座车站的上盖。
- 将多个车站的共十五部电梯改造为全自动运作。
- 翻新曼哈顿各站以及布鲁克林史密斯-第九街车站的电梯。
- 更换IRT百老汇-第七大道线168街车站和迪克曼街车站之间的第三轨。

1979年的地铁改善计划包括：
- 重焊IND第八大道线杰伊街-都会科技车站和沃斯街之间的轨道。
- 在康尼岛-斯提威尔大道车站安装40部闭路电视摄像头。
- 重新装修夫拉特布什大道、帝国大道、杰拉雷曼街和威罗坊的变电站。
- 在康尼岛车辆段安装新的列车清洗装置。
- 更换BMT西城线和BMT布莱顿线沿途各站的上盖。
- 在2,496节IRT列车上安装新的指示牌。

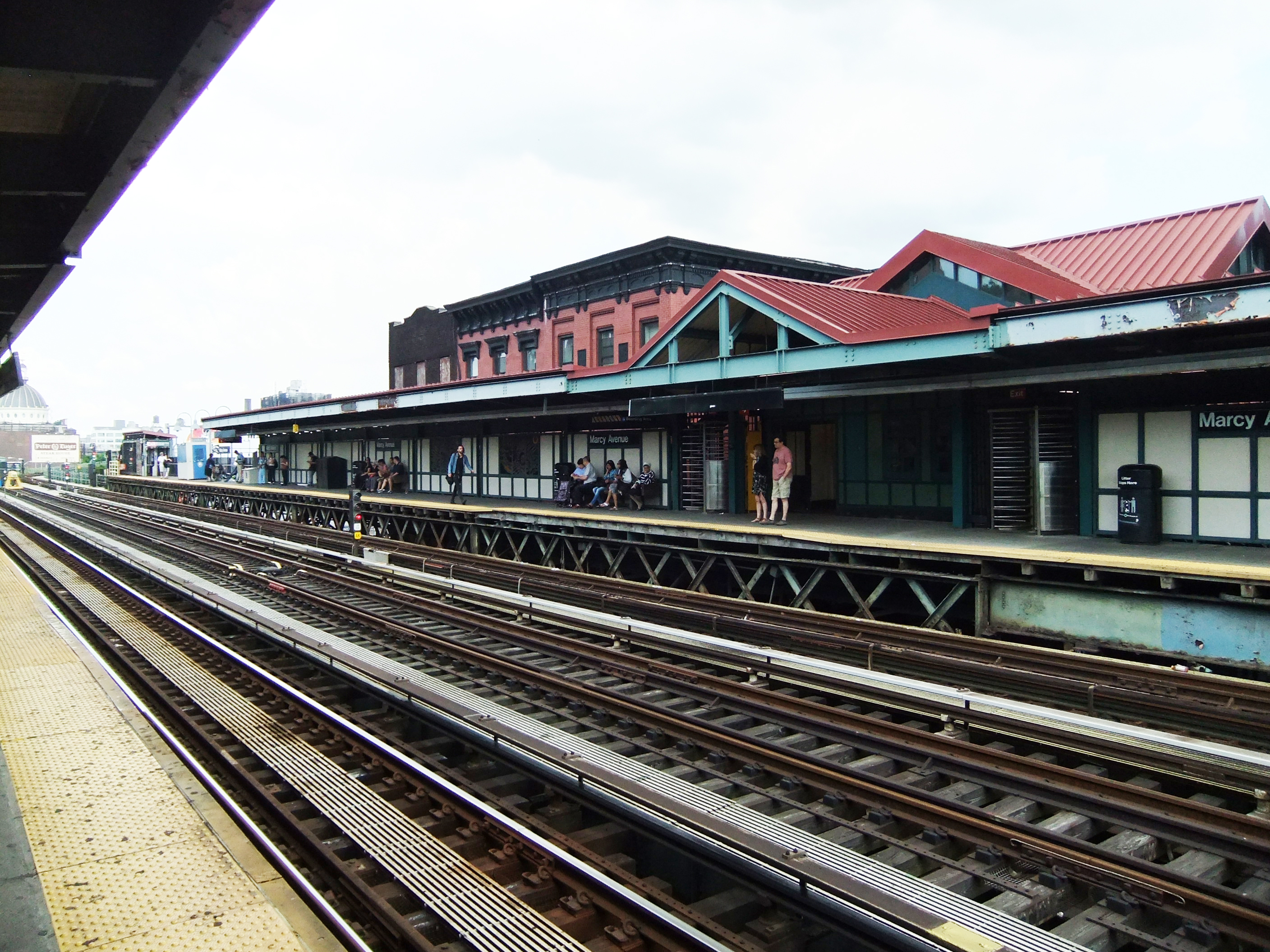
马尔西大道车站

1979年5月，纽约地铁再请求1990万美元的联邦资金并用于以下改善计划：
- 重建马尔西大道车站。
- 安装170套地铁代币检票机，并设置通信装置，以在出现逃票情况时将警报传至MTA总部。
- 更换BMT卡纳西线苏特大道车站的木质站台。

为节省资金，1976年MTA计划终止富兰克林大道接驳线的运营，但遭到沿线居民反对。MTA于1998年再次打算终止该线运营，但再次被沿线居民投票反对。
1977年，位于布鲁克林的林登修理站启用，使MTA能够在室内制造轨道板等设备。
1978年1月16日，MTA启用三个换乘站：

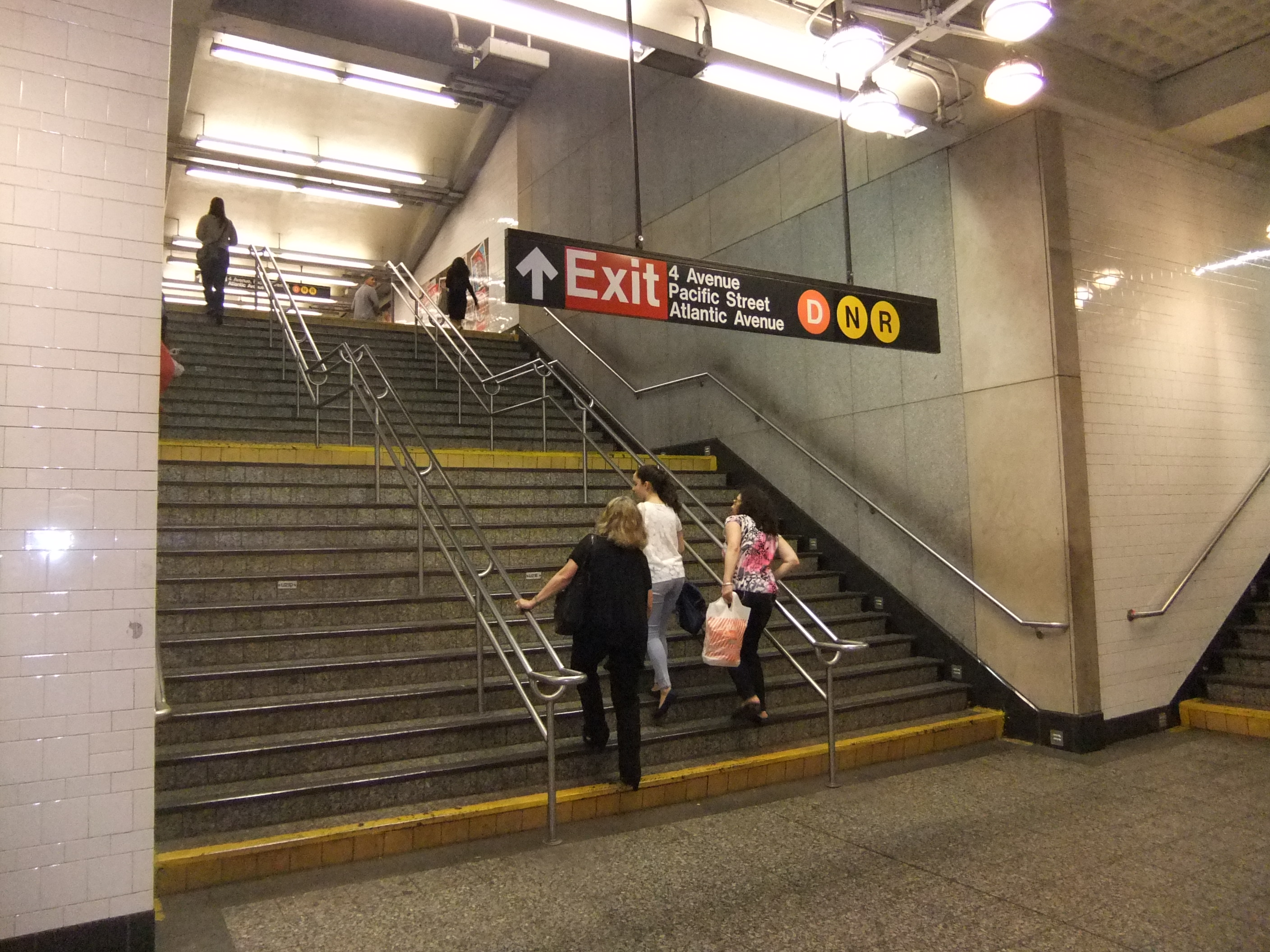
大西洋大道-巴克莱中心车站换乘通道

- 14街／第六大道车站（IRT百老汇-第七大道线、BMT卡纳西线、IND第六大道线换乘站）
- 坚尼街车站（IRT莱辛顿大道线、BMT百老汇线换乘站）
- 大西洋大道-巴克莱中心车站（BMT布莱顿线、BMT第四大道线、IRT东公园大道线换乘站）

1981年4月，MTA计划进行以下列车服务变动：
- N线、RR线互换北端总站。
- 在繁忙时间开行T线列车，沿BMT西城线来往海湾公园道和曼哈顿金融区。
- 增加第六大道列车服务，B线将延长至168街车站，而AA线则取消。
- 开通K线，经克里斯蒂街连接线（英语：Chrystie Street Connection）来往卡纳西-洛克威公园道车站和曼哈顿中城。
- 由于既有线路运行负荷过重，再加上在IND第八大道线西四街-华盛顿广场车站以南运行的JFK特快列车服务，在59街-哥伦布圆环车站和钱伯斯街-世界贸易中心／公园广场车站之间开通直达列车服务的计划被取消。

1981年，MTA开始在地铁系统部分路段安装无缝轨道。
1983年6月，MTA计划进行以下列车服务变动：
- 将JFK特快服务延伸至洛克威公园-海滩116街车站，而该列车服务也不再维持5美元的票价，列车内也不再安排警察巡逻，使得该服务与其他列车服务相似。同时列车也从四节车厢增加至八节车厢，班次从二十分钟一班压缩至十八分钟一班。
- 繁忙时间CC线总站改在尤克利德大道车站。
- B线改为来往康尼岛和168街的全日服务，此前该线只在非繁忙时间以57街为终点站
- 只在非繁忙时间开行的AA线将终止运营。
- 在57街和世界贸易中心之间开行H线。

1986年3月25日，区域规划协会提出数项改善纽约地铁的计划，包括为应付人口迁移而计划终止26英里高架铁路线的运营，新建17英里的新地铁线，以及20英里的新地面线路。这些计划也包括：
- 扩增列车数目，缓解拥挤情况。
- 降低长岛铁路和大都会北方铁路票价，让居民可以更廉价的方式前往曼哈顿中城。
- 增加类似于JFK特快的更多优质列车服务，收取更高的车费。
- 在非繁忙时段实行一人控制模式。
- 关闭437个车站中客流量较低的45个车站，以将慢车的时速提升至17英里，将快车的时速提升至21至25英里。
- 加密非繁忙时间列车班次，午间列车班次间隔加密至5至7分钟，夜间加密至10分钟。

区域规划协会也建议在2000年前优先投资以下项目：
- 耗资3.1亿美元将63街线的一条预留隧道经长岛铁路蒙托克支线和纽约地铁射手大道线延长至皇后区东南部。
- 耗资31亿美元建造自且林广场至布朗克斯东180街的第二大道线。
- 耗资1.6亿美元，修复并重新启用自由大道以北的一段洛克威海滩支线（英语：Rockaway Beach Branch），以连接约翰·肯尼迪国际机场。
- 耗资4.2亿美元，沿珠宝大道（Jewel Avenue）建造一条IND皇后大道线的支线，连接皇后区东北部。
- 耗资12亿美元，将IRT法拉盛线延伸至新泽西州，该延线将经过哈德逊河河底（该延线成为7号线延伸计划的一部分）。
- 耗资14亿美元，建造东城连接线（英语：East Side Access），行经63街线下方，连接大中央总站（目前正在建造中，预计2020年代早期建成）。
- 耗资5亿美元购置500节新地铁车厢。

1986年4月，纽约公共运输局开始研究停用11段使用率低的地铁线路的可行性，这些线路主要位于布朗克斯、布鲁克林和皇后区的低收入地区，总共涉及79个车站，轨道全长45英里，占整个地铁系统的6.5%。该计划最早在1985年4月启动的三年计划“策略计划倡议”（Strategic Plan Initiative）的第一部分。该计划由MTA提出，评估MTA的巴士、地铁、通勤列车服务。这11段地铁线路客流量低，重建需要较多资金，同时有其他可替代的交通服务，包括：
- IRT百老汇-第七大道线215街车站至242街车站的一段，有走线重复的巴士服务。
- IRT白原路线东180街车站至241街车站的一段，有走线重复的巴士服务。
- IRT代里大道线全段，有走线重复的巴士服务。
- IRT杰罗姆大道线167街车站至伍德罗恩车站，以IND汇集线替代。
- IND洛克威线霍华德海滩车站以南，该段客流量低。
- IND卡尔弗线U大道车站以南的一段，有走线重复的巴士服务。
- IND跨城线全段，该段客流量低，且有走线重复的巴士服务。
- BMT牙买加线克雷森街车站至121街车站的一段，该段客流量低，且有走线重复的巴士服务。
- BMT默特尔大道线全段，有走线重复的巴士服务。
- BMT海滩线全段，该线走线靠近BMT西城线。
- BMT富兰克林大道线，该线运行状况恶劣。

至1989年8月，MTA还曾考虑过以下计划：

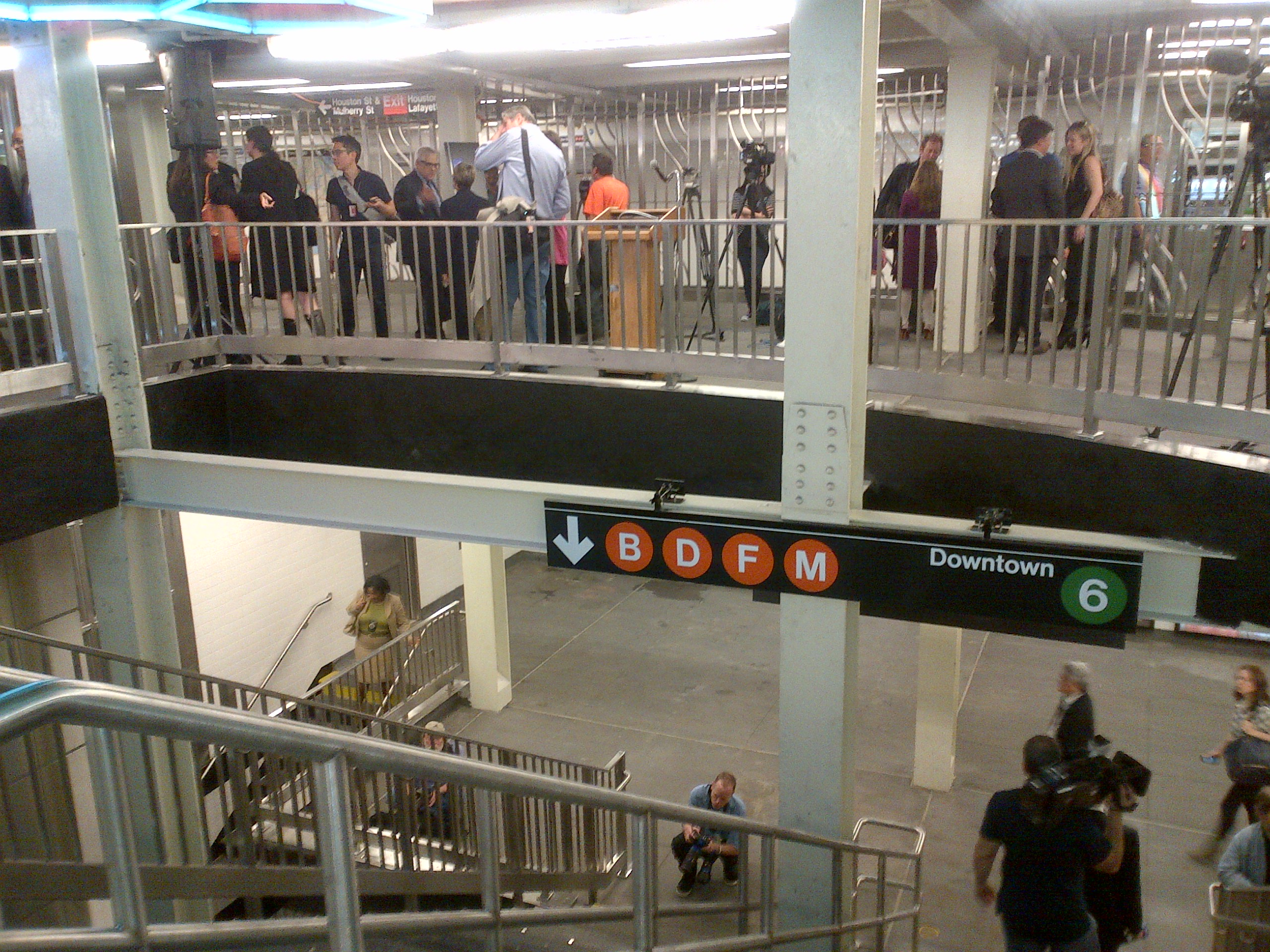
布利克街／百老汇-拉法叶街车站往IRT莱辛顿大道线北向轨道的换乘通道

- 将63街线和IND皇后大道线连接起来（该计划在2001年12月完成）。
- 改造IND皇后大道线快车轨道双向的的信号机，同时新增250节新车厢，以方便列车反向行驶并加密班次。
- 兴建第二大道线（目前部分通车）。
- 在BMT布莱顿线帕克赛德大道车站和IND卡尔弗线第七大道车站之间建造一条长1.25英里（2.01）的连接线，以避免曼哈顿大桥的关闭所导致的列车延误。
- 分两批购入700节用于IRT系统的新车厢，第一批预计于1996年购置，第二批预计于2011年购置，同时计划在长岛铁路湾脊区支线（英语：Bay Ridge Branch）临近布鲁克林集贸市场的位置新建一个停车场。
- 在65街、布鲁克林和皇后区的桑尼赛德建造车辆段。
- 将IRT诺斯特兰大道线延伸约1,000英尺，以便建设渡线和折返设施。
- 扩建南码头车站以便停靠十车厢列车（该计划于2009年3月完工）。
- 新建多个换乘通道：
  - 百老汇-拉法叶街车站连接IRT莱辛顿大道线布利克街车站北向月台的换乘通道（2012年9月完成）。
  - 南码头车站、滾球綠地車站和白厅街车站之间的换乘通道（南码头车站和白厅街车站之间的换乘通道于2009年3月完工）。
  - 富兰克林大道接驳线植物园车站和IRT东公园大道线富兰克林大道车站的换乘通道（1999年完工）。
  - 在联合街新建BMT牙买加线的J线和M线的车站，并建设连接IND跨城线百老汇车站的换乘通道。该站建成后将随即关闭休斯街车站和罗里默街车站。

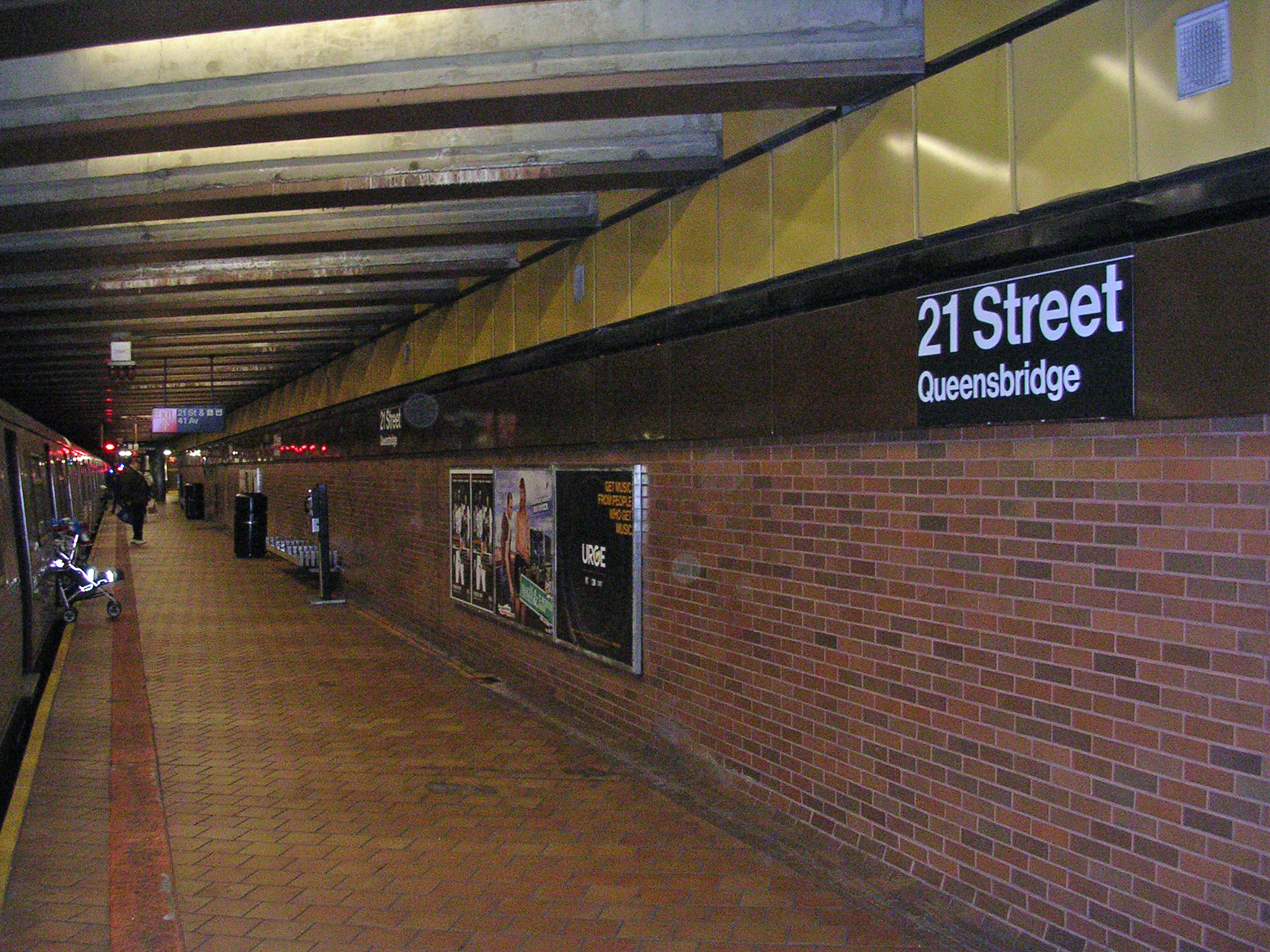
1989年10月29日启用的21街-皇后桥车站

1988年12月，纽约地铁启用三条换乘通道及三座新车站：
- 连接莱辛顿大道-53街车站和51街车站的换乘通道。
- 连接长岛市-法庭街车站和23街-埃利大道车站（现称法庭广场-23街车站）的换乘通道。
- 连接42街-港務局客运总站车站和时报广场-42街车站的换乘通道。

三座新车站为苏特芬林荫路-射手大道-JFK机场车站、牙买加中心-帕森斯／射手车站和牙买加-凡维克车站。当日多个列车服务发生变动，J/Z线于1988年12月11日开通跳站停靠列车服务。此外IND福尔顿街线快车服务也从仅在工作日行驶改为除凌晨外全日服务，因曼哈顿大桥而停运的B线、D线、Q线由该服务临时替代。
1989年5月12日，纽约地铁最后一列有涂鸦的列车结束服务。此后纽约地铁甚少出现有涂鸦的列车。
1989年10月29日，63街线通车。该线的21街-皇后桥车站设有预留隧道，该隧道在此后近十年时间内也没有完成延伸，故称为“無處可去的隧道”。该线全长3.2英里（5.1），设3个车站，共花费8.68亿美元，建造该线也被认为是浪费资金。

### 计划引进的列车

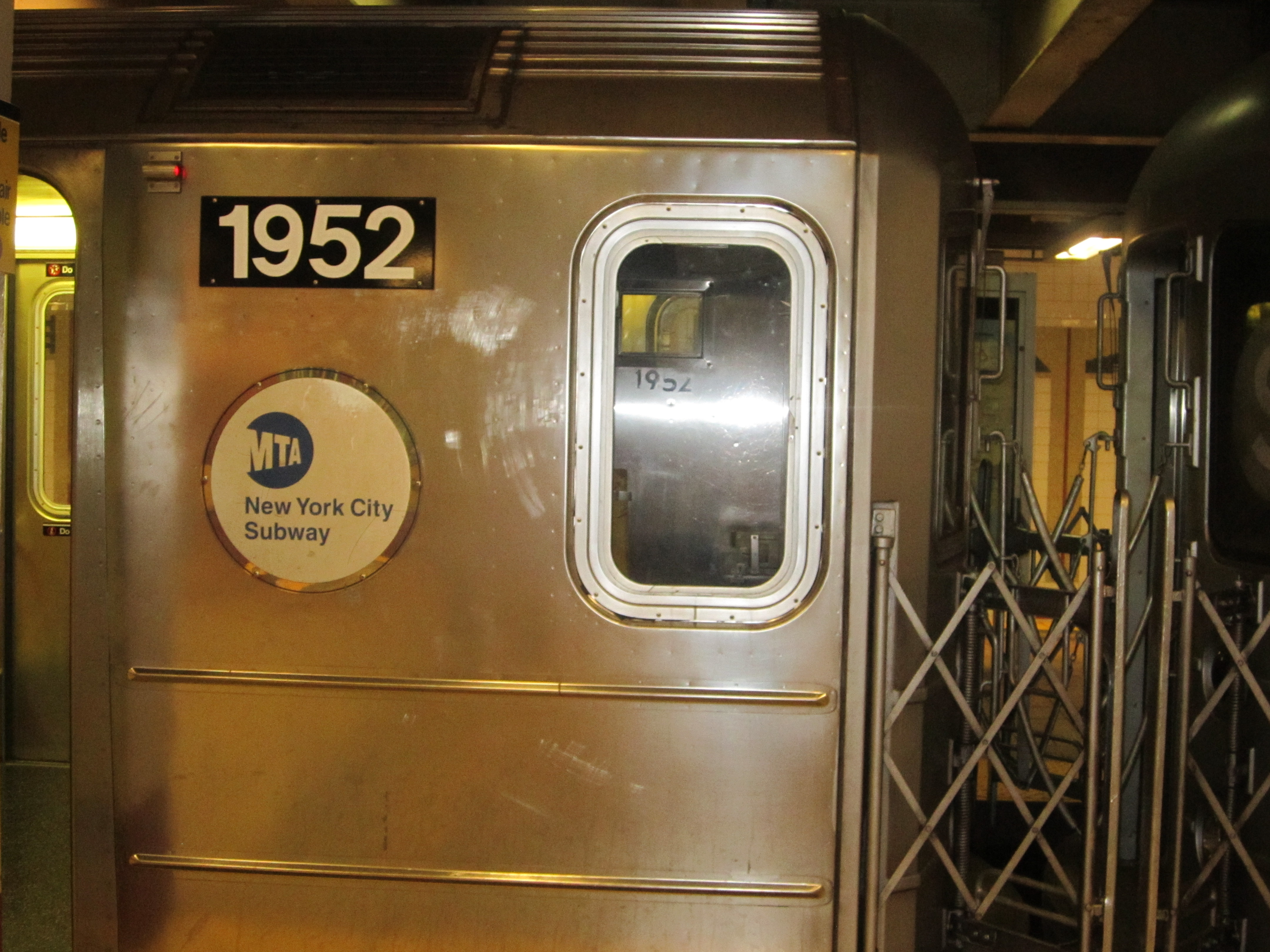
42街接驳线的纽约地铁R62A型列车

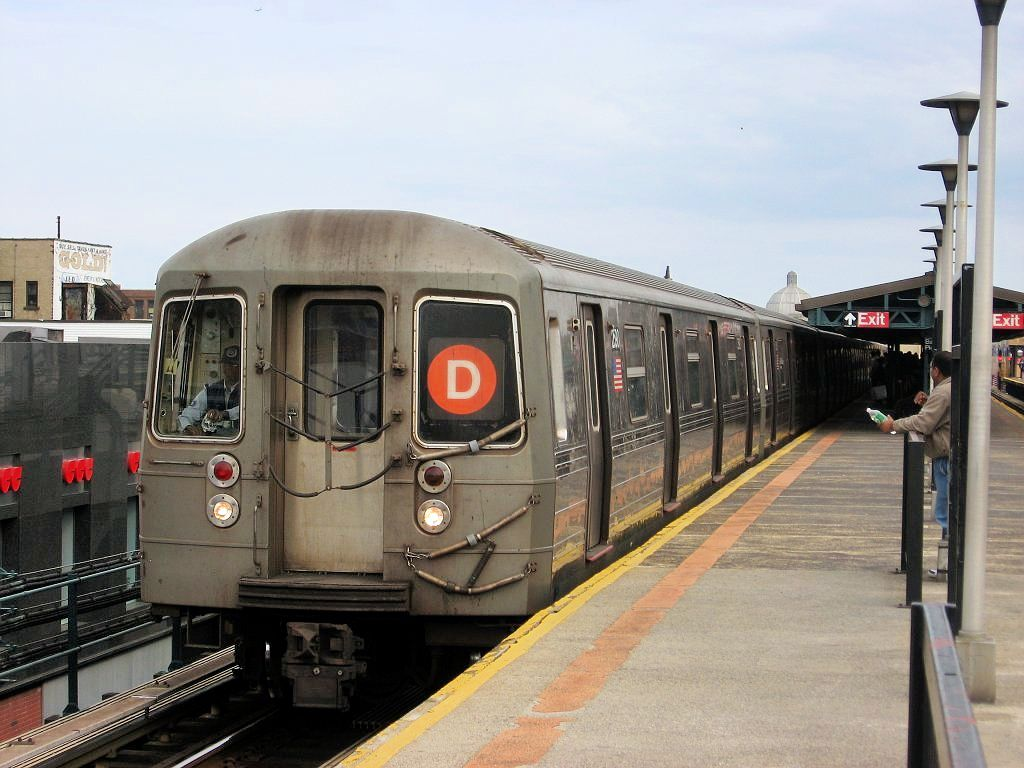
停靠在海湾公园道车站的D线R68A型列车

80年代，MTA计划购置208节63-英尺（19-）长车厢以替换260节51-英尺（16-）IRT系统的列车，不过IRT系统从未引进过该长度的车厢。这批车厢将在1979年11月通过的《运输债券法案》（Transportation Bond Act）下花费1.9亿美元购置。这批列车与R44和R46型列车一样，总长度同样为510英尺长，但由于各节车厢较长，车厢数较少，维护费用较低。然而车厢较长的列车无法停靠14街-联合广场车站的可移动站台，也无法停靠弯度过大的站台，如南码头车站站台。最后经过专家研究后，相关计划被取消。
1982年3月，MTA与日本川崎重工业达成协议，购置325节新IRT车厢，这是纽约地铁系统第一次引进外国制造的列车。同样参与了列车招标的公司还有庞巴迪运输和巴德公司。第一个购置项目提供了购置1,150节车厢的资金，但川崎重工业无意制造其余825节IRT车厢，最终庞巴迪运输获得了其余列车的订单，这批列车是R62A型列车。
1982年10月，MTA向由多家法国工程公司组成的财团购买225节车厢，这批列车即R68型列车，同样参与招标的还有住友集团和巴德公司。1986年6月20日，第一批R68型列车在通过三十天的测试后正式投入服务，其余列车也在日后逐渐运抵，该批车厢共有425节。此后MTA又向川崎重工业购置200节车厢，即R68A型列车，第一批R68A型列车于1988年4月12日运抵纽约，并在1988年5月18日投放于IND汇集线开展为期三十天的测试。
R62、R62A、R68、R68A型列车投入服务后，纽约地铁R10、R15、R16、R17、R21、R22型列车退役。

## 地铁系统的复兴及近期历史

### 90年代
90年代纽约地铁客流量持续攀升。1993年，在1989年至1993年间戴维·丁金斯担任纽约市长时，他通过加税抵消了纽约市政府2亿美元的财政赤字，但他的做法未得到广泛接受，使得它在1993年的市长选举中败给鲁迪·朱利安尼。:360朱利安尼希望在不加税的前提下维持纽约的正常运转，于是他在1994年撤去了原计划拨给MTA的4亿美元经费，而他也不提出任何改善地铁系统的计划。而纽约州议员也在90年代减少了提供给MTA的经费，直至21世纪后才大致不变。

### 2001年9月11日
九一一事件发生时，世界贸易中心下方的地铁车站临时封锁，其余列车服务也缩短服务时间为上午10:20至中午12:48。大楼倒塌后，行经曼哈顿下城的多班列车因停电而无法行驶，乘客须经隧道疏散。部分仍可行驶的列车因信号失灵，需启动特别操作程序。
位于世界贸易中心地底的IRT百老汇-第七大道线钱伯斯街车站至雷克托街车站段受影响最大，部分隧道及科特兰街车站严重损毁，需要重建。钱伯斯街车站以南的列车服务暂停，此后又进一步缩短至14街车站，34街-宾州车站以南的路段也频繁遭水浸。9月17日积水清除后，1号线开始在范科特兰公园-242街车站和14街车站之间行驶，并在96街车站以北以慢车模式运行，在该站以南以快车模式运行，2号线、3号线列车在曼哈顿停靠所有车站（但在10月1日前仍需跳过坚尼街车站和福尔顿街车站之间的所有车站）。1号线和9号线的“跳站停靠”模式暂停运作。
在96街车站多次转辙错误引致的延误后，列车服务于9月19日再度更改，1号线恢复为曼哈顿慢车服务，但终点站改在布鲁克林新地段大道车站，以替换总站改在14街车站的快车服务3号线，而2号线则继续在曼哈顿以慢车模式运行，不过钱伯斯街车站和南码头车站之间的列车服务以及百老汇-第七大道线跳站停靠服务仍旧没有恢复。最终1、2、3、9号线列车服务在2002年9月15日恢复正常，但科特兰街车站被关闭，以配合世界贸易中心的重建工作。
由于BMT百老汇线蒙塔格街隧道邻近世界贸易中心，列车运行可能导致混凝土块移位，该线的列车服务也受到影响。位于教堂街下方的百老汇线科特兰街车站在大楼倒塌后严重受损，并一直到2002年9月15日废墟清理完毕、结构重建完成、修复被水淹的道床后才重新开放。自2001年9月17日起，N线和R线暂停运行，并由M线（该线也临时经蒙塔格街隧道、BMT第四大道线和BMT海滩线延伸至康尼岛-斯提威尔大道车站）和J线（该线也临时经第四大道延伸至湾脊区-95街车站）代替。而在皇后区，Q线临时代替R线，W线临时代替N线。BMT百老汇线的所有列车服务除Q线外均在坚尼街车站以北以慢车模式运行，而Q线则继续在57街车站和布莱顿海滩车站之间行驶。在此期间J线和Z线的跳站停靠运作模式也暂停。以上七条线路的服务在10月28日全面恢复正常。
一连串的列车服务变动导致九一一事件后只有IRT莱辛顿大道线在曼哈顿中城及下城之间运行，该线在BMT百老汇线恢复服务之前极为拥挤。另外莱辛顿大道线华尔街车站一直关闭到9月21日。
IND第八大道线E线的一个枢纽站位于世界贸易中心五号大楼地下，在此次事件中结构未受损坏，但被大楼倒塌扬起的灰尘覆盖。E线列车服务临时延长至布鲁克林尤克利德大道车站以替代暂停运营的C线（此外A线和D线也在59街-哥伦布圆环车站以北以慢车模式运行，在夜间和周末替代C线的服务，而在145街车站或贝德福德公园林荫路车站和34街-先驱广场车站之间运行的B线则在工作日以慢车模式运行，替代C线服务。C线于9月21日恢复服务后，E线缩短至坚尼街车站，但钱伯斯街车站和百老汇-纳苏街车站一直关闭到10月1日，世界贸易中心车站一直关闭到2002年1月。

### 九一一事件之后

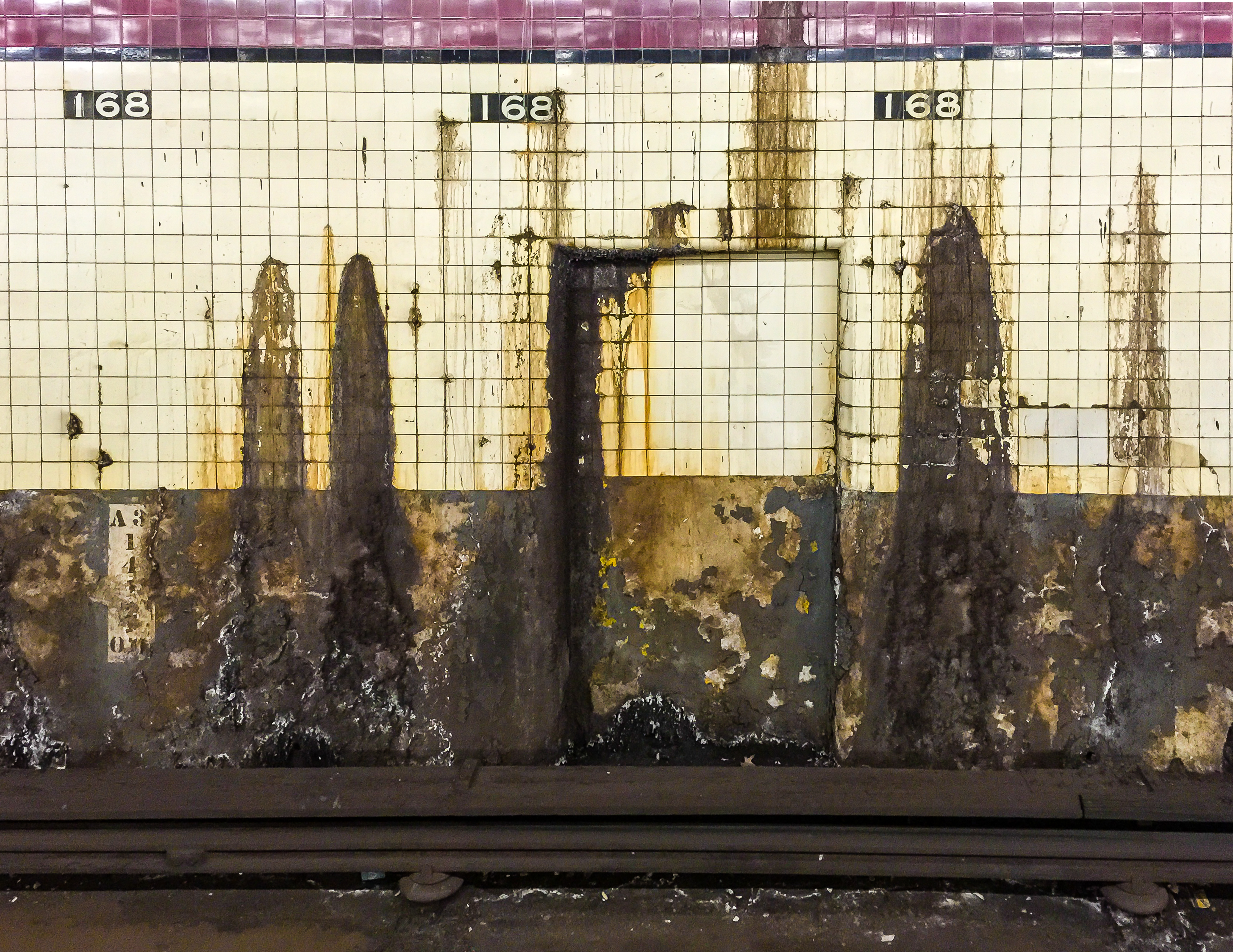
纽约地铁系统内有相当数量的车站历史逾一百年，设施老化的情况很常见。

#### 客流量上升
随着地铁系统改善车站环境、增加维护工作、提高列车准点率，加上1989年起地铁犯罪率的下跌和涂鸦的减少，纽约地铁客流量整体保持上升趋势。1995年至2005年间，纽约巴士和地铁总客流量增长36%，而同期纽约市人口仅增长7%。2008年，由于能源危机导致燃油价格大幅上涨，纽约旅游业的发展带来游客数量的增加，以及纽约市人口的增长，纽约地铁和巴士总客流量较2007年增长3.1%，达23.7亿人次，达到自1965年来的最高水平。
2013年，尽管地铁运营一度受到飓风珊迪影响，当年纽约地铁客流量仍保持增长，达17亿人次，为自1949年来的最高水平。2013年4月，《纽约》杂志报道称纽约地铁比过去66年内的任何时候都要拥挤。2014年，地铁日客流量超过六百万人次的天数达29天，预计在2015年将达55天。相比之下，2013年地铁日客流量从未达到六百万人次。

#### 新线路
迈克尔·布隆伯格担任纽约市长期间（2001年至2013年），纽约地铁系统再有多段线路开工或通车。第一个通车的新区段为63街线和IND皇后大道线的连接线，于2001年12月16日开通，当天起F线列车服务改道63街线，同时新开通V线，经皇后大道和第六大道慢车轨道，来往森林小丘-71大道车站及第二大道车站，以替代F线在53街的列车服务，而为了给V线让出轨道，G线一端总站改在法庭广场车站。列车服务变动后，地铁新增两个出站换乘。第一个为莱辛顿大道／59街车站和莱辛顿大道-63街车站之间的免费出站换乘，以便原先乘坐F线的乘客在F线改道后继续行程。第二个是法庭广场车站和45路-法庭大楼广场车站之间的出站换乘。
2003年，用于兴建新南码头车站的资金获分配，新车站工程于2005年启动。新站的工程最初曾因耗资过高和节省时间的效果有限而遭反对。由于旧南码头循环车站站台过短，1号线十车厢列车只有五节车厢停靠在站台，其余五节无法上下客，而该站也因站台弯度过大而需要加装月台伸缩踏板。新车站将设有两条轨道和足够容纳十车厢列车的岛式站台，站台弯度也将大幅减小，这些配置将使该站足以发挥终点站的作用。MTA声称新车站将为乘客节省四至六分钟时间，并将有利于加密1号线班次，从每小时16至17班加密至每小时24班。
90年代末至2000年代初，要求重新启动第二大道线工程的呼声日益加大。早在1955年第三大道高架铁路拆除前，政府就已承诺新建第二大道线，但因计划一直未有较大进展而遭讽刺。在分配建设资金和完成环评报告后，MTA于2007年3月20日与S3财团（斯齐亚沃尼/谢伊/斯堪卡）签署合同，S3财团将承建地铁隧道。而线路的初步设计和隧道的最终设计则由AECOM和奥雅纳共同负责。2007年4月12日，第二大道线正式破土动工，而承包商在96街和第二大道的施工准备在4月23日开始。

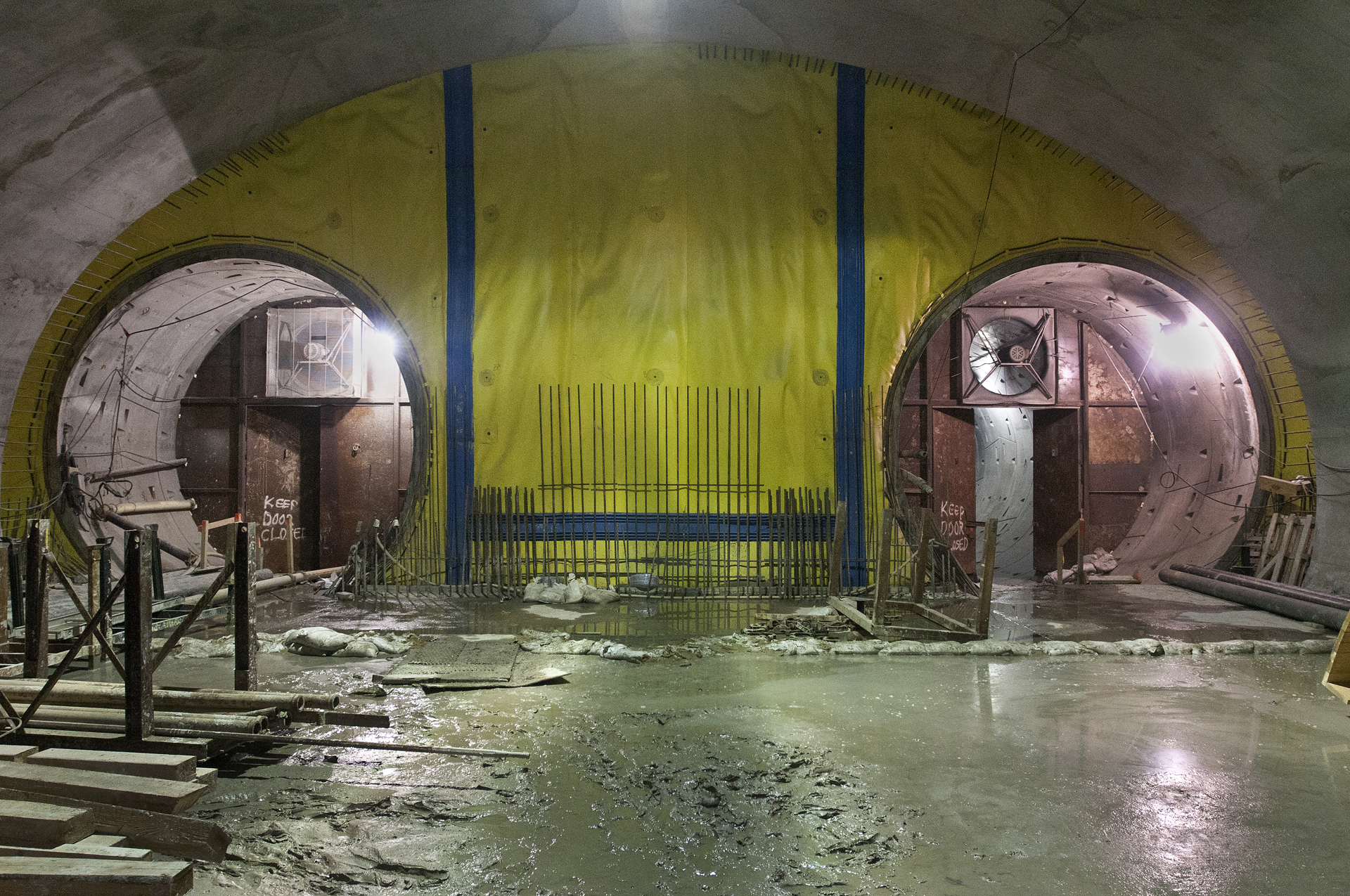
2011年6月7号线延伸段工地

2007年10月，MTA批出7号线延伸段（将IRT法拉盛线延伸至34街车站）建筑合同，该线于2008年6月破土动工，而隧道钻挖工程在2010年完成。该工程是近六十多年来第一个由纽约市政府资助的地铁工程，纽约市政府也希望借助该线促进位于地狱厨房地区的长岛铁路西城车辆段周边地区的发展。

#### 经费裁减
2009年，MTA财政赤字达12亿美元，这导致了2008年至2010年间的三次地铁车费上涨，也导致了地铁服务的变动，V线和W线取消，N线全面改为慢车服务（2010年前该线在工作日为快车服务，在周末为慢车服务），Q线在工作日向北延伸九个车站至阿斯托利亚-迪特马斯林荫路车站，N线和Q线的服务变动是为了替代取消的W线。M线则在工作日经克里斯蒂街连接线、IND第六大道线和IND皇后大道线至森林小丘-71大道车站，而不是行经BMT第四大道线和BMT西城线到海湾公园道，以替代V线。此外，G线缩短至法庭广场车站。十一条在建线路的工期被延长，七条线路的非繁忙时段延长。

### 2010年代

#### 飓风珊迪

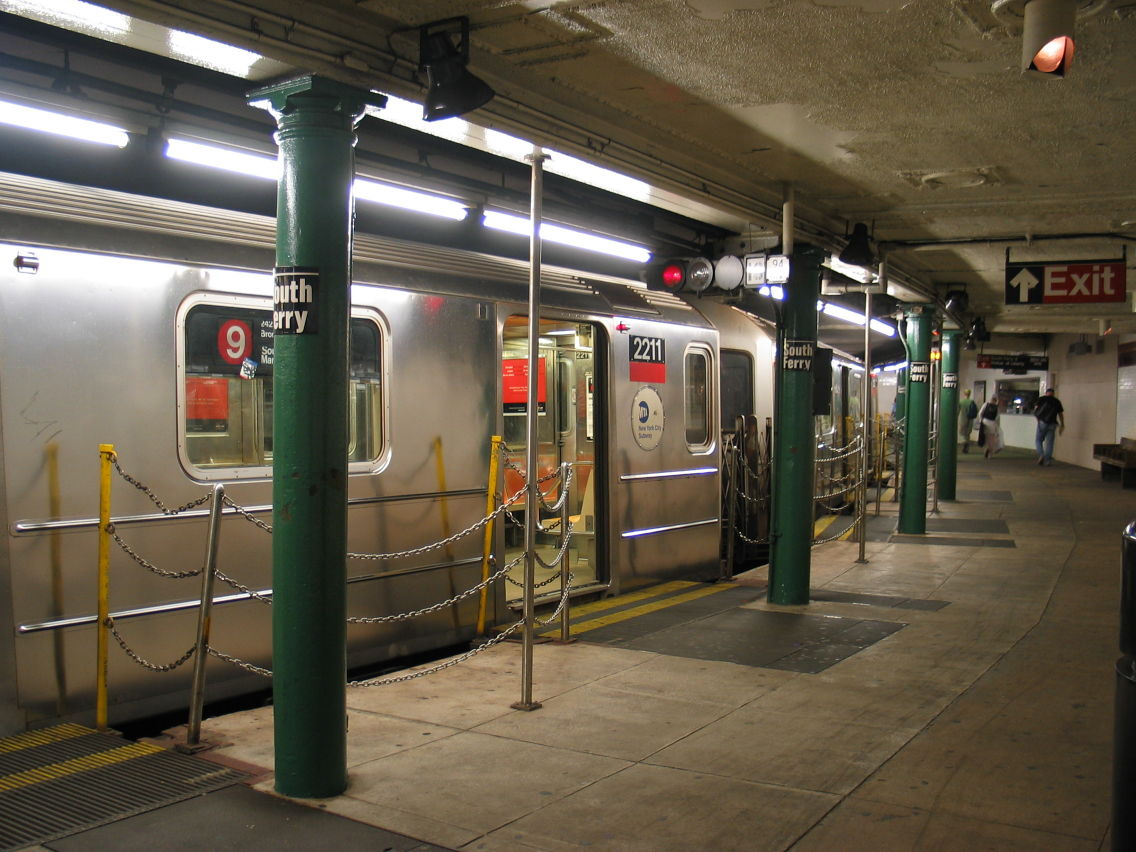
旧南码头循环车站在2009年3月16日随着新站台的启用而关闭，但新站台在飓风珊迪吹袭期间被淹，旧站台遂于2013年4月4日重新开放使用，直至2017年6月为止。

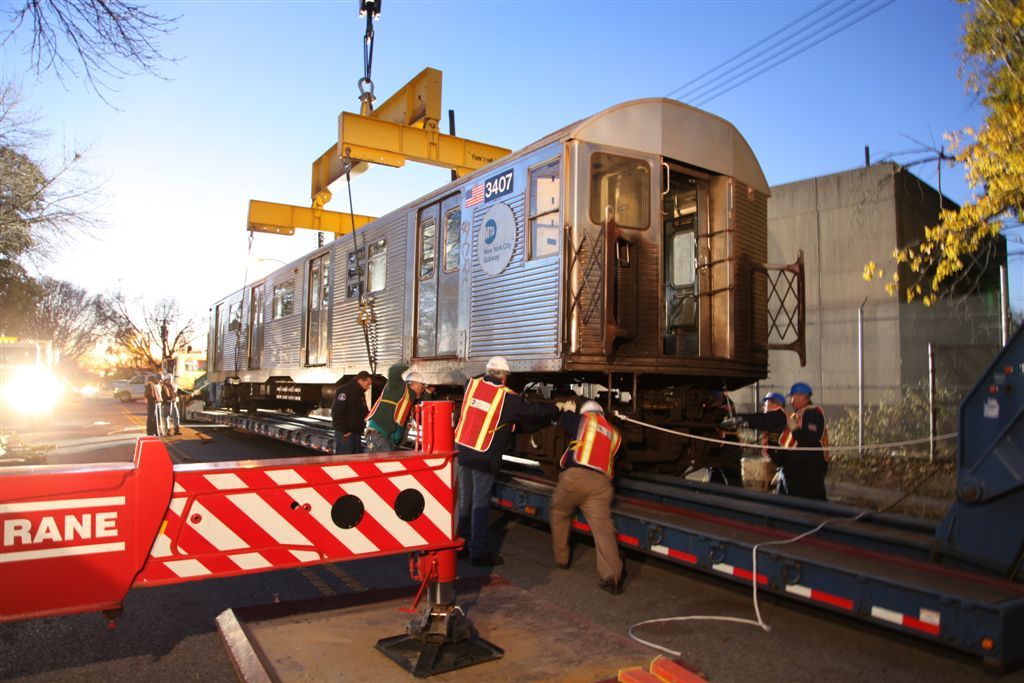
飓风珊迪吹袭期间，IND洛克威线设施受损，部分区段被隔离，大都会运输署启用吊车将20节地铁车厢调至被隔离的区段以进行小区间运行。

2012年10月29日，为应对飓风珊迪，MTA要求在飓风到来前暂停所有地铁线路、长岛铁路和大都会北方铁路服务。飓风珊迪给地铁系统带来破坏，其中IND洛克威线受损坏最为严重，霍华德海滩-JFK机场车站和哈姆斯威尔（Hammels Wye）之间多个区段受损，形成一段与地铁系统其他部分相独立的区段。MTA于是将20节R32型列车运至该区段，提供临时的小区间服务，以H线的名义运行。H线列车在海滩90街车站和远洛克威-莫特大道车站之间运行，站外提供临时接驳巴士服务。IND洛克威线受损区段于2013年5月30日恢复通车，并在沿线建造新的护岸以抵御未来的飓风。
地铁系统中多条下穿东河的隧道因风暴潮被淹，新南码头车站被淹后受损严重无法使用。2013年4月4日，旧南码头循环车站重新开放，临时替代新车站提供服务。飓风过后，第一个开始修复的隧道是下穿新镇溪的绿点隧道（Greenpoint Tube），该隧道在2013年逢周末关闭，并在2014年夏季则全面封闭，以进行修复工作。第二个是蒙塔格街隧道，在2013年8月和2014年9月之间关闭并进行修复。
克拉克街隧道（Clark Street Tubes）也在飓风吹袭期间受损，需要在2017年6月至2018年6月间的周末关闭并修复。修复工作影响了2号线, 3号线、4号线和5号线的列车服务。2017年6月27日，新南码头车站恢复使用，缓解了克拉克街隧道关闭所带来的影响。新南码头车站恢复使用一周后，MTA临时关闭BMT默特尔大道线长达十个月，以重建该线的两座高架桥（一座是连接BMT牙买加线的310英尺（94）长的高架桥，另一座是上跨长岛铁路蒙托克支线的鲜潭桥（Fresh Pond Bridge）），以便提供替代BMT卡纳西线的列车服务，为修复BMT卡纳西线下穿东河的隧道做准备。
受重建工作影响，BMT卡纳西线贝德福德大道车站以西的一部分将在2019年初至2020年中关闭18个月，此后于2017年4月计划关闭时间又缩短至15个月。

#### 新延线开通
2009年启用的新南码头车站耗资5.3亿美元建造，超过其原先预计的4亿美元，其中大部分的资金来自联邦运输管理局用于重建世界贸易中心的专款。2009年1月，由于建成的车站轨道离站台距离过宽，加上站内漏水，启用日期被迫押后。问题解决后，新车站于2009年3月16日启用，连接白厅街车站的新换乘通道随之启用。
2013年12月20日，时任市长迈克尔·布隆伯格乘坐IRT法拉盛线行经即将启用的新7号线延伸段前往34街-哈德逊调车场车站，以此庆祝自己任期内的重要大工程。至2013年，7号线延伸段已完成90%，原计划2014年启用，但直至2015年9月13日才开通。据《纽约时报》报道，线路延迟开通是因为多部定制的斜行电梯未制造完成。此外，《纽约邮报》于2014年12月发表文章，将新线路开通延期归咎于承建哈德逊车辆段的里雷提公司，该公司在建造车辆段地基并进行沉箱作业时，MTA无法启用新车站。
2014年11月10日，福尔顿转运中心面向公众开放，福尔顿街车站也完成了长达十年的翻新工程。该站的翻新工程为九一一重建项目之一，曾饱受争议。

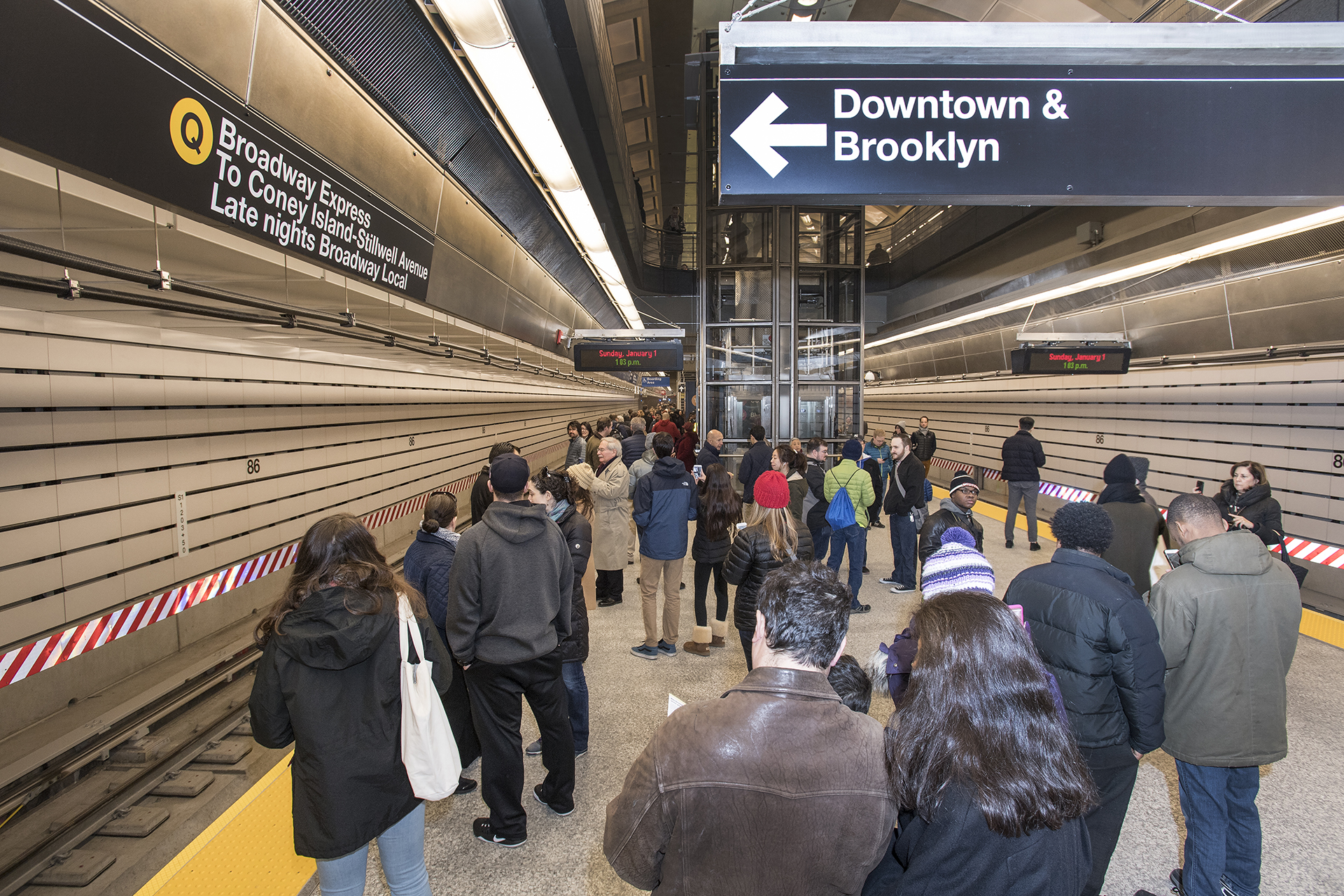
第二大道线86街车站

2010年便停运的W线在2016年11月7日重新开始运行，这是第二大道线开通的一部分2017年1月1日，第二大道线正式开通，新车站吸引大批市民前来体验。当日约4.82万名乘客进入该站，该数据不包括从其他车站坐地铁抵达该站的乘客。

#### 2017年紧急状态
当纽约地铁多条新线路开通时，地铁系统内不少线路却逐渐出现养护不善，用于养护的费用自90年代就开始逐渐降低，直至2012年才重新增加。此外误点的情况也越来越频繁，至2017年，工作日班次仅有65%准点到达，是70年代运输危机之后的最低点。在纽约地铁发生多宗脱轨事故、轨行区失火和过度拥挤的情况后，纽约地铁官方宣布进入紧急状态。
为解决地铁系统存在的问题，MTA于2017年6月28日开展“天才运输挑战赛”（Genius Transit Challenge）活动，参赛者可以提出改善地铁信号系统、通信系统和列车的建议。2017年7月25日，MTA主席勒霍塔宣布启动一项行动计划，以稳定地铁系统的运营，防止地铁系统持续衰败，该计划分两步进行，预计耗资90亿美元。该计划第一步将在信号系统和轨道维护、列车可靠性、系统安全性、乘客沟通、危机处理小组五方面进行提高，预计耗资8.36亿美元，第二步将从“天才运输挑战赛”中挑选出获选的建议并加以实施，同时解决地铁系统普遍存在的一些问题，预计耗资80亿美元。MTA于2018年3月公布了六项“天才运输挑战赛”中获选的建议。
2017年10月，纽约市审计员斯科特·斯特林格发布分析报告，提出地铁延误对经济和通勤人士的影响。该报告指出，若以2016年地铁平均候车时间5分钟以及平均时薪34美元为标准，地铁延误二十分钟的“最糟情况”每年将带来约3.89亿美元的生产值蒸发，延误10至20分钟的“中等情况”每年将带来约2.431亿美元的生产值蒸发，延误5至10分钟的“最佳情况”每年将带来约1.702亿美元的生产值蒸发.
2017年11月，《纽约时报》对纽约地铁运输危机的调查报道指出，来自共和党和民主党的地方和州级政治家做出的决策存在财政不可靠的问题，并最终导致了地铁的运输危机。在2017年，纽约地铁的平均准点率为65%，位居美国各大城市地铁系统最后。在过去的十年里，除接驳线以外，纽约地铁每条线路的准点率均有下降。

### 未来发展
目前纽约有多条地铁线路处于规划中，包括一条在布鲁克林犹提卡大道地底的线路，一条跨区环线（三区RX），洛克威海滩支线北段（废线改造），以及一条前往拉瓜迪亚机场的线路。
2016年11月，MTA向联邦运输管理局（Federal Transit Administration, FTA）请求允许第二大道线二期工程在FTA的“新起点”计划下进入项目发展阶段，FTA在12月下旬批准了MTA的请求。根据获批的计划，MTA将在2018年完成第二次环境评估，在2020年前获得建设资金，并在2027和2029年间开工。第二大道线将分四期建成，二期工程将使线路向北延长至东哈莱姆的125街车站，三、四期工程将使线路向南延长至曼哈顿下城的汉诺威广场车站。

## 严重事故

### 列车事故
1918年，一列前往南码头车站的列车与两列停靠在杰克森大道车站附近的IRT白原路线列车相撞。这是纽约地铁有记录以来第一次严重事故。
以下仅列出导致人员伤亡或严重破坏的事故。

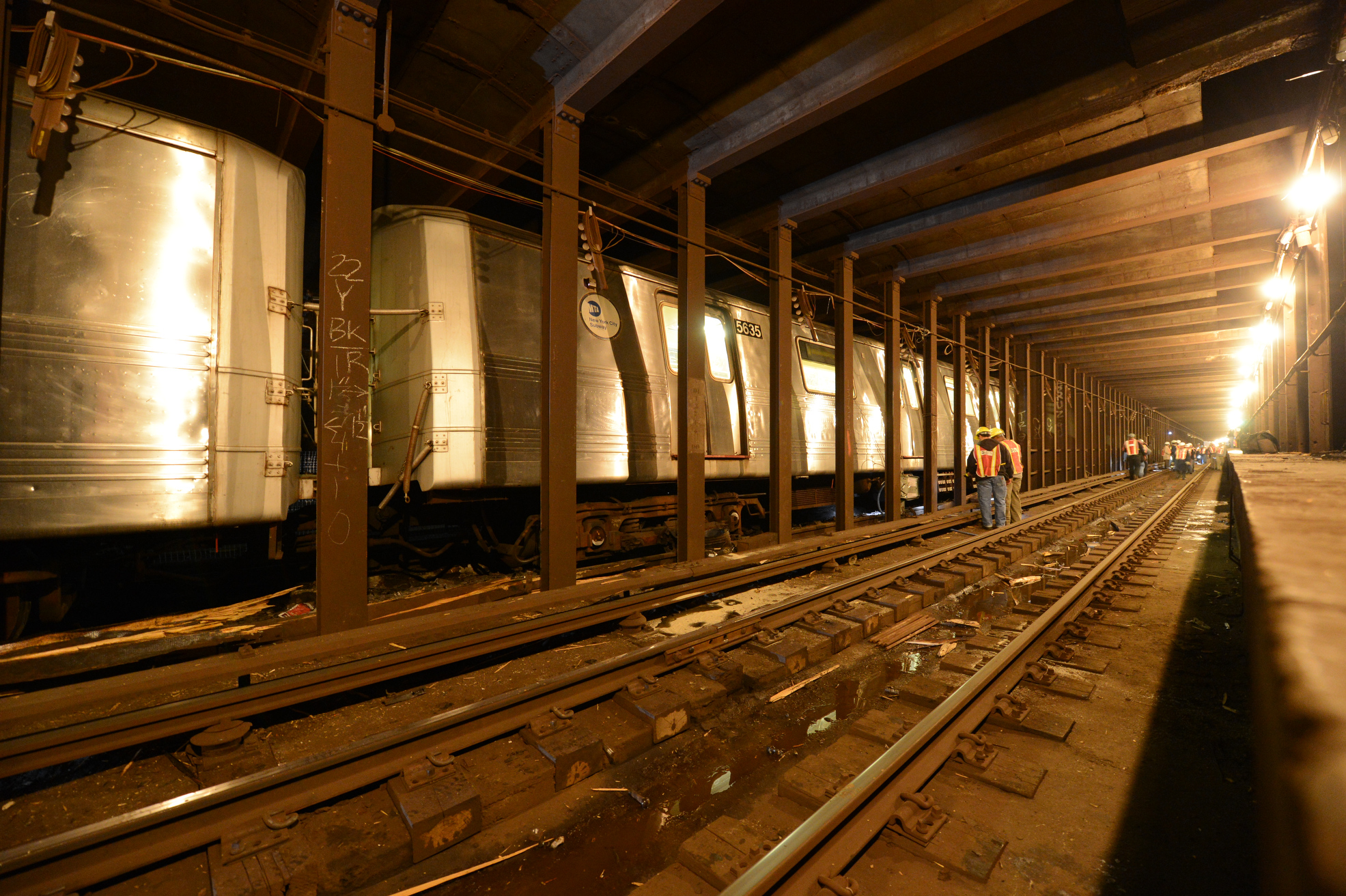
2014年5月F线列车脱轨事故

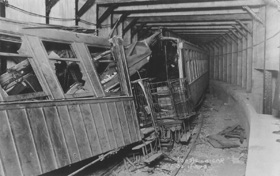
马尔波恩街地铁事故中97人死亡

- 2017年6月27日，一列A线南向列车在125街车站附近脱轨。[333]事故起因是铁轨没有安装牢固。[334]事故导致39人轻伤。[335]
- 2015年9月10日，一列载有80人的G线南向列车在霍伊特-歇尔美角街车站附近脱轨，至少5人受伤。[336]
- 2014年5月2日，一列载有约1000名乘客，开往曼哈顿的F线列车在65街车站附近脱轨，至少19人受伤[337]
- 2000年6月21日，一列B线南向列车在离开布鲁克林的德卡尔布大道车站后脱轨，超过80人受伤。官员表示第三节车厢脱轨，将第二节车厢一同拖出。[337]
- 2000年4月12日，一列5号线北向列车在68街-亨特学院车站附近脱轨，9人受伤。[337]
- 1997年11月20日，一列开往森林小丘车站的R线列车在阿斯托利亚斯坦威街车站附近的隧道中，与一列G线列车追尾，约40人头部或颈部受轻伤。追尾的列车当时时速约10英里（16），在事故中仅轻微损坏。[338]
- 1997年7月14日，一列2号线南向列车的最后一节车厢在富兰克林大道车站附近脱轨，4人受伤。[337]
- 1997年7月3日，一列开往皇后区的A线列车在135街车站附近脱轨，15人受伤。[337]
- 1995年8月22日，一列闯红灯的6号线列车与停靠在布鲁克林桥-市政府车站的另外一列车相撞，18人受伤。[338]
- 1995年6月5日，一列开往曼哈顿的J线列车在威廉斯堡大桥上与一列开往曼哈顿的M线列车追尾，J线列车的驾驶员死亡，约50名乘客受伤。事后调查显示，J线列车闯红灯、信号间隔过短、列车行驶状况恶劣和铁轨断裂导致事故发生。[338]
- 1995年2月9日，一列不载客的M线列车在第九大道车站附近，与一列开往曼哈顿的B线列车相撞，M线列车的驾驶员和B线列车上的6名乘客受轻伤。M线列车驾驶员承担事故责任。[338]
- 1994年12月21日，爱德华·雷里在一列地铁列车靠站时引爆自制炸弹，其本人和另外47人受伤。[339]
- 1994年8月15日，一列B线南向列车的最后一节车厢在第九大道近日落公园附近脱轨，车厢撞向隧道墙壁，11人受伤。[337][338]
- 1993年10月7日，一列开往曼哈顿的L线列车在格拉哈姆大道车站与另一列L线列车相撞，45人受伤。[338]
- 1991年8月28日，一列4号线南向列车脱轨，5人死亡，超过200人受伤。列车驾驶员在事故前曾饮酒，此后被判过失杀人罪。详见1991年联合广场地铁列车脱轨事故（英语：1991 Union Square derailment）。[337][338]
- 1990年12月28日，克拉克街车站附近的隧道中发生电路起火事故，2人死亡，188人受伤。[338]
- 1990年7月26日，一列B线列车在菠萝园与一列M线列车相撞，36人受伤[338]
- 1980年11月20日，一列2号线列车在进入钱伯斯街车站时脱轨，16人受伤。[340]
- 1981年7月3日，一位驾驶员在驾驶一列不载客列车至牙买加-179街车站附近时，心脏病突发并死亡，列车在无人驾驶下发生事故，第一节车厢因损坏严重而退役。[337][338]
- 1981年7月3日，由于信号机故障，一列地铁列车在苏特大道车站和犹提卡大道车站之间停下，后方另一前往曼哈顿的列车与之追尾，后方列车的驾驶员死亡，135名乘客受伤。[341]
- 1981年1月12日，一列D线列车在金斯公路附近脱轨，10人受伤。[342]
- 1978年12月13日，一列CC线列车在59街-哥伦布圆环车站以南脱轨，列车撞向隧道墙壁，100名乘客中有16名受伤。[343]
- 1978年6月30日，一列L线列车的九节车厢脱轨，3人受伤，列车轨道和站台都受到损坏。[344]
- 1977年4月12日，一列N线列车在曼哈顿大桥和德卡尔布大道之间脱轨，2人受伤。[345]
- 1974年12月1日，一列行驶富兰克林大道接驳线的R32型列车脱轨，一节车厢撞墙后留下一道切口，6人受伤。事故发生地恰好与1918年马尔波恩街地铁事故（英语：Malbone Street Wreck）的事发地相同。[346][347][348]
- 1973年10月25日，一列停靠在朗格伍德大道车站的列车两节车厢起火，后方另一列车与起火列车追尾。两节起火车厢在事故后退役。[337][338]
- 1973年10月4日，一列莱辛顿大道快车在卑尔根街车站以南900英尺（270）处脱轨，3人受伤。[349]
- 1973年8月28日，施坦威隧道（英语：Steinway Tunnel）内一块20英尺（6.1）长的混凝土块脱落，砸中一列开往皇后区的7号线列车上，导致1人死亡，18人受伤。[337][338]
- 1970年8月1日，滾球綠地車站附近的隧道中发生火灾，1人死亡，50人受伤。 [338]
- 1970年7月17日，一位驾驶曼哈顿方向E线列车的驾驶员在闯红灯后，由于未遵守相应的操作程序，与一列停靠在霍伊特-歇尔美角街车站的A线列车追尾，37人受伤。[350]
- 1970年5月20日，一列开往布鲁克林的GG线不载客列车在罗斯福大道/74街车站西面，于另一列正从快车轨道转向慢车轨道的GG线列车相撞，2人死亡，77人受伤。[338]
- 1970年3月27日，一列6号线列车在佩勒姆湾公园车站撞上缓冲器，7人受伤。[337][338]
- 1969年12月29日，一列南向列车在布朗克斯东180街车站附近脱轨，48人死亡。[338]
- 1965年5月4日，IRT新地段线犹提卡大道车站以东的一台起重机倒下，1人丧生。[338]
- 1962年11月28日，IND卡尔弗线的一台铁路起重机倒下，砸在康尼岛的街道上，3人死亡。[338]
- 1957年9月26日，231街车站发生列车事故，一位列车驾驶员和3名乘客死亡。[338]
- 1938年8月27日，116街的某个IRT车站发生列车相撞事故，2人死亡，51人受伤。[338]
- 1928年8月24日，一列南向IRT百老汇-第七大道线快车脱轨，16人死亡，100人受伤。[351]参见时报广场地铁脱轨事故（英语：Times Square derailment）。[338]
- 1927年8月6日，两颗分别安置在28街车站 (BMT百老汇线)和28街车站 (IRT莱辛顿大道线)的炸弹爆炸。[338]
- 1918年11月1日，一位顶替罢工地铁司机的调度员驾驶列车时失控，在进入马尔波恩街隧道时列车脱轨，97人死亡，200人受伤。[338][352]
- 1918年10月3日，杰克森大道车站发生列车相撞事故，2人死亡，18人受伤。[332][338]

此外，在1918年进行事故记录前，1905年9月11日，曼哈顿第九大道高架铁路发生列车脱轨事故，13人死亡，48人重伤。参见第九大道列车脱轨事故

### 其他事故
纽约地铁历史上，还发生过多起不涉及列车的事故，包括数起乘客接触第三轨而触电身亡的事故，以及数起乘客被推下铁轨身亡的事故。
1960年，“周日炸弹客”（Sunday Bomber）于周日和节假日在纽约地铁和渡轮上放置多枚炸弹并引爆，1位女性死亡，另有51名通勤族受伤。